# ファイアーエムブレムの登場人物 (テリウス大陸)
ファイアーエムブレムの登場人物 (テリウス大陸)（ファイアーエムブレムのとうじょうじんぶつ・テリウスたいりく）では、任天堂（開発・インテリジェントシステムズ）のコンピュータゲーム『ファイアーエムブレム 蒼炎の軌跡』および『ファイアーエムブレム 暁の女神』の登場人物について記述する。
両作品は架空の大陸・テリウス大陸を舞台とし、『暁の女神』（以下、『暁』）は『蒼炎の軌跡』（以下、『蒼炎』）の3年後の世界を舞台とする。年齢の「○歳→○歳」の表記は原則、『蒼炎』→『暁』での年齢。
一部のキャラクターの担当声優は『ファイアーエムブレム ヒーローズ』（以下、ヒーローズ）での配役。『ファイアーエムブレム エクストラドラマCD 暁の女神 〜群雄たちの譲れぬ想い〜』（以下、ドラマCD）および『ファイアーエムブレム エンゲージ』（以下、エンゲージ）での配役も同作品と共通である。
（※）は『蒼炎』および『暁』の両作品に登場し、かつ能力引き継ぎのある人物を示す。

## ベオク諸国

### クリミア王国
テリウス大陸の北部に位置する、ベオクの王家が治める王国。

#### グレイル傭兵団

##### 傭兵団員
年齢はアイク、ミスト、オスカー、シノンを除き、設定資料集に記載された外見設定年齢であり、実年齢を示すものではない。
（※）アイク
声：萩道彦
17歳（『蒼炎』）→20歳（『暁』）。ベオク。『蒼炎』および『暁』に登場。クラスは『蒼炎』ではレンジャー→ロード。『暁』では勇者（ブレイブ）→神将（ヴァンガード）。属性は地。
『蒼炎』の主人公で、『暁』では主人公の1人。

（※）ミスト
声：榎本温子（蒼炎・ヒーローズ）、桑谷夏子（暁）
15歳→18歳。ベオク。『蒼炎』および『暁』に登場。クラスは『蒼炎』ではクレリック→ワルキューレで、『暁』では杖使い（クレリック）→戦乙女（ヴァルキュリア）。属性は水。
アイクの妹であり前団長グレイルの娘。『蒼炎』では亡き母親エルナの形見である青銅のメダリオンを常に所持しており、心の支えとして大切に持っていた。エルナと同様極端に【正】の気が強いため、800年前に邪神を封じ込めた「エルランのメダリオン」に触れても【負】の気には飲み込まれない数少ない人物（ミストや鷺の民は特別に正の力が強いため、平気でいられる）。このような事情により、幼少時からグレイルにはメダリオンを誰にも触らせてはならないと言いつけられており、自分が見せても大丈夫と判断した者にしか見せなかった（家族のほかには、ティアマト、エリンシア、ナーシルのみ）。
誰にでも優しく接するが、『蒼炎』では当初アイクほどラグズ慣れしていなかった（すぐに親しくなる）。また、グレイルの死後は、アイクや団員達、親しい者達が目の前からいなくなってしまうことを極端に恐れている。獣牙族並に耳が良い。
アイクやボーレには少し口うるさい面があるが、無茶しやすい彼らを本気で心配しているからこそである。
傭兵団では家事や洗濯、裁縫などを担当しているが、料理の腕はあまり良くない。ただし、陰ながら努力をしているらしく、少しずつ上達している模様。『暁』では支援によっては長年の縁が恋に変わり、三兄弟次男のボーレと結婚、式では思わず大泣きして兄と夫を困らせた。
（※）セネリオ
声：村瀬歩（ヒーローズ・ドラマCD・エンゲージ）
外見年齢16歳。『蒼炎』および『暁』に登場。クラスは『蒼炎』では魔道士→賢者。『暁』では風の賢者（ウィンドセイジ）→大賢者（アークセイジ）。属性は闇。
アイクに絶対の忠誠を示すグレイル傭兵団の参謀であり、アイクからの信頼も篤い。魔道使いとしても一流の技量を持つ少年。徹底した現実主義者で、自分が間違っていないと判断したことは人に嫌がられるようなことでも平気で口にする。また、冷徹といえるほどの冷静さを持ち、利のためなら手段を選ばない。
遠くを見据えた冷静な戦術眼と、明晰な知性で傭兵団の進むべき方向を進言し、偵察も自分で見たものでなければ納得いかないと言って自分で行くほどの行動力もある。アイク以外には厳しい口調でありながら、誰に対しても敬語で話す。実は「印付き」であり、額にその証がある。このために『蒼炎』の3年前から成長が止まり始めている。『蒼炎』ではベグニオンの大神殿マナイルにある古い書物を調べて自分の正体を知り（それまでは自分の額の印を「精霊の護符」だと思い込んでいた）一人悩んでいたが、その後アイクに自分が何者であるかの苦悩を打ち明かす。
幼少時は見知らぬ女に愛情もなく育てられ、その後額の印を「精霊の護符」と誤認した老い先短い賢者に売り飛ばされ後継者として膨大な魔道の修行をさせられた。賢者の死後、暮らしていた館に食料が無くなったため村に繰り出したとき、初めて自分が一言も口がきけないことに気付いたという（両者ともセネリオに言葉を投げつけるだけで返事を必要としなかったことが原因）。村はガリアにあったこともあり、住民達はセネリオを「疫病神」と忌み嫌って迫害し、石をぶつけることもあった。そして飢えて死にかけていた頃に幼いアイクに出会い、誰もが自分のことを無視するなかで、食べ物を恵んでくれたその少年に恩義を感じた。翌日グレイルの暴走で村が壊滅した後、多くのベオクの遺体の中に助けてくれた少年がいなかったことから彼はまだ恩人が生きていると確信し、村に残されていた金と食料を手にベオクの国クリミアへ向かう。その道中の樹海で幾度となく獣牙族に遭遇するも、さも汚い物を見るような蔑んだ冷たい眼差しを向け、その後何も見なかったかのように去るという行為に酷く心を冷たくさせられ、そんな思いをさせるラグズを憎むようになる。クリミアに着き、一番近い教会を訪ね、そこで（「精霊の護符」を持ち魔道の才があるということで）話し方や一般的な常識を学び、クリミア国内を数年間さ迷ってようやくアイクを見つけ（ただし、アイクはある事情でガリアにいたときの記憶を失っていた）、傭兵団に入った。その経緯のためにラグズ（特に獣牙族）を「半獣」と忌み嫌い、他の者とは馴れ合わずアイクにだけは心を開き、全面的に信頼し、絶対的に忠実。また、アイクに危険を及ぼすような存在には容赦がない。そのためか、『蒼炎』ではアイクの他は自分と同じ存在であるソーンバルケとしか支援を結べなかった。『暁』では、ライ曰く「三年前より性格が丸くなった」らしく、実際に他人と話す際にも口調は相変わらず厳しいが攻撃的では無くなった。
『暁』ではデイン先王だったアシュナードとその妃であるアムリタの実の子供（すなわちベオクと竜鱗族との混血）であることが、2周目以降での厳しい条件を満たすとクリア後に明かされる。すなわちデイン王家の真の後継者である。また、血縁上は竜鱗族の王デギンハンザーの孫であり、クルトナーガとラジャイオンの甥でもあり、イナとラジャイオンの息子の従兄にもあたる。アムリタ曰く「力を失っても、目の前で話すことで自分の子供かどうかは分かる」らしいが、彼女はこの事実をセネリオに打ち明けることはなかった。
『ファイアーエムブレム エンゲージ』ではDLC第3弾で「蒼き参謀の腕輪」に宿る賢風の紋章士として登場。本作同様に魔法に秀でた性能となっており、味方のサポートも得意。
（※）ティアマト
声：宮川美保（ヒーローズ・ドラマCD）
30歳→33歳。ベオク。『蒼炎』および『暁』に登場。クラスは『蒼炎』では斧を得意とするパラディン。『暁』では斧騎将（グレートナイト）→黄金騎将（ゴールドナイト）。属性は光。
グレイル傭兵団の副長。傭兵団立ち上げの時から所属する古参。クリミア王宮騎士団員だった過去を持つ。クリミア騎士の頃に、ガリア王国との交換武官に志願してガリアに駐留したこともあり、グレイルとはその時に出会った。
母性溢れる強く優しい性格の持ち主でグレイル亡き後は、新団長となったアイクと団員たちを陰日向なく支え、早くに母親を亡くしたアイク、ミストにとっては姉であり母親のような存在。グレイルに対しては、単なる尊敬以上の感情を持っていた模様。グレイルが亡くなった翌晩には、独り隠れて耐えきれず泣き崩れることもあった。
「お供の聖騎士」が「頑固爺さん」から「綺麗なお姉さん」に変わったのは、単にスタッフの好みとのこと。
（※）オスカー
声：間島淳司（ヒーローズ）
24歳→27歳。ベオク。『蒼炎』および『暁』に登場。クラスは『蒼炎』ではランスナイト→パラディン。『暁』では槍騎将（グローリーナイト）→白銀騎将（シルバーナイト）。属性は地。
オスカー・ボーレ・ヨファ3兄弟（異母兄弟）の長男。兄面の真面目でしっかりとした丁寧な性格だが、ひたすら真面目ではなく押しどころ、引きどころを弁えている。糸目が特徴。ヨファにとっては親代わりでもある。
料理が得意で、その腕前は傭兵団の仲間たちはもちろん、ラグズであるレテとモゥディも認めるほどに高い。『蒼炎』ではタニスに料理の手ほどきを教えることもあった。
シリーズ御馴染みの赤緑騎士の緑の方。昔はクリミア騎士団の第12番隊に所属していたが、父親が亡くなりヨファの母親が逃げてしまったため、残された弟達の面倒を見るために『蒼炎』時代の3年前に除隊。その後、弟達と共にグレイル傭兵団に入った。かつての同僚であるケビンから「永遠の好敵手｣と一方的にライバル視されているが、本人にそんな気は全くなく、彼のことを良き友と認識している。女神との戦いの後にクリミア王宮騎士団に復帰するが、傭兵団にも籍を残し両方の任務をこなすようになる。
（※）ボーレ
声：阿澄佳奈（ヒーローズ・幼少期）
18歳→21歳。ベオク。『蒼炎』および『暁』に登場。クラスは『蒼炎』では戦士→ウォーリア。『暁』では勇士（ウォーリア）→斧雄士（アクスブレイブ）。属性は炎。
オスカー・ボーレ・ヨファ3兄弟（異母兄弟）の次男。兄とは対照的に大雑把だが明るく陽気な性格の持ち主で、傭兵団のムードメーカー。ヨファとは喧嘩ばかりしているが、心内では兄弟思いである。3兄弟の中でボーレが一番父親似らしい。ミストに対して特別な感情を抱いており、支援次第では結婚する。
傭兵団の中ではアイクと最も歳が近く、もともと力強いイメージがある戦士系のクラスなので気づきにくいが、『蒼炎』から『暁』の3年間でアイク同様に身体的にかなりの成長を遂げている。それゆえに服が小さくなりやすく、ミストによく仕立て直しをしてもらっている。
アイクが入団したときは既に仕事をしていたため、当時は彼に対して先輩風を吹かせていたが、自身が初めて戦場に出たときは張り切りすぎて武器を壊してしまったらしい。グレイルの死後、アイクが団を継ぐことになった際にはアイクは未熟で下に就くのは危なっかしいと言いつつも、自分たち兄弟を助けてくれたばかりか家族として扱ってくれたグレイルの願いを叶えたいと心境を語る。数奇な運命に巻き込まれるアイクが軽口を叩き合える数少ない存在である。
（※）ヨファ
声：浅川悠（暁・ヒーローズ）
12歳→15歳。ベオク。『蒼炎』および『暁』に登場。クラスは『蒼炎』ではアーチャー→スナイパー。『暁』では狙撃手（スナイパー）→神射手（サジタリー）。属性は風。
オスカー・ボーレ・ヨファ3兄弟（異母兄弟）の三男。傭兵団の中では最年少ながら、師匠であるシノン譲りの弓の腕は確か。シノンからも「筋はいい」「二人の兄を超えられる」と評価されている。泣き虫であるが師匠思いの優しい性格。ボーレとは喧嘩しがちだが、兄弟愛は強く本当は大好きな模様。亡くなった父親のことは慕っているものの、自分を置いて逃げた実母に対しては憤りを抱いている。
『蒼炎』では始めは戦闘要員でなかったためかミストと一緒にいることが多く、「ミストちゃん」と呼んでいたが、『暁』では呼び捨てにしており、思春期であるためか一緒にいることは少なくなった。
背伸びしがちではあるが、自分を子供扱いせずに家族を助ける術や生きる術を教えてくれた師匠であるシノンを深く尊敬している。
（※）キルロイ
声：浜田賢二（ヒーローズ）
23歳→26歳。ベオク。『蒼炎』および『暁』に登場。クラスは『蒼炎』では神官→司祭。『暁』では司祭（ビショップ）→聖者（セイント）。属性は炎。
病弱だが、とても優しく思いやりのある穏やかな性格の司祭。
ワユと仲がよく、また、そもそも戦いを好まないため、ワユとアイクの訓練など、仲間同士が傷付け合うことには難色を示していた。血を見るのは苦手だが、蒼炎時代に訓練中のケビンがなぜか目の前で頭を割って死にかけたのを目撃してから、いきなり血まみれで来られるよりはと訓練に立ち会うようになる。
『蒼炎』の物語の1年前に、任務で負傷したティアマトを助けたことがきっかけで、同じように病弱な故郷の両親のことも思って傭兵団に入団した。団員ではただ一人親に仕送りをしている律義者である。
（※）シノン
声：間島淳司（暁・ヒーローズ）
27歳→30歳。ベオク。『蒼炎』および『暁』に登場。クラスは『蒼炎』ではスナイパー。『暁』では狙撃手（スナイパー）→神射手（サジタリー）。属性は雷。
団の立ち上げのときからいる古参のスナイパー。毒舌家でかなりひねくれた性格。だが弟子思いの性格でヨファを気に入っており、厳しくも愛情を持って育てている。弓に関しては天才的な腕も持っており、『蒼炎』では敵の眉間を撃ち抜いて見せ、『暁』ではルキノが絞首台に吊るされる直前に、首に掛けられていた細い縄を遠くから射た矢で切り落とすという神業も見せた。
平民出身。生まれ持った権力というものが大嫌いな様子で、グレイルの息子というだけでチヤホヤされるアイクを目の敵にしているものの、傭兵団には愛着している。経緯は不明だがグレイルの事も心から尊敬していた。酒好きで、ガトリーに奢らせたり酔っ払ったりしているところをアイクに発見されることもある。大人の事情も嫌っており、子供であるヨファに弓を教えたのも、生きる術を早くに教えとくに越したことはないとの考えからでもある。
『蒼炎』ではグレイルの死後、アイクが団長を受け継ぐことに反発してガトリーとともに傭兵団を離れ、後に実力主義のデイン軍所属となる。そのため、敵として再登場するが、ヨファの説得とアイクの身を挺した行動によって再び傭兵団に戻ってくる。
『蒼炎』ではラグズを「半獣」とよび毛嫌いしていたが、『暁』ではラグズとよんでいる。しかし、相変わらず嫌っている様子で、リィレには『蒼炎』でのヤナフとのやり取りのような挑発的な口撃をしていた。
（※）ガトリー
声 - 小上裕通（ヒーローズ）
25歳→28歳。ベオク。『蒼炎』および『暁』に登場。クラスは『蒼炎』では重歩兵→ジェネラル。『蒼炎』では槍武将（グローリードゥクス）→将帥（マーシャル）。属性は光。
グレイル傭兵団の守りの要の重騎士。傭兵として申し分ない力と愛嬌を持つが、性格が軽く調子に乗りやすいのが玉にキズ。目上の相手には彼なりの敬語として語尾に「～ッス。」を付ける。シノンの舎弟的存在。
シリーズお馴染みの軟派キャラ。可憐な女性に目がなく惚れた女性には誰彼構わず声を掛け、少しでも会話が弾むと相手は自分のことが好き（両想い）だと一方的に勘違いしたり、惚れた女性に自分の格好良い（活躍する）ところを見せようと躍起になったりする。それが仇となり、結婚詐欺に引っ掛かって全財産を無くすこともあった。それでも懲りずに、『暁』ではベオクの女性だけでなくラグズの女性（女の子？）も狙っている。また、騙されやすく、買い物をするにも三流品や紛い物をつかませられることが多々あるが、それらについて騙した相手を恨んではおらず（またはそう思わないようにしている）、極端なプラス思考で紛い物の商品の効果を信じていたり、結婚詐欺に至ってはにシノンから（騙した女には）今頃笑われていると言われても、「あの子の笑顔が可愛かったからいい」「報酬の使い道を考えずに済んだ」とすら発言したりするなど、かなりのお人好し（シノンいわくおめでたい性格）である。
シノンと違ってアイクの才能を認めているが、その反面まだまだ子供と思っているらしい。
シノン同様、『蒼炎』で一時グレイル傭兵団を離脱するが（舎兄シノンにつられて出て行ったらしい）、その後の雇い主であったベグニオン貴族ステラと共に傭兵団に復帰した。味方ユニットに復帰する章では、軽いノリで元仲間(団員)と会話するなど緊張感が欠けており、当時壊滅寸前の過酷な状況に置かれていた団を離反したことを悪びれもしていなかった。
（※）ワユ
声：浅川悠
17歳→20歳。ベオク。『蒼炎』および『暁』に登場。クラスは『蒼炎』では剣士→ソードマスター。『暁』では剣豪（ソードマスター）→剣聖（ソードエスカトス）。属性は炎。
年若き女剣士。本人曰く「いつか出会う宿命のライバル」と戦うため、剣の稽古を絶やさない。アイクのことは「大将」とよんでいる。
「細かいコトは気にしない」が信条であり口癖でもある。負けず嫌いだが、陽気で誰にでも気さくに接する。「前の晩、どんなに遅く寝ても日の出の前に起きられる」らしい。若い女性らしく占いが好きで、よく自分で占ったり有名な占い師に占ってもらうほど。
『蒼炎』ではクリミアの傭兵として戦っていたが、デイン兵に捕まり捕虜になりそうだったところをグレイルに助け出されたという経緯をはじめ、アイクの剣技とどんな逆境でも諦めない生き様に惚れ込んで傭兵団に参加する。デインとの戦争が終結した後も傭兵団に残り、それ以後よくアイクに真剣を使った手合わせを挑んでいる。また、占いによってキルロイを「宿命のライバル」と思いこむが、後に「運命の人」とよぶようになる。
グレイル
声：長嶝高士
47歳（『蒼炎』）。ベオク。『蒼炎』に登場。クラスは勇者。属性は天。
グレイル傭兵団の創設者でアイクとミストの実父。最強の斧、戦斧・「ウルヴァン」の使い手で、アイクの剣の師匠でもある。傭兵として腕が立つだけでなく、厳格ではあるが優れた人格者であるため団員や周囲の村人たちからの信頼は高い。所属団員を皆家族として扱っており、この信念は息子のアイクも引き継いでいる。『蒼炎』の序盤、ガリア領の森の中で漆黒の騎士と対決し、戦いの末に敗北し命を落とす。
旧名はガウェイン。デイン出身で、かつてデイン軍の最上級将「四駿」の一角を占め【神騎将】ガウェインと謳われる剣の名手であった。漆黒の騎士（ゼルギウス）の剣の師でもあった。『蒼炎』の物語開始の20年ほど前、後の妻であるエルナが、幽閉されていた旧セリノスの白鷺王女リーリアから「エルランのメダリオン」を託されたこと、そしてアシュナード王がメダリオンを使った陰謀を企んでいることを知り、メダリオンを持ったエルナとともにデインから逃亡。名と過去を捨てて「グレイル」と名乗り、ガリアに身を寄せた。
ガリアでは国王カイネギスの下で傭兵として働いていたことがあり、彼の厚い信頼を得ていた。またガリア滞在中に2人の子供（アイクとミスト）が産まれている。
『蒼炎』の物語開始の十数年前、アシュナードが差し向けた部隊によって暮らしていた村を襲撃され、そのときに誤ってメダリオンを手にしたことにより暴走。アシュナードの手先の兵士だけでなく、自分たちを匿ってくれた村人、エルナをも手にかけてしまった。そのために以降剣を捨て、またフォルカと契約する際に「神騎将ガウェインを止めるのは無理」と言われたため、彼が暴走した自分を始末できるよう自分の利き腕の筋を絶った（それでもフォルカ曰く「なんとか太刀打ちできるレベル」だったらしい）。それ以降は斧を得物として使い、剣を使うのはアイクに剣技を教えるときだけであった。

##### 傭兵団の関係者
（※）フォルカ
声：拝真之介（ヒーローズ）
33歳→36歳。ベオク。『蒼炎』および『暁』に登場。クラスは『蒼炎』ではシーフ→アサシン。『暁』では暗殺者(アサシン)。属性は風。いずれもアサシンは彼専用の兵種である。彼は団員ではないが、関係者として記載。
金で雇われて仕事をする暗殺者。特定の主や善悪の概念を持たず、仕事に釣り合う金さえ積まれれば（確実にできる内容のみを請け負う）どのような仕事も確実にこなし、逆に契約にないことは明らかに雇い主がして欲しそうな内容でも一切しない。その正体を知る者は少なく、【火消し】という通り名だけが暗闇の世界で知られている（場所を問わず、町の酒場の主人に「火消しに用がある」とさえ言えば依頼主のもとに一週間以内に姿を現す）。膨大な報酬を要求する理由は一切不明。答える気のない質問には「10万だ」と回答する。
『蒼炎』以前にグレイルと「自分が暴走したとき、刺し違えてでも止める」、「自分が死んだ後、アイクが十分に成長してから自分の秘密を明かす」という2つの契約を結んでおり、グレイルの死後契約遂行条件が果たされた（個人の趣味で50000Gを用意するという条件にした）ことにより「情報屋」を名乗ってアイクに近づく。鍵開けとして雇われた際には、扉や宝箱を開ける度に50Gを要求するなど、徹底した仕事人ぶりを見せる。
その後アイクの成長を見届け、グレイルの秘密を明かすとともにイベントでアイクとも契約を勧めて、承諾するとクラスチェンジしてアサシンとなる。
ユリシーズはお得意先であり何度も依頼をこなしており、彼自身も「あんたの仕事をやって外れたことがない」と個人的に気に入っている。『蒼炎』と『暁』の間にはユリシーズに密偵として雇われ秘密裏にある調査をしていた（『蒼炎』での支援会話にてすでに依頼はされていた）。『暁』終盤に表舞台に再び姿を現すも、金にうるさい性格は相変わらずで金額を用意していなければ（世界の危機が迫っているにもかかわらず）仲間にならずあっさり去っていく。ただし、契約金は暗殺相手が気に入らないという個人的な理由で大負けしてくれてはいる。また、筋は通す性格のようで、『蒼炎』でアイクが払った契約金のうち、諸経費と報酬を差し引いた分を契約が予定よりかなり早く終了したためとわざわざ返している。
闇に生きる者として人と交わるのはあまり好きではないらしく、蒼炎時代はアイクに雇われている間も呼ばれたときしか出てこず、食事ぐらい一緒にとれと言われても「100Gだ」と報酬を要求するほど。

エルナ
享年35歳。ベオク。グレイルの妻でアイクとミストの実母。
グレイル同様デインの出身で、20数年前はデインにあるパルメニー神殿に神官として仕えていた。仕え先のパルメニー神殿で幽閉されていたセリノスの鷺王女リーリアと出会い、彼女の世話をしていくうちに次第に打ち解けていく。
もともと【正】の気が強く、メダリオンに触れても【負】の気に飲み込まれることはなかったため、やがて自分を信頼していたリーリアにメダリオンと「解放」の呪歌を託され、リーリアの想いを紡ぐためにガウェイン（グレイル）とともにデインから逃亡した。逃亡生活の中でガウェインとの間に2人の子どもに恵まれ、「解放」の呪歌は子守唄としてアイクとミストに受け継がれた。
メダリオンを手にしたグレイルが暴走した際に、自らの体を暴走した彼の剣に貫かれながら、メダリオンをグレイルの手から引き剥がして暴走から開放し、命を落とす。

#### クリミア王宮

##### クリミア王家
（※）エリンシア（エリンシア・リデル・クリミア）
声：滝田樹里（蒼炎、ヒーローズ）
18歳→21歳。ベオク。『蒼炎』および『暁』に登場。『暁』では第二部の主人公。クラスは『蒼炎』では上級職のクリミア王女。『暁の女神』では最上級職女王（クイーン）。属性は天。
クリミア王女→国王。『蒼炎』の物語序盤で殺害された先代国王ラモンの娘で、クリミア再興後に国王に即位した。
元々は王位に就く予定はなかった。長らく子ができなかった父ラモンが、弟のレニングを王位継承者と決めた後にエリンシアが生まれたためである。王位継承争いを招かないよう、エリンシアの存在は公にされず、その存在を知っていたのは王家・一部貴族と各国の王族だけだったとされる。このような事情のため、『蒼炎』での王都陥落以前は離宮で生活し、家事全般、剣術、馬術などさまざまなことを教えられ、基本的なことは何でもこなせる。気さくな性格なうえ、育ちの事情ゆえに貴族意識も低いので、誰に対しても敬語を使う。
『蒼炎』での動向
物語序盤、デイン軍が突如クリミアを奇襲してきた際、自分の目の前で両親をアシュナードに殺される。彼女は家臣たちの手引きで城を脱出し、ジョフレ率いる騎士団に守られながらガリアへ亡命しようとしたが、道中でデイン軍に見つかって交戦になり、その時の混乱でジョフレたちとはぐれ、ひとりになってしまった。その後、倒れていたところを近隣の偵察に来ていたアイクたちグレイル傭兵団に発見され、彼らにガリアへの亡命の護衛を依頼した。その件がきっかけで、アイクたちとともに祖国解放のための約1年に渡る長い旅が始まった。
後半、新生クリミア軍の旗印として戦いを見守る立場にいたが、物語終盤で元ベグニオン聖天馬騎士団だった曾祖母の形見である聖天馬騎士の装束を身に付け参戦。アイクたちとともに王都奪還・アシュナード王打倒を果たし、クリミアを再興した。
『蒼炎』終了後から『暁』第三部までの動向
戦後復興が一段落した後、”存命する最後の王族”として王位に就いた。優しく聡明で、自分のことよりも他人や国民を思いやる心優しい人徳者の王となったが、国内の貴族にはその姿勢を“弱腰”と貶し反感を抱く者も少なくなく、やがて『暁』第二部のフェリーレ公ルドベックの反乱を招いてしまう。しかしこの反乱は彼女を王として大きく成長させ、秩序を乱そうとする者や一線を超えてしまった者に対しては毅然とした対応をとるようになった。
『暁』第三部では、ベグニオン元老院軍の総司令官のバルテロメがラグズ連合を壊滅させるために無断でクリミア王国領土を侵犯し、なおかつ高慢な態度でクリミア王国の兵士・物資・兵糧の無償提供を要求するのに対し、国内貴族の反対を押し切り彼女はこれを拒否。それでもベグニオン元老院軍の進軍は止まず、対するラグズ連合軍も進軍を食い止めるべくクリミアに向かうという危険な状況にもかかわらず、自国の土地が血に染まることを阻止するために単騎で両軍の交戦区域に降り立って捨て身の交渉を試みることもあった。結果的には戦いは避けられなかったが、ベグニオン元老院軍の内部割れには成功し、フェニキス国王ティバーンにはその度量を高く評価される。直後にサナキが亡命し、彼女の復権を後押しするべくラグス連合との会見設定や皇帝軍結成に奔走した。その後自身はメリオルに留まっていたが、ユリシーズからの連絡が途絶えたため、デイン入りする。
『暁』第四部以降の動向
裁きの光の後、ティバーン隊のサブリーダーとして同行する。第2章では第三部で激しく対立したバルテロメと対峙、説得を試みるが逆に侮辱されたため断念する。第5章ではレニングへの仕打ちを知らぬままイズカと対峙、討ち果たした直後に彼と再会。合流したジョフレとユリシーズ、そして帯同していたルキノと共に女神との決戦に臨む。支援次第では後日談でジョフレと結婚することになる。

レニング
36歳→39歳。ベオク。先代クリミア王ラモンの実弟でエリンシアの叔父、次期国王となるべき存在であった。エリンシアによれば、自分の一番の理解者であったという。
『蒼炎』物語開始時点では王宮騎士団長を兼ねており、「武勇ならぶものなし」と言われるほどの勇将であった。デインが侵攻してきた際にエリンシアを逃がすためクリミア王城にてアシュナードと対決し、敗れて戦死したとされた。実際は死んでおらず、不意打ちにより敗れた後に拉致され、「なりそこない」の薬を飲まされたことにより自分の意思を奪われデイン王国の四駿ベウフォレスとして戦争に参加させられていた。
クリミア軍と戦った直後（『蒼炎』26章の直後）にユリシーズにより密かに救出され、3年間の調査と療養を経てリュシオンの「再生」の呪歌によって復活。女神との戦いに参加する。『暁』のエンディングでは国に戻り、自らは一歩引いた場所に身を置き、常に女王を立てて国勢を安定させたという。
仲間になったときのクラスは剣を得意とする黄金騎将（ゴールドナイト）。属性は地。
ラモン
賢王として名を馳せた先代クリミア国王。エリンシアの父。
ラグズとの共存を望んでおり、ガリア獅子王・カイネギスと同盟を結び、同種族との架け橋を築き上げた人物。
『蒼炎』の序盤、王城がデインの侵攻を受けた際に、デイン国王アシュナードと対決して敗れ、当時のエリンシア王女の目の前で妻と共に殺された。

##### エリンシアの側近
（※）ユリシーズ
声：小山力也（ヒーローズ）
25歳→28歳。ベオク。『蒼炎』および『暁』に登場。クラスは『蒼炎』では賢者。『暁』では大賢者（アークセイジ）。属性は風。
クリミア王国の有力貴族、フェール伯にして副宰相。レニング直属の腹心。ジョフレとは親友同士。エリンシアの忠実な臣下であり、世情や外交に明るい。芝居がかった回りくどい言い回しを好む。
一見、道化師のように軽い口調で立ち回るが非常に優れた政治手腕を持ち、クリミアの策略家といえば誰もが彼の名を挙げる。ルキノに好意を寄せており、支援によっては『暁』のエンディングで正式に婚姻はしていないものの、親密な間柄になっている。また、暗殺稼業のフォルカの裏の顔を知る数少ない1人であり、フォルカから「表の仕事より裏の仕事が似合ってる」と言われるほど隙のない人物。
『暁』第二部冒頭で慶賀の使者としてデインに赴くが、それはデイン復興の調査も兼ねると同時に、自分が王国を離れると確実に反乱が起こると予測し、グレイル傭兵団を秘密裏に雇い、一度内乱を起こすことでクリミア内部の膿を徹底的に絞り出すための策でもあった。デイン四駿であるベウフォレスと対峙してすぐに主であるレニングと見抜き、戦闘後万が一蘇生できなかった場合に備え、密かに連れ帰り治療する。また、彼が「なりそこない」の薬を盛られているとも気付き、フォルカを雇って（『蒼炎』時代の支援会話でそれと思われる依頼をしている）「なりそこない」の黒幕であるイズカを拉致、リュシオンの手助けによりレニングを蘇生させた。レニングにも絶対の信頼を置かれている。

（※）ルキノ
声：田中理恵（ヒーローズ）
22歳→25歳。ベオク。『蒼炎』および『暁』に登場。クラスは『蒼炎』ではソードマスター。『暁』では剣豪（ソードマスター）→剣聖（ソードエスカトス）。属性は地。
クリミア王国の貴族デルブレー伯爵家の令嬢。エリンシアの乳兄弟であり、姉妹同然の絆で結ばれている。クリミアがデインに襲撃されたときは追っ手を撒いて収容所送りを逃れ、弟のジョフレやユリシーズとともに民間人に変装しながらクリミアに潜伏し、エリンシアの帰りを待ち続けていた。
冷静な性格で多くの者が憧れる美貌の人だが、相当な切れ者で剣の名手でもある。弟のジョフレと共に女王エリンシアに心からの忠誠を誓い、エリンシアのためならば我が命の危険など苦にしない。しかし、その忠誠はエリンシアの思いを無視したものであることを本人とアイクから諭され、考えを改める。また思慮深い面もあり、相手から責められても言い返すことはない。
支援次第では最終的にユリシーズと親密な関係になる（ただし、結婚までには至らない）。
『蒼炎』ではロングヘアーだったが、『暁』ではさる事情により、第二部・終章からうなじが見えるくらいに髪が短くなる。

#### クリミア王宮騎士団
王宮騎士団はクリミア軍の主力で、王の親衛隊を兼ねる。このうちマーシャ、マカロフ、ステラの3名はベグニオン出身者で、『蒼炎』の物語終了後にベグニオンに帰国した後、『暁』の物語開始までの間に王宮騎士団に入団している。
（※）ジョフレ
声：小野賢章（ヒーローズ）
21歳→24歳。ベオク。『蒼炎』および『暁』に登場。クラスは『蒼炎』では槍と弓を使うパラディン。『暁』では槍騎将（グローリーナイト）→白銀騎将（シルバーナイト）。属性は炎。
クリミアの貴族デルブレー伯爵家の子息で、エリンシアの乳兄弟。姉ルキノと親友ユリシーズとともに女王エリンシアを支える腹心。エリンシア一の騎士であり、彼女への忠誠は絶対で、何事においても彼女を守ることを第一に考え行動する。
『蒼炎』では王宮騎士団所属の将軍。クリミアがデインの強襲を受けた際、レニングの指示で小隊を率いてエリンシアをガリアまで亡命させようとしたが、途中でデイン軍に見つかって交戦になり、その混乱でエリンシアを見失ってしまった。しかし、エリンシアが生きて祖国解放のために立ち上がったと知り、ほかの臣下たちとともにクリミアでエリンシアの帰りを待ち続けている。
『暁』ではレニングの跡を継いで、王宮騎士団長を務める。エリンシアに恋慕の情を胸の内に抱いているようだが、クリミア貴族達には看破されており、「身の程知らず」と非難されている。
騎士としての礼儀と誇りを持っているがそれにこだわり過ぎない性格で、市民とも交流がある模様。彼の絆支援の人数はアイクと並んで多い。支援によっては、『暁』のエンディングにてエリンシアと結婚する。
（※）ケビン
20歳→23歳。ベオク。『蒼炎』および『暁』に登場。クラスは『蒼炎』ではアクスナイト→パラディン。『暁』では斧騎将（グレートナイト）→黄金騎将（ゴールドナイト）。属性は風。
『蒼炎』では第5番隊隊長でジョフレの部下。エリンシアをガリアまで送るはずだったが、道中でデイン軍に見つかってしまい、エリンシアを逃がすことには成功したものの、部隊は壊滅し彼も捕まって収容所に送られてしまう。その後、収容所を奇襲したアイクたちによって解放され、エリンシアの護衛としてアイクたちグレイル傭兵団に同行する。
後に功績が認められたのか昇格し、『暁』ではクリミア王宮騎士団の副団長となっている。凄まじい熱血漢で騒がしく、とても単純な性格。クリミア騎士である自分に誇りを持っており、自国への忠誠心は揺るぎない。また自分とともに戦う乗馬を大事な戦友と見ており、武器の斧や鎧も同様に思っている。
オスカーによるといつも血まみれ（自分の血も含めて）らしく、1人で訓練しているときですら頭から頻繁に血が流れている（本人いわく「よくあることだから気にしなくていい」）ようである。『蒼炎』では、1人で斧の素振りをしているのにもかかわらず、張り切りすぎて斧を自分の頭に垂直にぶつけて死にかけ、キルロイを困らせた。戦闘時に度々自分の所属と名乗りを上げているため、仲間のほとんどにすぐ名を覚えられたらしい。
『蒼炎』では少し遅めに登場するので分かり難いが、シリーズ御馴染み赤緑騎士の赤の方。上司であるジョフレに心酔しており、『暁』で彼から銀の斧を受け取った際には感動のあまり家宝にしようとした。かつての同僚であり、馬術で自分を負かしたオスカーを一方的に「永遠の好敵手」だと決め付けているが、本人にそんな気は全くなく、良き友人としてみており扱いも慣れている。
（※）マーシャ
声：三瓶由布子（ヒーローズ）
18歳→21歳。ベオク。『蒼炎』および『暁』に登場。クラスは『蒼炎』ではペガサスナイト→ファルコンナイト。『暁』では聖天馬騎士（ファルコンナイト）→神天馬騎士（エンリルナイト）。属性は炎。
ベグニオン出身の天馬騎士。かつてベグニオン聖天馬騎士団に所属し、上官のシグルーンやタニスの間で跡継ぎ候補として密かに名前が挙がるほどの才能を持っていたが、兄の借金トラブルが原因で団に居られなくなり、出奔した。一応簡単な書き置きで除隊を表明していたはものの、タニスたちには認められず、当時は脱走兵とされていた。兄を捜してクリミアの港町に辿り着き、そこで海賊に騙されて襲われているところをグレイル傭兵団に助けられ、恩返しとしてクリミア軍に与して戦った。
『蒼炎』での戦争後、聖天馬騎士団に復帰できることにはなったが（実際に戻ったかどうかは言及されていない）、『暁』の物語開始の半年前に兄マカロフとともにクリミア王宮騎士団入りした。同じ天馬騎士であるエリンシアのお供役を務めており、持ち前の明るい性格でエリンシアの悩みも聞いたりしている。
活発的でしっかりとした性格の持ち主だが、ぐうたら兄貴が悩みの種。また、元上官である“神使親衛隊”副長タニスの前では頭が上がらない。『暁』では、騎兵揃いのクリミア王宮軍のなかで貴重な飛行ユニットとして活躍する。
『暁』では若干髪型が変わっており『蒼炎』より少し髪を伸ばしている。
（※）マカロフ
20歳→23歳。ベオク。『蒼炎』および『暁』に登場。クラスは『蒼炎』ではソードナイト→パラディン。『暁』では剣騎将（ブレイドナイト）→黄金騎将（ゴールドナイト）。属性は雷。
ベグニオン出身の騎士でマーシャの兄。
自他共に認めるぐうたら男で楽天家。サボることを日課とし、いつも居酒屋で寛いでいる。3度の食事より賭け事を愛し借金を増やしては妹のマーシャに苦労をかけているが兄妹仲は悪くない。ちなみに、彼は父親似でマーシャは母親似とのこと（父は故人）。
チャランポランで妹の言葉もわかっていつつも馬耳東風だが、その涙にはさすがに弱く、一応悪いとは思っている。間違ってステラに惚れられてしまい（『暁』では自覚していないが恋愛模様に発展）、自分がダメ人間であるという自覚はあるようで、自分に恋心を抱くステラを「男を見る目も人と違っていて可哀想」と評した。ちなみに、『暁』の支援次第では彼女と結婚することになる。
『蒼炎』では借金が原因で行商団に雇われていたが、マーシャに（強引に）説得されクリミア軍として戦うことになった。その際行商団がアイク達により壊滅させられたため借金が帳消しになったと喜ぶが、借金自体はセネリオが「やっかいごとを持ち込まれるのは困る」と団の運用金から支払われており、今度は傭兵団から借金したことになりタダ働きをさせられることとなる。『暗黒竜と光の剣』に出てくるマチスと同じく、妹を平気で攻撃してくる（戦闘セリフが発生し、困惑しているがやはり攻撃してくる）。支援会話では借金や賭け事に関する話題が出るが、ギャンブルは下手で借金取りに追われるのは日常茶飯事と思われる。
『暁』では半年前に妹マーシャと共にクリミア王宮騎士になったが、ぐうたらな性格は直らず相変わらずの日常を送っている。カリルの店で酔っぱらってサボる案を考えている姿が度々見られるが、クリミア騎士団はほかの騎士団に比べ規律が緩いため奇跡的に退団せずに済んでいるという。ただし団長ジョフレとは直接作戦について話を受ける立場にあり、騎士としての力量は買われていると推察できる。
（※）ステラ
声：南條愛乃（ヒーローズ）
18歳→21歳。ベオク。『蒼炎』および『暁』に登場。クラスは『蒼炎』ではボウナイト→パラディン。『暁』では弓騎将（アローナイト）→白銀騎将（シルバーナイト）。属性は風。
ベグニオン帝国のディアメル伯の令嬢だったが、軍人として輝かしい日々を送る兄たちとは対照的に、親の意向で顔も知らない相手の下へ無理矢理嫁がれていく姉たちを見て、不自由がない半面自由のない生活に嫌気が差すようになる。その後自分より30も年上の元老院のルカンとの結婚が決まった際にそれを嫌がり、自分の生きる道を選ぶために出奔。一時ベグニオン騎士団に所属した。
『蒼炎』の初登場時点では神使（皇帝）サナキが乗る船に乗船しており、元騎士団員として神使を守る戦闘に参加。そのままアイクたちクリミア軍に志願して戦った。『蒼炎』のエンディングではベグニオン騎士団への復帰を目指していたが、『暁』ではクリミア王宮騎士団に所属している。後に『暁』でルカンと対峙したときに、結婚を蹴った判断は間違っていなかったと再認識している。
器量が良く貴族意識は低いが、お嬢様故に世間知らずで、感性や男性の好みも常人とは異なる。そのためか、騎士なのに気取らず、妹を気遣い（実際は機嫌取りである）、自分をだらしないと自覚する態度を見せるマカロフを謙虚で優しい人物と誤認し、恋心を抱いている。さらには、「マカロフ様のような立派な騎士になりたい」「マカロフ様ほど素敵な殿方は他におられません」とまで言い切っており、彼の面倒をみることが日課となっている。あまりにも人を見る目が無さ過ぎて当人にすら呆れられているが、本人は幸せな日々を送っていると認識している（『暁』でクリミアに仕えるのは彼が居たためという可能性もある）。支援によっては『暁』のエンディングで、周囲の反対を押しのけてマカロフと結婚する。

#### クリミア貴族とその臣下
以下はいずれも反エリンシア女王派の保守的な貴族とその臣下である。反女王派貴族は家柄にこだわり、先代ラモン王から続く親ラグズ姿勢とは距離を置き、ベグニオン帝国（特に元老院派）におもねる姿勢が目立つ。彼らは家格が低いデルブレー伯爵家の者（ルキノ・ジョフレ）が宮廷会議に出席していること、一傭兵のアイクが爵位を受けて貴族になったこと、一般市民の税金の負担を軽くする政策をとったことなどを不服に思っていた。また外交面でも、エリンシア女王が敗戦国のデイン王国に融和的な姿勢をとり、多額の賠償金を求めず、新王の即位式に祝いの使者を送ったことなども問題視した。しかしルドベックによる反乱鎮圧後は、エリンシアの迷いない態度には逆らわなかった。
ルドベック
声：高口公介（ヒーローズ）
ベオク。『暁』に登場。クラスは斧武将(グレートドゥクス)。
フェリーレ公爵。クリミアの有力貴族で王家の遠縁でもある。王位簒奪を画策して、民衆を扇動して反乱を起こした。
エリンシアの弱さに付け込み、情報戦をも制してルキノを捕らえ、女王の隠れた砦へと攻め入った。
「待ち伏せ」のスキルを持っているのでこちらから攻撃しても逆に先制攻撃を食らう可能性がある。
紳士的な物腰だが「民など勝手に増えるもの」と考えており、国民の生命・財産ですら軽視し、また、エリンシア女王一人を殺害するのは容易いことだと思っているなど、その性格は傲慢。しかし、エリンシアに彼女の優しさを突いた絶対成功すると予測していた最後の策を破られた後などのセリフから、クリミアに対する彼なりの忠誠心や、野心の中にもエリンシアという女王の器を試していたような部分も窺える。
『暁』第二部の最後の敵であり、アルピ砦でエリンシア女王に自ら戦いを挑む。自分の策が残っていたためか城内戦の後エリンシアにあっさり降伏。そして最後の抵抗でルキノの処刑と引き換えに王座を奪おうとしたが、エリンシアが拒み、ユリシーズに依頼されていたグレイル傭兵団によって処刑も失敗し、さらに王宮騎士団の反撃によって反乱軍は完全に鎮圧された。その後反乱を企てる者は出てこなかった。なお、第二部終了後の彼の処断については語られていない。
ヤードリー
ベオク。『暁』に登場。クラスは槍武将（グローリードゥクス）。
ルドベックら反女王派の貴族達の従者。貴族の手足となって、何も知らない村民を扇動して暴動を起そうと企む。「フェリーレ領のルドベック」が真にふさわしい統治者であると喧伝していたため、チャップ達を通じてエリンシアは首謀者の名を一足早く知ることとなった。
マージョウ
ベオク。『暁』に登場。クラスは風の賢者（ウィンドセイジ）。
フェリーレ公爵の従者。秘密を探りにきたルキノ達を抹殺すべく現れる。丁寧な話し方で言い回しをよく（ユリシーズほどではないが）使う。ラグズを嫌っており、「ガリアの半獣と友好を結ぼうとするエリンシア女王」の美意識を疑っている。しかし、リアーネを「殺してしまうのが勿体無い程美しい」とも評している。
タシヨリア
ベオク。『暁』に登場。クラスは剣豪（ソードマスター）。
フェリーレ公爵の従者。未熟な志願兵を多く抱えながらもクリミア王宮騎士団に決死の戦いを挑む。王宮騎士団を引き付けさせるために城諸共捨て駒にされたと気がついておらず、最期までルドベックの増援部隊が来ると信じていた。なお、勝てば英雄になり褒美も名誉も望むままと思っていた模様。
サローネ侯
『暁』に登場した、クリミア王国内でエリンシア女王に反感を持つ保守的な有力貴族たちのうちの1人。

#### クリミアの一般市民・民兵
（※）カリル
24歳→27歳。
ベオク。『蒼炎』および『暁』に登場。クラスは『蒼炎』では賢者。『暁』では炎の賢者（ファイアーセイジ）→大賢者（アークセイジ）。属性は闇。
『蒼炎』での戦いでクリミア軍に参加した自称「一流の魔道使い」。終戦後は恋人ラルゴと結ばれ、クリミア王都に小さな酒場を持つ。作中にてトパックの魔道の師匠を請け負う。「キレイなおねえさん」とよばれると機嫌が良くなる。自身を「洗練された都会の女」と称するが、実は田舎生まれ。そのためか同じく田舎生まれで同じような悩み（言葉の訛り）を持つネフェニーに良く接し、『蒼炎』では化粧など女を磨くためのアドバイスをしていた。人をおちょくることも多いが、本来は家族思いで温かい性格の持ち主である。
『暁』ではラルゴが怪我を負って戦えなくなったため、自分が代わりとなって戦場へ出る。
ラルゴ
29歳→32歳。ベオク。『蒼炎』および『暁』に登場。ただし、戦闘には『蒼炎』のみに参加する。クラスはバーサーカー。属性は風。
『蒼炎』での戦いでクリミア軍に参加した自称「一流の狂戦士」。『蒼炎』では味方ユニット唯一のバーサーカー。怪力の持ち主で、虎を3頭同時に片手でひっくり返した、という武勇談があるがアイクには「微妙」扱いされている。また、軍に自分を売り込む際はカリルに術を仕込まれたらしく、彼女が軍に参入するときとほぼ同じ言い回しであった。自分で言うほどに物覚えが悪いらしく、2つの物事を一度に考えられなかったり、また忘れぬよう考え事をするときは常にメモ書きをしている。ラグズに対して偏見を持っておらず、ムワリムと力比べをして軍を盛り上げたり、タウロニオとの支援会話にて、終戦の後ベオクもラグズも寛げるような酒場を開きたいという夢を語った。店の名は、自分が一番大切だと思う惚れた女の名である「カリル」と決めた。故郷はベグニオン帝国。
『暁』では「自分の全て」と言い切る女性、カリルと結婚、夢である酒場を経営し、店も繁盛しているなど彼自身の人生は順風満帆でもある。しかし、戦後に事故に遭って戦うことができなくなった。さらに力を失ったことが原因か、第三部終盤の“裁き”で石化する。
エイミ
ラルゴとカリルの養女。2人を実の親だと信じて慕っている。
幼いながらもしっかりとした性格で仕事をサボろうと考えるマカロフを叱るなどしている。
ベオクとラグズの血を受け継いだ印付きであるが、経緯も印の位置も不明。印付きであったため、“裁き”が起きたときは一般人ながら石化せずに生き残った。その後、石化したラルゴの足にしがみ付いて泣いていたところを街の様子を見にきたジョフレに発見され、彼やユリシーズとともにティバーン隊のもとへ向かった。
ダラハウ
32歳。ベオク。『蒼炎』に登場。クラスはハルバーディア。属性は炎。
謎の槍の達人。タナス公オリヴァーの屋敷の花壇に無断で立ち入った罰として1年間タダ働きをさせられていたが、子供が戦っているのを見てクリミア側について戦っていた。間延びした怪しげな口調は独特だが、子供好きで笑顔を愛する好人物。しかし、悪党には一転して非情となる。
アドバイスするのが得意で、よく人に大切なことを伝えている。また、一種の大道芸を身につけている（秘伝らしい）。
ウハラダ
35歳。ベオク。『暁』に登場。クラスは槍闘士（ハルバーディア）→聖槍使い（ホーリーランサー）。属性は炎。
クリミアにある繁盛店カリルの店の主人ラルゴの親友。槍の達人だがその素性は謎。クリミア人ではないらしい。
『蒼炎』に登場したダラハウに瓜二つ、喋り方から性格までまったく一緒で、名前も「ダラハウ」がそのまま逆さになったものであるが、本人は同一人物説を否定している。間違えられることは日常茶飯事のようで、ダラハウのことは知っているらしい。また、オリヴァーも彼をダラハウだと勘違いしていた模様。
『蒼炎』のダラハウのとラルゴの支援会話で、ダラハウの大道芸の登場人物（腹話術の人形）として、名前だけは登場している。
（※）チャップ
38歳→41歳。ベオク。『蒼炎』および『暁』に登場。クラスは『蒼炎』では重歩兵→ジェネラル。『暁』では斧武将（グレートドゥクス）→将帥（マーシャル）。属性は水。
クリミア王国の田舎村・オマ村の農夫。先の戦いでデインに侵略された際、民兵として志願し戦いに加わった。のんびりとした性格で、家族と畑仕事を何より愛し、志願した際に家族から貰ったお守りを大切にしている。
『蒼炎』では民兵ということもあり気弱な面も見られたが、『暁』ではヤードリーに唆された村の若者達に逆上され「人殺し」と罵られた際には、「そうじゃ、わしらは人殺しじゃ」と言い放ち、また戦争の経験者として戦争の意味や本質を語り若者達の軽率な行動を諫める姿が強い印象を与えている。
ちなみに、『蒼炎』の個別キャラクターイラストでは得物として剣が描かれていたが、これは初期案の名残である。
メグ
16歳。ベオク。『暁』に登場。クラスは剣重装兵（ソードアーマー）→剣武将（ブレイドドゥクス）→将帥（マーシャル）。属性は天。
チャップの次女。父と同じく性格は温厚。一番上の姉が嫁に行ったので、親の（勝手に）決めた許婚（ツイハーク）に会うため、故郷からデインまで遥々旅してきた。「死の砂漠」の入り口で痕跡を見失い足が止まっていたがミカヤ達に出会い、ツイハークを見つけるために暁の団の一員となる。結果としてミカヤ達が探していたデイン解放軍にいたツイハークに会うことができた。ただ、許婚の話自体、チャップが真面目でしっかりしている好青年のツイハークと話したり食事をしているうちに気に入って、一方的に決めてしまったようなものであったので、ツイハークにはそのつもりはなく困惑されるが、親同様一方的に話を進め、許婚として花嫁修業は欠かさないと言っている。
（※）ネフェニー
声：大本眞基子（ヒーローズ）
19歳→22歳。ベオク。『蒼炎』および『暁』に登場。クラスは『蒼炎』ではソルジャー→ハルバーディア。『暁』では槍闘士（ハルバーディア）→聖槍使い（ホーリーランサー）。属性は風。
クリミア王国の田舎村・オマ村出身の女性。先の戦いでデインに侵略された際、民兵として志願し戦いに加わった。
器量はかなり良いが田舎者であるために劣等感があり、訛り言葉（現実でいう岡山弁・広島弁の表現で描かれる）が恥ずかしいらしく普段は無口。だが、同郷の人間であるチャップや気を許した相手には、田舎訛りを交えて話す。またじろじろ見られるからと、顔をほとんど兜で隠している（原因は美人だからのようだが、本人にその自覚は全然ない）。
『蒼炎』での支援会話でカリルに、「美人で胸もあるが自覚が無い」と評され、またダラハウには人馴れせず無愛想な点を指摘され、笑顔の大切さをアドバイスされる。『暁』では人見知りが多少改善されたらしく、初対面のヘザーやエリンシアと話す際にも訛りを出して恥じらう様子は見られない。
感情をあまり表には出さないが、とても真面目で毅然とした確固たる意志を持っている。『暁』で村の若者達が言われるがままに扇動されたときには、チャップを連れて立ち向かおうとしたり、女王であるエリンシアを心ない言葉で侮辱された際には怒りを露わにする場面も見られた。
六人姉弟の長姉で、妹が二人に弟が三人（三つ子）、ほかに彼女や弟妹たちを生んだ母親がいる。
ヘザー
声：小清水亜美（ヒーローズ）
27歳。ベオク。『暁』に登場。クラスは盗賊（ローグ）→密偵（エスピオン）。属性は炎。
着流しの女盗賊。母親の薬代を稼ぐためにあちこちの町で「仕事」をしている。各地を回る職業柄ルドベックの臣下のヤードリーが各地で住民を扇動していたことを知っていた。
かなりの美人だが異性に全く興味はなく（利用することは得意らしい）、逆に可愛い、または綺麗な同性に目が無い（本人曰く「そういう性質」。公式サイトの質問コーナーでも、回答として「生まれつきのもの」と断言されている）。偶然オマ村に出稼ぎにきたとき、ネフェニーを気に入って助太刀に加わり、以降も行動を共にする。第三部ではグレイル傭兵団に合流する。アイク達とは面識がないが勘で来たらしく、イレースを気に入る。
作中では支援会話を除き、ネフェニー、ルキノ、イレースに優しく接している。また、エリンシアとも会いたかったらしいが、その機会をルドベックの反乱騒動によって潰されてしまい、ルドベックに対して私的な恨みを持ち「むさい奴」とよび貶す。後日談によると盗賊から足は洗ったようだが手癖の悪さは直らなかったらしい。

### デイン王国
テリウス大陸の北東に位置する、ベオクの王家が治める王国。

#### デイン王宮
アシュナード
声：日野聡（ヒーローズ）
40歳（蒼炎）。ベオク。『蒼炎』に登場。クラスはデイン国王。属性は炎。
【狂王】と恐れられる第13代デイン国王。『蒼炎』の最終ボス。デイン王族専用巨剣「グルグラント」を操り、黒騎竜ラジャイオンを駆る。漆黒の騎士と同様、女神に祝福されし鎧で身を包んでいるために特定の手段でしか打ち破ることができない。
20年前までは、王位継承には名さえ挙がらぬほど遠い存在だったが、戦場では「聖騎士一兵団さえ霞む」勇将として名を轟かせていた。比較的温厚な性質を持っていたデイン前国王の時代に、僅かながらもベグニオンの領地を削り取ったのはアシュナードの力があったからだと言わしめるほど。闘争・戦争自体を好み、己が強者と戦うだけに飽き足らず、大陸中から手練を集めて潰し合わせ（生け捕った捕虜を含む）、勝ち残った者を素性に関わらず側近に取り立てるという“悪趣味”を持つ。さらに間者を傍に置き、常に己の命を危機にさらすことを楽しんでいた。門地や身分を問わず力によって成り立つラグズの様な社会への変革を大陸規模で望み、【エルランのメダリオン】に封じられた邪神を解放し、世界を荒廃させることで世紀末社会の到来を目論む。極端な実力主義思想は政策にも表れ、力さえあれば貧民窟の者でも王宮騎士団になれると民への希望を与えた一方、「我の創る世界では力を持たぬ者は生きる資格がない」と当人も弱者へ非情であることを示している。実際自身が望むほどの価値を示せなかったデイン王国は見捨てられてしまった。一方で必要以上にクリミアの民を殺めたり、建物や畑を荒らすことはしなかったことから、民そのものが国の財産であるという考えもあったのではないか？という推察が行商隊の面々によってされている。
『蒼炎』本編開始以前のアシュナードの行動
20年前、「セリノスの大虐殺」に乗じて連れ去られたリーリアにメダリオンを突き付け、【解放】の呪歌を歌わせて邪神復活を成そうとするが、拒絶した彼女はパルメニー神殿へ幽閉され病に倒れて、世話役に遣わされた神官エルナにメダリオンと【解放】呪歌（旋律のみ）を託して死亡。その意思を受け継いだエルナは婚約者で当時の【四駿】であったガウェイン（グレイル）と共に逃奔。以来グレイル・エルナ夫妻に追手を放ち続けた。
18年前、自らが王位に就くために国王、妃、20人近くいたはずの王子、王女を流行病に見せかけた「血の誓約」によって死に追いやることで王位を簒奪。最終的な犠牲者数は一般人を含め1000人に届いたという。邪神を復活させるもう一つの手段として、大陸規模の戦乱という最悪の手段で以て世界に【負】の気を撒き散らすために軍備拡張を進めていた。それ故に『蒼炎』では「セリノスの大虐殺」の引き金となったベグニオン先代神使ミサハ暗殺、鷺王女リーリアの誘拐、及びメダリオンの奪取等を行った主犯と目されていた。
詳しい時期は不明だが、『暁』の時代から21年以上前にアムリタと出会い、愛は無くともお互いに強く惹かれ合って子を成した（子どもについては後述）。しかし、アシュナードが真に欲したのはアムリタのラグズとしての力のみで、出産によって力を失った彼女から子どもへと興味を移す。その子に特別な力がないと知るとアムリタの兄ラジャイオンに対する人質として使い、卑劣な罠に嵌めて「なりそこない」の薬を投与し自らの騎竜とした。
『蒼炎』本編のアシュナードの行動
隣国クリミアへ宣戦布告も無しに侵攻し、戦乱を招いた。クリミア国王夫妻を殺害し、クリミア王城を新たな居城としてガリア王国への侵攻を開始したが、本気にさせないよう挑発的な小規模の攻撃に留めている。一方ではガヴェイン夫妻によって持ち去られたメダリオンを奪取するためアイクたち一行に『虫』を潜り込ませ、物語終盤に遂に自らの手元へ置くことに成功する。また、【解放】の呪歌を歌わせるために漆黒の騎士を派遣してフェニキス王国からリアーネを攫わせてもいる。
デイン本国が攻められても自国の民を顧みることなく、必要最低限の戦力を残しておくに留め、次々と解放軍によって前線を突破されても動じることなく、むしろ自分の前に現れる強者を待ちわびる余裕を見せる。最終決戦時に手塩にかけて育て上げた精鋭を従えて自ら出撃し、メダリオンに触れても強靭な意志力で正気を失わずに戦い続けたが、遂に討ち取られることになった。戦を何よりの愉悦とし、死の間際まで興じていた姿は正に狂王と呼ぶに相応しいものであった。彼の死を以て戦乱はクリミア王国の勝利で幕を閉じることになる。
アシュナードの死後、『暁』時代に明かされた真実
王族の大量死の原因が実は、流行り病によるものではなく、彼自身が父王と旅の賢者との間に「血の誓約」の結ばせたためだったと明かされる、他にも神使暗殺、鷺王女誘拐、メダリオン奪取はエルランが深く関わった事案であり、アシュナードは利害一致からエルランの黒い野望に応じ、自身も（おそらくは）エルランに血の誓約を結ばせる等で利用し合う関係だった。他、遺児及び後継者としてペレアスの存在も表沙汰となるが、彼は政治的に担ぎ出された偽りの王子で、最終的に実子はセネリオであることが判明する。

アムリタ
『暁』に登場。デイン王子ペレアスの母親。デイン先王アシュナードの妾妃（正式な婚姻の儀は執り行っていないので寵妃という身分）。『暁』にて公に現れるまで、彼女の存在は王宮関係者の中でも極一部にしか知られていなかった。幼いうちに引き離された息子に再会することだけを希望に生きていた。ペレアスを溺愛し、他の物事には関わろうとしない。
その正体はゴルドア国王デギンハンザーの娘でありラジャイオンの妹、そしてクルトナーガの姉。つまりはラグズである。竜鱗族の力を尊ぶあまり故国の気風や掟を嫌って出奔し（ゴルドアからは赤竜の捜索部隊も出ていたが、これらはデインに捉えられ「なりそこない」にされてしまった）、王子時代のアシュナードと出会う。
彼はアムリタの持つ黒竜の力を欲し、お互いに強く惹かれ合った（アムリタ曰く、「自分たちの間に愛など存在しない」）が、2人の間に子が産まれたことでアムリタはラグズとしての力を失ったうえ、生まれたばかりの我が子を奪われてしまう。そして、彼女が力を失った事態がアシュナードの一計により、兄や国をも巻き込む事件へと発展し、力、兄、子、全てを失くし正気を失う。
結果的にアムリタの行動は、竜鱗族に関わる多くの悲劇とアシュナードの野望実現に拍車を掛けることとなった。『暁』作中でも、正気でないことを利用された謀略であったとはいえ、息子の替玉（ペレアス）と引き合せた旧臣イズカを信任してその横行を許し、ペレアスひいてはデイン王国に過酷な運命を背負わせてしまう。不可抗力的な部分も多々あり気の毒な人物ではあるが、多くの悲劇や争乱の元凶といっても過言ではなく、作中でもナーシルにその事を指摘されている。
ペレアスが生存していた場合、エンディングにて彼の口から自らの息子ではない事実を告げられる。その後特定のプレイ条件を満たしていると、セネリオを見て彼が本当の息子であったことに気付くも、彼にはそれを告げずただ本当の我が子の生存、そして出会えたことを心から歓喜し涙した。
ペレアス
声：平川大輔（ヒーローズ）
19歳。ベオク。『暁』に登場。クラスは闇の賢者（ダークセイジ）→大賢者（アークセイジ）。属性は水。
デイン先王アシュナードの遺児。デイン王家唯一の王位継承者であるが、イズカに見出されるまで自分が王子であることを知らずに庶民として育った。狂王アシュナードの息子であるとは思えないほど性格は温厚で、多少なりとも弱く見られる部分もある。しかし、祖国に対する愛情は強く、第一部ではイズカに「なりそこない」の研究を止めるように指示したり、最後の戦いのまえに犠牲者を増やさないため軍の出陣を急がせたりしたこともあり、ペレアス自身は決して世間に疎いわけではないことがうかがえる。
『暁』第一部の最後で第14代デイン国王に即位するが、直後にベグニオン帝国元老院の陰謀により【血の誓約】を結ばされてしまい、第二部では元老院の求めに応じて出兵することを余儀なくされる。
このような事情で最終的に1周目は必ず悲運の死を遂げてしまうが、2周目以降では選択肢次第で生存し、第四部にてティバーン隊の一員として参戦することになる。ティバーンからは戦力外扱いにされているものの、魔道士としての実力は確かで、ほかの賢者たちと違い闇と雷の魔法を使う。自軍ではわずか2人しかいない闇魔法の使い手の1人。
2周目以降、ペレアスを仲間にしてある条件を満たしたときのエピローグで、アムリタの息子はペレアスではないと判断される。確かにアシュナードとのアムリタの間には印付きの息子がいたが、アムリタは赤ん坊だった息子と引き離され、彼女自身はラグスとしての力を失っていたため、ペレアスと息子の判別がつかなかった（本当の息子は「印付き」であるセネリオ）。ペレアスには13歳の時に契約した「精霊の護符」の印が額にあるが、アムリタの赤ん坊にも額に印が付いており、そこで息子だと判断した模様で、替え玉にされた理由でもある。エンディングではその事実をアムリタに告げ、同時に「息子であった自分からできる最後の贈り物」として本当のアムリタの息子の居場所を遠回しに教え、自らアシュナードの実子でないことを公にしたうえで王位を退き、新王になったミカヤの臣下となる。その誠意ある行動は国民から評価されたようで、一臣下となった後も国民から気軽に声を掛けられているらしい。

#### デイン軍

##### 四駿
デイン王国軍でも特に強力な四人の将軍に与えられる称号。前王の時代に仕えていた者たちも相当強く、【不動の四駿】と呼ばれていた。
漆黒の騎士
声：間島淳司
『蒼炎』および『暁』に登場。クラスは『蒼炎』ではジェネラル。『暁』では専用クラス漆黒の騎士（ダークナイト）。属性は闇。アイクの仇敵。その名の通り全身を黒鎧で覆い隠し、デイン軍にも正体を知る者はいない。騎士という肩書きではあるが、騎乗系ではなく重歩兵系ユニット（過去FE作品におけるアーマーナイト系に相当する）。日本国外版の名称は「Black knight（ブラックナイト）」。
デイン王国が誇る【四駿】最強の実力者。女神の祝福を受けた神剣「エタルド」、女神の祝福により何者の攻撃も受け付けない「漆黒の鎧」、そして如何なる場所にも瞬時に空間移動を可能とする「転移の粉」を有する。詳細な時期は不明だがアシュナードに自身のものと同じく祝福を受けた鎧を献上し、またその比類なき剣技を見込まれて素性を明かすこと無く一気に軍の最上位へ上り詰めた。重騎士でありながらも軽装の兵士より恐ろしく素早い点は劇中で強調され、ライに「あの重装備で、あれだけ動けるなんざ、はっきり言って詐欺ですよ」とまで言わしめている。戦闘アニメでは重歩兵系ユニットと然程大差のない緩慢なモーションだが、『暁』のアイクと剣を交えるムービーシーンにおいては評価に違わぬ異常な速度で疾走し斬り込んでいる。
『蒼炎』第7章にて「エルランのメダリオン」の回収と、剣の師であったアイクの父グレイルと戦うために現れ、秘密裏に決闘を行う。真剣勝負を望むがために神剣「ラグネル」を振るわせようとするも、諸事情により剣技を捨てていたグレイルはそれを拒否し戦闘を続行。結果手応えを得ることも無く致命傷を負わせ殺害し、師の成れの果てに落胆する。以来アイクの宿敵となり、物語中盤以降は剣の腕を上げた彼に着目し、実力を測るべく第24章にて接触。戦うに値すると認め、鎧の加護とそれを打ち破る術（ラグネル）を告げる。そして第27章でクリミアのナドゥス城奥に待ち構え、遂に決闘を果たす。戦いの末アイクに敗れ、城の崩壊に巻き込まれて姿を消した。
しかし3年後、『暁』第一部終盤に突如としてミカヤの前に現れて窮地を救い、デイン再興に力を貸した。第一部終了後再び姿をくらますが、第三部、第四部でも不意に現れてはミカヤを助けるため加戦する。第三部7章にてアイクと再び相まみえ、その際ナドゥス城で戦ったのは生身の本人ではなく、精神を鎧に移し操っていただけのものであったことを明かされる。彼自身が空間転移する関係で、精神と鎧だけ飛ばすのと生身の身体ごと飛ぶのでは戦力に差異がでるため、『暁』終章における一騎討ちでようやくアイクと本当の決着がついた。ちなみに、彼の鎧にあった「女神の祝福」の加護はナドゥス城の戦いの後に失われている。彼の持つ神剣エタルドは、『暁』におけるアイクの記憶解放の鍵の1つにもなっている。
その正体は、ベグニオン帝国軍総司令官ゼルギウス。ライは渡河作戦で交戦した際、過去に漆黒の騎士と戦ったこともあり、誰よりも早く彼の正体に辿り着いている。「印付き」として生まれ落ちた故の孤独に苛まれていた過去でセフェランと出会い救われたことから、彼に忠義を捧げる騎士となり、その野望（人類滅亡）を成就させるべく様々に暗躍していた。ミカヤのことを特別気に掛けていたのは、セフェランの命令以外に彼女が自分と同じ「印付き」であったことも窺える。
『大乱闘スマッシュブラザーズ SPECIAL』ではアシストフィギュアとして登場。
プラハ
声：菅谷弥生（ヒーローズ）
享年33歳。『蒼炎』に登場。クラスはパラディン。
アシュナードに絶対的忠誠を誓う、【四駿】の紅一点。高位の炎魔法を繰り出す槍「フレイムランス」を操る。自信家で残虐な性格の持ち主で、失敗は決して許さない。ラグズを嫌悪しており、特に“獣の半獣”を忌み嫌っていた。
物語序盤から登場し、軍師イナと共にクリミア王族の生き残りであるエリンシアと、彼女を護衛するグレイル傭兵団を追撃する。しかしアイクらの奮戦によってエリンシアのガリア亡命を許してしまい、グレイルとの一騎討ちでは敗北寸前まで追い込まれる等、失態が相次いでしまう。中盤にはデイン国境・領内防衛の総指揮を執っていたが、不本意ながら契約していたキルヴァスの裏切りも相まって、アイク率いるクリミア軍の快進撃を止められず次々と戦線を突破される。アシュナードに見限られつつあった身ながらも、最後はオルリベス大橋にて自らクリミア軍を迎え討ったが敢え無く戦死、クリミア軍の凱旋を果たさせてしまった。アイクとの戦闘では「こんなに長くたたると知っていたらもっと楽な間に潰しておくんだった」と後悔し、今際の際にはアシュナードに許しを乞いながら事切れる。
「印付き」であり、胸の右側に証がある。『蒼炎』本編ではセネリオとの戦闘会話イベントにてその事実について言及される（プラハはセネリオの正体を見破り「お仲間」と呼んだ）。アシュナードに忠義を抱いていたのは、彼が身分に関係なく見合う実力さえあれば側近に取成すところにあったのかもしれない。アシュナードからは命令を忠実に実行するところを評価されていたが、イナの始末、あるいは捕縛を命じられた際は動揺する様子を見せた。
ベウフォレス
声：野川雅史（ヒーローズ）
ベオク。『蒼炎』に登場。クラスはパラディン。
【四駿】の一人。リザイアの魔法を秘めた剣「ルーンソード」を扱う。デインでは比較的新しく登用された将軍であり、口数は非常に少ないながら不気味な雰囲気を漂わせている。また、常に鎧兜を身に付けて素顔を見せないことから、誰も正体を知らないので「鎧の中に人が入っておらず古代の亡霊が操っている」とも「異界の魔物」とも噂されていた。基本的に「潰せ」「滅びよ」などのカタコトでしか言葉を発さないが、わずかに残った正気を振り絞って自分を殺すように懇願することもあった。ピネル砦に陣を構え、大軍を以てクリミア解放軍を迎え撃ったが、敗戦後は行方不明となる。
『蒼炎』では正気を失っているぐらいのことしか明かされなかったが、その正体はアシュナードに破れ戦死したと思われていたクリミア王弟レニングが「なりそこない」の薬を摂取させられ、精神を破壊されてしまった姿であることが『暁』にて明かされた。
ブライス
ベオク。『蒼炎』に登場。クラスはジェネラル。
享年53歳。【四駿】の一人。最強の槍「ゼーンズフト」を得物とする老将。【不動の四駿】とよばれた名将で、先代の王の時代から定席で君臨し、グレイル（ガウェイン）やタウロニオとは同僚であり友人でもあった。先代国王に15歳の時から仕え続け、崩御するまでの20年間忠臣としてあり続けた。先代国王を含めたアシュナード以外の王族の死の原因を作ったのが自分であるとアシュナード本人の口から明かされても、デイン王家への忠義を貫き最期までデイン軍として戦う。タウロニオに忠義の行末を問われた際には「深い闇の他には何も見えない」と打ち明ける他、自身を「変われぬ者」と称し、諦念を見せていた。最後はアイクと対峙し、その剣にかつての友の姿を思い重ねながら散る。
（※）タウロニオ
54歳（『蒼炎』）→57歳（『暁』）。ベオク。『蒼炎』および『暁』に登場。クラスは『蒼炎』ではジェネラル。『暁』では槍武将（グローリードゥクス）→将帥（マーシャル）。属性は雷。
デインの遺臣。先代国王の治世には【不動の四駿】（タウロニオ、ガウェイン、ブライス、ランビーガ）とよばれたほどの名将で、ガウェインやブライスとも同僚であり友人でもあったが、暴政を続けるアシュナードの下で戦功を上げるのを拒んだために【四駿】を降ろされてしまう。『蒼炎』では先王アシュナードの暴政に反発、王都で散るつもりでいたが、アイクの剣術にかつての友、ガウェインを見出し失うには惜しいと考え投降、そのままクリミア側で戦った。終戦後はデインに戻り、『暁』ではペレアスらとともに解放軍を結成する。
『暁』ではデイン復興のため戦うが、ストーリーの展開上で別働隊を指揮している場合が多く、自軍ユニットとして使える機会はあまり多くない。第三部の意義なき戦いには迷いを持ちながらも、一度祖国に背いた身として最期までデインとあろうとし、ジルやツイハークたちの離反を認めつつも説得を受け付けず戦い続ける。
戦後はデイン王国の軍事と政務の両面で柱となって国を支え続けた。
『蒼炎』の支援会話において、ヨファに似ているジョジュという息子がいることが判明しているが、彼の家系は代々軍人として名を挙げており、彼も息子を軍人として育て上げたがアシュナードの側近として出撃した際に重傷を負って帰還、一命は取り留めたものの歩くこともできなくなってしまった。それにもかかわらず二男を鍛え家の名誉を重んじようとし家庭を省みなかったため、妻子はクリミアの親族を頼って家を出てしまい家族とは別居中。
ランビーガ
ベオク。元デイン自治領マラド領主であった人物でフリーダの父。故人。
かつてはタウロニオ、ガウェイン、ブライスと共に【不動の四駿】とよばれ先代の王に仕えていた名将。凄まじい無双の剣の使い手であったという。
デイン先王を暗殺したとの噂のあるアシュナードのことは快く思っていないらしく、アシュナードの即位後地位を返上し王宮を去る。クリミアとの戦争時にも彼のマラド領だけは出撃要請に応じず死の寸前までその方針を貫き通し、その遺志は娘のフリーダに受け継がれる。
『蒼炎』の時代以前に、病のため没している。

##### その他のデイン軍人・軍関係者
イズカ
60歳→享年63歳。ベオク。『蒼炎』および『暁』に登場。クラスは召喚士（サマナー）。属性は雷。
デイン国王アシュナードに仕える生物学者。自分の研究や発明品に異常な執着を持つマッドサイエンティストの面もある。言動がひどく風変わりで、自分を「知の宝」、「天才」などと称する一方で他人を「愚か者」と見下し、意見されることを嫌うため、ペレアス以外からの人望は低い。
『蒼炎』ではアシュナードの命を受けて、グリトネア塔にて研究の名の下にラグズでの人体実験を繰り返し、「なりそこない」を生み出していた。しかし、鷺の民に関しては繊細すぎるゆえに薬を飲ませても効果が出る前に死んでしまう恐れがあったため、自分の研究に不向きと見なして碌に研究しておらず、「なりそこない」を元に戻すことができる呪歌の存在を知らなかった。それ故にアシュナードから預かったリアーネの扱いには苦慮し、見張りの兵士に変装したネサラによってリアーネを連れ出されると、責任問題を逃れるためにクリミア・ラグズ連合軍が塔を攻めたときにどさくさに紛れて敵前逃亡した。塔の地下には彼の実験によって歪められた無数のラグズの死体が遺棄されており、なかには原型をとどめていないような者もいたという。
『暁』では第一部にてアシュナードの子息と名乗るペレアスを伴って再登場し、彼の参謀としての地位と信頼を得ている。勝利のために卑怯な作戦を臆面もなく提案し、第一部終盤ではムワリムに勝手になりそこないの薬を飲ませ、それを責められた際には「駒である一兵に自我などいらない」と発言するなど、どこまでも性悪な行動をとったが、ペレアスに庇われる代わりに研究と薬の使用を止められた。
その正体はベグニオン元老院の手先で、物語の半年前にアシュナードの子息と同じように額に「印」があるペレアスを貧民層から見出し、王子に仕立ててデインを平定した後に思うがままに実験をしようとしていた。そして、ペレアスの即位式の後に戦後賠償に関する誓約書と称して彼と元老院との間に『血の誓約』を交わさせ、第三部にてラグズ連合vsベグニオンの戦争にデインが介入せざるを得ない状況を作り出した張本人でもある。
ライやティバーンからはラグズの同胞を玩具同然に扱った輩として、ジョフレからは王弟レニングを歪ませた外道として、狂王に対して以上の凄まじい怒りを買っている。第一部終了後はユリシーズに依頼を受けたフォルカにより拉致され、クリミアのフェール城にて尋問を受けていたが（第二部以降まったく姿を見せなかったのはこのため）、第四部5章にてユリシーズのもとより逃亡。大量のなりそこないを率いてティバーン隊と対峙するも、彼らの前に無様な死を晒した。
イナ
アシュナードからプラハへ下賜された軍師。小娘ということもあってプラハも最初こそ侮っていたが、やがてその能力を重用するようになっていく。後に指揮官へと出世し、デイン王城にてクリミア軍を迎撃した。
ラグズ#ゴルドア王国のイナの項目も併せて参照のこと。
マイジン
ベオク。『蒼炎』に登場。クラスは重歩兵。
クリミア西部の街道を偵察していた部将。差別的な発言が多く、アイクたちが武器を所持しているというだけで攻撃を仕掛けてきた。
ダッコーワ
ベオク。『蒼炎』に登場。クラスは重歩兵。
エリンシアを連れ去るためグレイル傭兵団の砦に夜討ちをかけた将軍。
アイクたちの脱出を阻止できなかったため、プラハに処刑される。
エマコウ
ベオク。『蒼炎』に登場。クラスはハルバーディア。
クリミアとガリアの国境を見張っていた将軍。国境をめぐってアイクたちと戦いを繰り広げるが突破される。
バルマ
ベオク。『蒼炎』に登場。クラスは賢者。
プラハの部下。メリテネ砦でプラハからアイクたちの殲滅を命じられる。火炎魔法の使い手で、敵を「雑魚」とよび見下していたが敗れる。
カムラ
ベオク。『蒼炎』に登場。クラスは重歩兵。
デイン軍の決死隊部隊長。ゲバル城に駐留していたアイクたちを襲撃する。壊滅寸前まで追い詰めるが、あと一歩のところでレテとモゥディに撃破された。
コタフ
ベオク。『蒼炎』に登場。クラスはハルバーディア。
デイン王国に仕える古参の将。ガリアへ向かうアイクたちを迎え討った。名誉を重んじる騎士道精神の持ち主。アイクたちをたかが傭兵と侮る。
ダノミル
ベオク。『蒼炎』に登場。クラスはジェネラル。
カントゥス城の看守の長。サディスティックな性格らしく、罪人を処刑することを何よりの楽しみとしており、アイクたちの襲撃も楽しんでいるかのような素振りを見せる。その奇人ぶりにたじろぐ兵士もいる。
マッコヤー
ベオク。『蒼炎』に登場。クラスは弓と剣を使うパラディン。
クリミア最西端の港町トハを占拠し、クリミア残党およびガリアの半獣狩りを指導していたデインの将軍。
アイクらがカントゥス城の捕虜収容所を襲撃するやいなや、トハに網を張って漆黒の騎士とともにアイクらを殲滅せんと目論んだ。丁寧な喋り方をする。
ノシトヒ
ベオク。『蒼炎』に登場。クラスはスナイパー。
デインの将。マッコヤー亡き後（マッコヤーを倒さなくてもなぜか出てくる）、トハにてデインに協力しようとした住民に対し、エリンシアに関する情報を提供させた挙句に重い強制労働を課す（もっとも言い分は正しい）。
その後キルヴァス王ネサラに高い金を払い身元を隠してエリンシアが乗る船を襲う。しかし、間違ってベグニオンの神使が乗る船を襲ってしまった挙句、続いて行ったネサラへの援軍要請も足下を見られて3倍の報酬を要求され決裂。さらには、結果的に遅れて到達したエリンシアの乗る船に襲撃され、自身もまた身を滅ぼす結果となってしまった。彼を倒さずにステージをクリアした場合は、海に飛び込んで泳いで逃亡する。
カヤッチェ
ベオク。『蒼炎』に登場。クラスは賢者。
デイン王国の将軍の1人。プラハの部下。風魔法を操り、冷静な判断を下す頭脳の持ち主である。デインとベグニオン国境付近に位置するトレガレン長城でクリミア軍を殲滅せんと、デイン軍配属になったばかりのシノンとともに立ちはだかった。キルヴァス軍とともに登場するが協力しようという気が全くなく、むしろ自軍の囮に使おうとしていた。
ホマサ
ベオク。『蒼炎』に登場。クラスはソードマスター。
デインの四駿プラハの部下。風魔法の剣「ソニックソード」の使い手。デイン軍の敵将の中では最も整った顔立ちをしている。アイクと同じく剣術は父親から教わった。潔い性格の持ち主で、強者にはそれなりの敬意を払う。デイン国境にて、キルヴァス王ネサラと協力しクリミア軍と戦うも、リュシオンとの交渉でネサラが手を引いたため、孤軍奮闘状態となってしまい、自身もまたアイクらに討ち取られた。
剣の競い合いを好み、自身と同じ剣士であるアイク、ツイハーク、ソーンバルケとは専用会話があり（ワユには無い）、アイクの剣技を武骨で荒削りだが力強いと興味を持つ。しかし、ソーンバルケには「その程度の腕では私の相手はつとまらぬ」と軽くあしらわる。
カサタイ
ベオク。『蒼炎』に登場。クラスはジェネラル。
クリミアに向かったアシュナードに代わり、イナやタウロニオとともに王城を守っていたデインの将軍。イナの力量を見極められず、さらにアシュナードに捨て駒にされたと知ってうろたえるが、イナの説得で覚悟を決めることになる。『蒼炎』時代のデイン軍将校の中では比較的賢明な思考の持ち主で、イナによりアシュナードの真意を知った際は「非常識」「正気の沙汰とは思えない」「愚の骨頂」とさえ言い放つ。イナの正体（竜鱗族）を知ったときには一旦は畏怖するも、王都を守るために彼女を信じて兵士たちを鼓舞した。
シークコ
ベオク。『蒼炎』に登場。クラスはウォーリア。
デインに雇われた傭兵隊の長。王都が陥落したのを見てパルメニー神殿に立てこもり、僧侶たちを盾にクリミア軍と戦い、その卑劣なやり方でアイクの怒りを買う。豪胆な性格だが、ラグズとの戦いになると悲鳴を上げて怖がる。
リヒトル
ベオク。『蒼炎』に登場。クラスは剣と斧を使うパラディン。
デイン軍の将。クリミア軍の残党狩りを任されている。手柄を立てて出世することを優先して考えており、強い敵と戦うことを望んでいる。ジョフレの守るデルブレー城を攻めるが、アイクたちに阻まれて失敗する。
グローメル
ベオク。『蒼炎』に登場。クラスはドラゴンマスター。
デイン軍の将。マレハウト山脈を防衛していた。アシュナードこそが大陸最強の人物だと信じて疑わない。ベグニオン聖天馬騎士団副長タニスを一方的に制空権を争うライバルと決め付けている。
ハフェド
ベオク。『蒼炎』に登場。クラスはハルバーティア。
デイン軍の将。漆黒の騎士の部下。物静かな言動とは裏腹に好戦的な性格の老将軍。自分の身の程をわきまえている優秀な武将でもあり、軍務に忠実。ナドゥス城にてクリミア軍を迎え討つ。ラグズへの偏見や差別は持ち合わせておらず、獣牙族や鷹の民に対しても驕らず恐れず、「貴殿」とよび一介の敵将として相対する。
コユージョ
ベオク。『蒼炎』に登場。クラスは賢者。
デインに仕える魔道士。グリトネア塔の警備隊長。雷魔法の使い手であり、最強の雷魔法「レクスボルト」を操る。
敵前逃亡したイズカの跡を継ぎ、「なりそこない」たちを使いグリトネア塔を死守する。終盤の敵将キャラのなかでは唯一スキルを持たない。レテやライを手下の「なりそこない」だと勘違いしたり、タウロニオをデイン軍の増援だと早とちりしたりするなど、よほど慌てているのか当てずっぽうな台詞が多い。
ゲラン
ベオク。『暁』に登場。クラスは勇士（ウォーリア）。
デイン軍の将軍。ラグズ連合との戦争にてミカヤの命でオルリベス大橋を守っていた。サナキがラグズ連合と手を組んだことから、偽の神使と判断する。
暁の巫女ミカヤの奇跡を常に信じ続けてきた。劣勢にも一切怯まず、死に際も暁の巫女がデインを勝利に導いてくれると信じ悔いなく散っていった。彼とその部下の迷いのない戦いは、シグルーンたちを感銘させた。
マイエル
ベオク。『暁』に登場（ただし名前のみ）。
デイン軍の将軍。ラグズ連合との戦闘ではデイン王国のため、アイクらの精鋭部隊を神使親衛隊から引き離して足止めを目的に出撃した。結果的に時間稼ぎには成功し、総大将のミカヤ率いる本部隊の地の利を利用した奇襲作戦で神使親衛隊およびクリミア軍を壊滅状態に追い込んだが、彼の部隊はアイク率いる精鋭部隊に潰され、彼自身も戦死した。

#### デイン地方領主とその関係者

##### ダルレカ領
シハラム （シハラム・フィザット）
ベオク。『蒼炎』に登場。クラスはドラゴンマスター。
デイン王国ダルレカ領主。ジルの父。ハールの恩師。かつてはベグニオン帝国聖竜騎士団（元老院派）に所属し、ハールとともにセフェランから一目置かれていたが、腐敗した貴族制とラグズ差別に絶望、新天地を求めてデインに亡命するも、時を同じくしてアシュナード王が即位。ベグニオン以上のラグズ差別と虐待に加担することになる。いつも主君に恵まれていた獣牙族たちには憧れの念を抱いていた。善政を敷き領民からの信頼は厚かったが、プラハの命令により最後にダルレカ領に再起不能の大損害を与えることになってしまうが、それでも領民の信頼は失われなかった。戦いの前にハールにジルのことを託し、ダルレカの攻防においてその命を落とす。必死の思いで戦ったにもかかわらず、アシュナードには存在すら覚えられていなかった。
（※）ジル（ジル・フィザット）
声：水瀬いのり（ヒーローズ）
17歳→20歳。ベオク。『蒼炎』および『暁』に登場。クラスは『蒼炎』ではドラゴンナイト→ドラゴンマスター。『暁』では竜騎士（ドラゴンナイト）→聖竜騎士（ドラゴンマスター）→神竜騎士（リンドブルム）。属性は雷。
デイン軍ハール隊所属の竜騎士であり、ダルレカ領主だったシハラム卿の息女。新米にも拘らず単独で敵を追うなど勝気が過ぎて無鉄砲な性格。デインの土地で生きていくためにシハラムにラグズを憎むように教育されていたことによりラグズへの差別感情が強かった。ミストとは年が近いこともあって仲が良い。
『蒼炎』では初陣においてアイクたちに逃げられるが、功を焦って上司であるハールの撤収命令を無視しそのまま単騎で追跡する。しかし、追跡先でアイクたちがキルヴァス兵に襲われているのを見て、人間にとっての共通の敵である“半獣”を倒すために一時休戦を一方的に宣言して加勢した。その戦闘で「半獣は悪」と教えられてきたことが間違いでなかったことを確信するが、戦闘後に半獣であるゴルドア兵が座礁した人間の船を助けたことから反ラグズの考えに疑念を抱くようになる。そのまま船に乗船し、追いついたはいいが勝算がないどころか帰ることすらできなくなってしまったことをアイクから「間抜け」と言われながらも「半獣」の呼称を「ラグズ」と変えるように矯正され、ラグズの真の姿を知ろうとレテと言葉を交わすなどの歩み寄る努力をするようになる。そして、セリノスの森がリュシオンとリアーネの呪歌によって再生する様を目の当たりにしてラグズが悪ではないことを確信し、自らの信念に基づき敬愛する父を裏切ることを覚悟の上でクリミア側に寝返るまでに人間的に成長した。父シハラムがクリミア軍によって討たれた後、悲しみの涙を流しながらもアイクたちを恨むことはせず、難民に食料を分けてくれたことを感謝し、終戦までクリミア側で戦い抜いた。終戦後は元上官のハールとともに荷運びの仕事を始めた。
『暁』第一部ではデイン解放のため再び軍人となり、デイン再興後も軍に籍を置き続けた。しかし、第三部ではデインの大義無き戦いに葛藤しつつも仲間を裏切ることは出来ずに戦っていたが、展開次第でラグズ連合側にいたハールに諭される、或いはミストに説得される形でデイン側を裏切り、以後はラグズ連合に身を置くことになる。なお、この両者とは互いに攻撃することができない。
戦後は新国王となったミカヤにダルレカ統治を任され、支援によってはハールと結ばれ、彼や民に支えられながらダルレカを豊かに発展させていく。
（※）ハール
声：江口拓也（ヒーローズ）
34歳→37歳。ベオク。『蒼炎』および『暁』に登場。クラスは『蒼炎』ではドラゴンマスター。『暁』では聖竜騎士（ドラゴンマスター）→神竜騎士（リンドブルム）。属性は風。
シハラム直属の竜騎士で自身も竜騎士の部隊を率いる隊長。隻眼が特徴。元老院の汚職に関わることを嫌い、当時の上司であったシハラムとともにベグニオンからデインへと亡命した聖竜騎士の1人。普段は軍人とは思えないような不真面目で職務怠慢ともいえる言動が目立ち、暇さえあればどこでも昼寝している。シハラムへの忠義は本物で信頼関係は厚く、彼を侮辱する者に対しては怒りを露わにする。実力はセフェランにも一目置かれていたほどで、普段の言動は過去の経歴ゆえと思われる。基本的に怠惰だが、戦歴が長いためか戦いを甘く見ている者、未熟な考えを持つ者に対しては思いやりながらも辛辣なことを言うときもある。ジルに対しては上官としてだけではなく、恩師の娘であるためか敵に寝返った後もその身を案じ、敵陣に乗り込んでまで真意と覚悟を確かめるなどしている。黒い騎竜を「相棒」と呼び、意思の疎通が可能。荷運びの仕事に関しては、騎竜のほうが真面目な様子。
『蒼炎』ではデイン王国軍のジルが所属する部隊の隊長を務めている（といってもやる気は全く見せなかったが）。神使親衛隊隊長のシグルーンとは旧知であり、シハラムがクリミア軍に敗れた後は生き残った兵士たちやその家族を彼女に託し、自身は恩師を死に追いやったデインに一泡吹かせようとデイン軍に戻り復讐の機会を窺っていた。しかし、プラハにはその真意を見抜かれており、オルリベス大橋の戦いで決死隊として出撃させられたところでジルの説得を受けてクリミア側に寝返った。アシュナードと対峙した際には珍しく激情を露わにした。終戦後はジルと共に荷運びの仕事で大陸中を飛び回り始める。
『暁』ではデインで解放戦争が始まろうとも厄介事を嫌い寄り付かなかったが、仕事中にクリミア領空を飛んでいたところで領空侵犯中のベグニオン竜騎士隊と争うエリンシアたちに出くわし、マーシャに「団体責任として元お仲間の不始末はちゃんと面倒みてください」と屁理屈まじりの説得をされて手を貸すことになる。その後もクリミア内乱に身を投じ、鎮圧まで付き合った。軍人になってからというもの主君に恵まれなかったため、現在では完全に軍人に戻る気はなくなっているが、エリンシアの臣下を気遣う姿勢は高く評価している。元はベグニオンにいたため、敵との専用会話が多い。また、第三部ではラグズ連合についたグレイル傭兵団に手を貸すが、これは腐敗した帝国の元老院に対する私怨によるもの。
戦後は元の生活に戻り、支援によってはジルと結婚する。

##### 自治領マラド
フリーダ
20歳。ベオク。『暁』に登場。クラスは槍騎士（ランスナイト）→槍騎将（グローリーナイト）→白銀騎将（シルバーナイト）。属性は地。
自治領マラドの領主。タウロニオと同期の【四駿】ランビーガの娘。領地と民を守るためにあえて帝国の駐屯軍に与していたが、帝国騎士の汚い手口に我慢できず解放軍に寝返る。
戦後は元の生活に戻り、領民たちを終生に渡って温かく見守り続けた。

#### 暁の団
『暁』の時代にベグニオン駐屯軍の仕打ちから、デインの同胞の命を一人でも多く守りたいという思いから集まった、最初は5人の勇気ある義賊団。デインの民からは救世主として慕われている。
ミカヤ
声：桑谷夏子
外見年齢15歳（年齢については後述）。『暁』に登場。同作第一部、および第四部の主人公で、アイクと並ぶ『暁』本編の主人公。クラスは光魔道士（ライトマージ）→光の賢者（ライトセイジ）→巫女（シャーマン）。属性は闇。
輝く銀色の髪が特徴で、小鳥のユンヌを連れている。相手の心を感じ取ったり、少し先の未来を見ることができる不思議な力を持ち、元は占い師をしながら、闇に紛れるようにして生きてきた。義賊【暁の団】の一員として、帝国の圧政を受けているデイン国民を救うために立ち上がり、市井では「銀の髪の乙女」の通り名で知られている。見かけは10代半ばの少女だが見かけよりも長く生きているらしく、少なくとも幼いサザがミカヤと出会った時（『暁』から10年以上前）には既に今と同じ外見だったらしい。
先祖にラグズの血を引く「印付き」であり、右手の甲に印がある（印を見たペレアスは「精霊の護符」と勘違いしていた）。人とは違う力のせいで幼い頃に迫害を受けた経験があり、自分を育ててくれたおばあさんが死の間際に「印」の意味と、「誰にも知られてはいけない」と遺言を残したため、ミカヤはその言いつけを守りながら生きてきた。「印付き」という呼称は第一部のペレアスとの会話で知り、自分以外の「印付き」がどのような生活を送っているかは第四部のソーンバルケとユンヌの問答を聞いて知ることになる。
自らの命を削って相手の傷を治す（状態異常も回復できる）【癒しの手】と、相手の心を感じ取る能力は「印付き」として生来備わっている能力だが、危機を知らせる声が聞こえる能力のルーツは異なる。
『蒼炎』および『暁』本編開始以前のミカヤの行動
『蒼炎』ではサザの話の中でその存在が示唆されるのみで直接の登場はない。デイン王国軍によるクリミア占領の少し前、トハ滞在中だった際にわざとサザとはぐれ、ベグニオン行きの船に乗船する。その後、戦役が勃発したことを知り、戦火の渦中にあるデインとクリミアで彼を探して回るが完全に行き違いとなっており、結局終戦後ネヴァサに戻っていたところで再会した（その際、サザからひどく怒られた）。彼との再会までの間、それまでは極力避けてきた他人と交わる生活を送ることになる。そこで人々の強さや優しさに触れ、大きく心を揺り動かされる。これがきっかけで、疎んじてきた自らの能力を、駐屯軍の圧政に苦しむ人々を救うために役立てられないかと考え始める。同志となる者たちがいないかサザと共に探していたところでノイスらと出会い、【暁の団】を結成して活動を開始した。当初、デインがベグニオンに隷属する原因を間接的に作り上げた人物として、アイクに対してはあまり良い感情を持っていなかったが、後にアイクと戦場で出会い言葉を交わすことで、その感情を払拭する。
『暁』第一部から第三部までのミカヤの行動
第一部では当初【暁の団】として仲間たちとともに活動していたが、ペレアス王子に請われてデイン解放軍副大将となり、勝利を重ねていく内に「暁の巫女」として崇められるようになっていく。デイン王国の再独立後はデイン王国軍総大将に叙任され、第三部までは国の復興に一般市民と一緒に献身的に取り組んでいた。
第三部では、ペレアス王の命によりデイン軍を率いてラグズ連合軍をベグニオン帝国軍と挟み撃ちにするも突破される。続いてクリミア王国とラグズ連合から兵を借りたベグニオン神使サナキの皇帝軍による元老院討伐を阻止するために立ちはだかり、甚大な損害を与えることに成功したが、総大将としての重責と大義なき戦いを強いられたことから心身ともに衰弱して倒れてしまう。しかし、ペレアス王が元老院との間に交わさせられた「血の誓約」に縛られていることを知り、止むを得ず再び戦場へと戻った。呪縛から逃れる唯一の方法としてペレアスから自身の殺害を頼まれ、承諾した場合はミカヤ、拒んだ場合はタウロニオがその命を奪うが、いずれにせよ呪縛から逃れることは出来ず「血の誓約」の印がミカヤに引き継がれてしまう（2周目以降はペレアスとタウロニオの間に割って入って代わりに刺される「ペレアス生存ルート」が追加される）。退くことも和解もできず迎えた次なる戦いの最中、不思議な声に導かれてメダリオンの元までたどり着き、サナキが歌った【解放】の呪歌の旋律を聞いたことで自らの血とともに受け継がれてきた歌詞が蘇り、“完全な”【解放】の呪歌を歌うことで邪神と呼ばれていた『負の女神』ユンヌを復活させた。
『暁』第四部以降のミカヤの行動
正の女神アスタルテの裁きによって世界中のほぼ全ての人々が石化したことで、『血の誓約』の脅威も先送りになったことからひとまず休戦し、石化した人々を元に戻すために負の女神ユンヌの力を借りてアスタルテがいる導きの塔への道程を急ぐことになる。肉体を持たないユンヌが人と会話をするには自分の身体に憑依させるしかなく、その都度サザにやきもきさせることになった。道中、アスタルテが差し向けた『正の使徒』を退けながら進むうちに、昔から危機が迫る度に聞こえた声は女神ユンヌのものだったと悟る。それは本来ならば神使の能力であり、【解放】の呪歌を歌うことできるのも神使のみ。そして、ルカンが語った「真の神使」の存在によって、次第にミカヤの正体に迫っていくことになる。
導きの塔内部を進むうちに【負の女神】ユンヌとともにたくさんの心の声に触れ、自分の正体を知ることになった。セフェランと対峙した際には、「あなたが生きているとわかっていれば…」とミカヤの生存がセフェランの野望を止める鍵に成り得たことが示唆された。『エルランの記憶』に触れたことで彼の悲しき変心を知り、ユンヌの声に従って生命活動を停止した直後のセフェランに【癒しの手】を施して蘇生させ、贖罪の機会を与えられることに繋げた。
その正体は落命したと思われていたベグニオン帝国皇帝サナキの姉であり、彼女こそが真の「神使」であったことが明らかになる。彼女の祖母ミサハと同じく元老院に暗殺されたと思われていたが、生き延びていた。
女神との戦いの後、サナキにベグニオンに残るよう勧められたが、デイン王国の復興が急務として拒否。サナキと国同士で協力し復興や国交正常化を約束してデインへ帰国、その後国民からの強い懇願により（ペレアス生存の場合は退位を表明した彼からの懇願も）、第15代デイン国王に即位した。支援によってはサザを夫として迎える。
『ファイアーエムブレム エンゲージ』では「暁の巫女の指輪」に宿る暁の紋章士として登場。回復に特化した性能となっている。
ユンヌ
『暁』に登場。ミカヤと一緒にいる赤毛の鳥。かなり賢く、鳥でありながら夜間飛行が可能であるなど、不思議な特長を持つ。
ミカヤと出会ったのはミカヤがサザと出会うよりも後で、初めてミカヤの指にとまったとき、ミカヤの頭の中に“ユンヌ”という言葉が浮かび上がったため、以降はユンヌと呼ばれるようになった。ミカヤが自分よりもサザと仲良しなため、嫉妬心からサザには懐かなかった（嫌っているわけではない）。
実際にはユンヌは負の女神であったが、アスタルテと一対なので、彼女が目覚めるまでは鳥のままでいた。

（※）サザ
声：間島淳司
14歳→17歳。ベオク。『蒼炎』および『暁』に登場。クラスは『蒼炎』ではシーフ。『暁』では盗賊（ローグ）→密偵（エスピオン）。属性は風。
デイン王都ネヴァサの裏街出身で、ミカヤの弟だが血の繋がりはない。ミカヤと出会う前はネヴァサの貧民窟で盗賊家業で生計を立てており、無愛想でなかなか他人に心を許そうとはしなかった。『暁』時代は大人びてはいるものの、ミカヤによればまだまだ子供っぽいと言われている。設定では、『蒼炎』に登場した全キャラの中で2番目に背が伸びている（1番はアイク）
『蒼炎』では、クリミア王国の港町トハではぐれたミカヤ（厳密にはミカヤがサザを自分の運命に巻き込まないようにするため、わざとはぐれるようにした）を探すために密航という形でベグニオン行きの船に乗ったが、船長のナーシルに見つかり、逃げた先でアイクに捕らえられた。尋問された際に「家族を探すために密航した」と白状したところアイクの琴線に触れ、グレイル傭兵団に預かられるという形で以後行動を共にするようになった。国王のアシュナードについては、「力さえあれば王宮騎士に取り立ててくれる、この薄暗い貧民窟を抜けられる、そんな希望を与えてくれた王」だとして自分たちにとってはわりと良い王だったと評価している。戦後はデインへ戻り、ミカヤと再会を果たした。
『暁』第一部では帝国の圧政に苦しむデイン国民を救うために仲間たちとともに義賊【暁の団】を結成し、中心人物となったミカヤのパートナーとして、何事に置いても常に彼女のことを一番に考え行動する。一方で、3年前に知り合った【ラグズ奴隷解放軍】のトパックを通じてベグニオン皇帝サナキにデイン王国の窮状を伝えるなど独自のアプローチも行った。アイクのことを尊敬しており、彼の話をする度にミカヤを辟易させてしまうことも。
第三部ではデイン軍総大将となったミカヤを支え、彼女が倒れた時には祖国も仲間も全てを捨てて一緒に逃げようとした。ミカヤを守るため、共に生きるためならばどのような強敵にでも立ち向かうその想いの強さは、人に失望したセフェランに評価されたほどである。女神との戦いの後もデイン国王となったミカヤを側で支え続け、支援によってはミカヤの夫となる。
エディ
声：大塚剛央（ヒーローズ）
15歳。ベオク。『暁』に登場。クラスは剣士（ブレイド）→剣豪（ソードマスター）→剣聖（ソードエスカトス）。属性は光。
剣の腕前は未熟だが向上心は高い。物事を深く考えず無鉄砲なところがあるが、陽気で憎めない少年。楽観的すぎる性格で、相棒のレオナルドに面倒ばかりかけている。凄腕の剣士となり仲間を守ることを夢見ているが、本性では戦いを好んでおらず、軍の在り方に疑問を持っている。
戦後は新王に望まれながらも、特別な地位を得ることなく街で暮らし、時折王城を訪れては明るい話題を提供した。
海外版での名前は「Edward(エドワード)」。
レオナルド
声：天崎滉平（ヒーローズ）
17歳。ベオク。『暁』に登場。クラスは弓兵（アーチャー）→狙撃手（スナイパー）→神射手（サジタリー）。属性は水。
現実的で真面目な性格をした思慮深い少年で、危機に陥っても比較的冷静に対処する。エディに小言を言うことが日課。エディとは対照的に少々消極的で、物事を否定的にとらえすぎるきらいがある。
地方貴族の息子だったために気立てがよいが、母親を幼少期に亡くし、戦争で父と兄を喪い、天涯孤独の身となった。デイン敗戦後、彼のいた士官学校が帝国の駐屯軍に襲われ収容所に送られる途中に逃れる。追いつめられ迷い込んだ路地で、後に大親友となるエディと出会った。
戦後は王国軍の一人として復興活動に勤しみ、その容貌と確かな実力で国の女性たちの人気の的となっている。
ノイス
34歳。ベオク。『暁』に登場。クラスは戦士（ファイター）→勇士（ウォーリア）→斧雄士（アクスブレイブ）。属性は地。
暁の団の首領格的存在だが、世間からの認知度は薄い。読書が趣味で、暇なときは新しい本を用意している。エディやレオナルドからはたびたび年寄り扱いされているが、父親のように慕われている証拠でもある。年の功と言うべきか、落ち着いた性格をしている。
若い頃は成功した商人の経歴を持つが、共同経営をしていた友人に裏切られ、そのことにより人間不信になり浮浪者として生活していた。しかし、ベグニオンの駐屯軍の暴挙を見て、デインの民を救おうと立ち上がった。
戦後は諸国を放浪してその土地に住む人々の窮状を救い、各地の村にその逸話を残した。

#### その他のデインの国民
（※）ツイハーク
声：大須賀純（ヒーローズ）
22歳→25歳。ベオク。『蒼炎』および『暁』に登場。クラスは『蒼炎』では剣士→ソードマスター。『暁』では剣豪（ソードマスター）→剣聖（ソードエスカトス）。属性は地。
デイン出身の傭兵剣士。普段は温厚で人当たりの良い青年で、大らかで杜撰な傭兵仲間には煙たがられるほどきっちりした性格。獣牙族（猫）の恋人と死に別れた過去があるためか、ラグズに対しては人一倍思い入れが強い。そのため、作中ではレテやモゥディやムワリムとの会話が多い。
『蒼炎』では迷い込んだラグズを密かに救うため、クリミアの港町トハでラグズ狩りを主目的とする自警団に参加していた。そのとき、アイクたちに同行していたラグスであるレテやモゥディには武器を向けず、同行させて欲しいと申し出て仲間となる。戦後はデインへ向かった。
『暁』ではタウロニオたちの活動を支持し、デイン再興に協力した。平定後もデインが変わることを信じて軍に留まり続けたが、ラグズ連合vsベグニオンの戦争にデインが介入する際、デイン兵の多くがその戦いを「半獣狩り」と称したことで激しい嫌悪感を抱いた。それ故に展開次第では、レテやモウディに剣を向けることが出来ず、ラグズ連合側へ寝返ることになる。イレースとは浅からぬ縁があり、チャップには勝手に娘（メグ）の縁談を持ちかけられて困惑している。この両者から説得されることでもラグズ連合側へ寝返る。
戦後は傭兵として各国を旅しながらラグズとベオク間の揉め事を仲裁した。いずれはガリアに落ち着くつもりらしい。
シリーズ恒例の「キルソード持ちの美形剣士」である。
トメナミ
ベオク。『蒼炎』に登場。クラスは司祭。
パルメニー神殿の最高司祭。戦闘を嫌っていたが、シークコに盾とされ無理矢理戦場に駆り出された。
ソフィー
ベオク。『蒼炎』に登場。ダルレカ領ルマ村に住む一般市民の女性。
領主シハラムが上からの命令に逆らえず領地に被害が出ることを覚悟の上で水門を開けたため、浸水被害にあった村から首都ネヴァサまで妹と共に避難してきた。シハラムの人柄を知っているため水門の件は彼の本意ではなかったと理解しており、ネヴァサまで進軍してきたクリミア解放軍の中にジルの姿を見つけてその事を伝えるために話しかけてきたが、彼女がクリミア軍に身を置いているとは思っておらず、傍にいたアイクのことを護衛の傭兵だと勘違いしていた。シハラムを奪ったクリミア軍を激しく憎んでおり、「敵から施しを受けるくらいなら餓死するほうがまし」、「いつかクリミア軍に思い知らせてやる。私には無理でも私の子が…、子が無理なら孫が……」と言い放ち、クリミア軍から配られた食料を空腹の妹が食べたがっていてもそれを破棄するように促した。幸か不幸か、結局最後まで誤解が解けることなく一方的に言いたいことを言って去ったが、アイクとジルに憎しみの連鎖を思い知らせた。
ニコ
ベオク。『暁』に登場。首都ネヴァサに住む一般市民の少年。
暁の団を追撃するベグニオン駐屯軍の攻撃に巻き込まれ重体になるが、ミカヤの「癒しの手」で治療してもらう。 このことで、“「銀色の髪の乙女」が癒しの手で奇跡を起こした”と世間に知れ渡ることになる。
海外版では、物語の中盤にミカヤを勇気づけようと再登場している。
ローラ
17歳。ベオク。『暁』に登場。クラスは神官（プリースト）→司祭（ビショップ）→聖者（セイント）。属性は風。
デイン出身の心優しいシスター。自分の師である司祭の薬を駐屯兵に奪われ、取り返しに行く途中でミカヤたちと遭遇し、手伝いを依頼する。手伝ってくれた恩返しとして暁の団の一員となる。が、暁の団を義賊団ではなく山賊団と勘違いしており、「心優しき山賊団を目指す」などと素っ頓狂な発言をしているあたり、性格はいささか天然。見知らぬ効果の解らない杖を迷いもなくブラッドに使う場面も見られた（使ったのは「スリープの杖」で、ブラッドは効果により眠ってしまったが、ローラは疲れて眠っているのだと勘違いして起こさずその場を去る）。
戦後は故郷の教会に戻り、恵まれない孤児たちの母となった。
ブラッド
22歳。ベオク。『暁』に登場。クラスは兵士（ソルジャー）→槍闘士（ハルバーディア）→聖槍使い（ホーリーランサー）。属性は雷。
ローラの幼馴染の闊達な青年。元はデイン出身の孤児だが、ベクニオンの商家に引き取られたためベクニオンの軍人となっていた。駐屯軍の腐った行為を知りつつも、自分一人が刃向かったところでどうにもならないと考えていた。しかし、ミカヤとローラが捕らわれた際に、妹同然であるローラが心配だったこともあって暁の団を密かに手引きし、それがきっかけで軍を抜け、暁の団の一員に加わる。無愛想だが真面目で心優しい性格をしており、天然気味のローラにいつも振り回されている。
戦後は故郷の街の衛視を長年に渡って勤め、その実直な働きぶりは人々に頼りにされた。

### ベグニオン帝国
大陸南方から中央にかけて広大な領地を持つ、ベオクが多数派の国。クリミア・デインにとっては旧宗主国である。
年齢はサナキを除き、設定資料集に記載された外見設定年齢であり、実年齢を示すものではない。

#### 帝国君主
サナキ（サナキ・キルシュ・オルティナ）
声 - 中原麻衣（ヒーローズ）
10歳（『蒼炎』）→13歳（『暁』）。ベオク。『蒼炎』および『暁』に登場。クラスは皇帝（カエサル）。属性は光。
ベクニオン帝国の第37代目の皇帝にして、女神の御声を授かる神使。『蒼炎』での戦争でエリンシアの要請を受け、クリミア再興を支援した。
『蒼炎』では子供特有の度が過ぎる悪戯を見せることがあり、その度にシグルーンやタニスは頭を抱えていた。ただし、宰相のセフェランの影響もあってか『蒼炎』時代から政治手腕は並々ならぬものがある。『暁』では、『蒼炎』時代に比べ心身共に成長した。『暁』では物語の最中、元老院の暴挙と策略によりマナイル神殿に幽閉されたが、神使親衛隊の助力により脱出し已むを得ずクリミアに亡命した。
実はベグニオン神使は代々「印付き」であるが、サナキは先代の神使達と違い「印付き」ではない。本来神使ならばその印の能力により神の声を授かることができるが、彼女は声を聴くことができずそのことに悩んでいた。後にルカンにより、元々神使だった祖母と次期神使になる予定だった姉が暗殺され、その後は長い神使不在に不満を募らせ荒れ果てていく帝国の現状を打開するため、元老院によって急遽仕立て上げられた偽物という事実を暴露された。そのことから自身の存在についてさらに苦悩するが、物語終盤では真相を知ったうえで、「神使」ではなく「皇帝」と名乗り自らの苦難を乗り越えた（元々「神使」と「皇帝」が兼任されていたのは元老院の都合の良いように慣例化されていただけであり、サナキ自身は「神使」でなくとも血縁的にも法律的にも正式に認められている「皇帝」である）。
その暗殺されたはずの姉がミカヤであり、人の心を読み女神の声を聴くミカヤの能力が神使としての能力であったが、当初はミカヤが自分の姉であることを知らず、神使として必要な力を兼ね揃えていたミカヤに複雑な思いを抱いていた。
女神との戦いの後にサナキはミカヤが自分の姉であることに気付き帝国に残るよう勧め、ミカヤからは拒否されるものの、国同士で復興や国交正常化することを約束され、ベクニオン帝国に帰国。皇帝としてその地位に還り就いた。その後は帝国が治めていた旧セリノス王国の領地を統一された鳥翼三国に返還。そして他国全てを同盟国とする偉業を果たす。
ミサハ
第36代ベグニオン皇帝にして先代の神使だった女性。故人。サナキの祖母。
彼女は「印付き」であるため、正統な第36代ベグニオン神使であり、国民から強く支持されてきた。ラグズ奴隷解放令を公布するなどラグズとベオクの共存を強く望み、自身の先祖にあたるエルランとの出会いで自身が「印付き」であることを公表しようとしたが、事を快く思わない者達の手により暗殺された。
『蒼炎』時にはデイン国王アシュナードが暗殺に関わったとする見解が有力であったが、実際には元老院の陰謀で暗殺されたことが『暁』にて判明する。なお、ルカンも当時暗殺に関わっており、事実を隠蔽するため当時女神の声を聴く関係で確執しだしていたセリノス王国に罪を擦り付け、鷺の民が暗殺を行ったと帝国全土に発表。その結果、やり場のない絶望から暴徒と化した帝国臣民により、「セリノスの大虐殺」という惨事が起きた。
オルティナ
声 - 宮川美保（ヒーローズ）
ベオク。大陸を水没させた邪神を封印した「三雄」の一人。ベグニオン王国（後のベグニオン帝国）の初代国王であり、ミカヤ、サナキ、ミサハの先祖にあたる。
同じ「三雄」であるソーンとデギンハンザー、鷺の民エルランとともに、負の女神ユンヌを消そうとした正の女神アスタルテに種族の共存と1000年間は大陸全体を巻き込むような戦争を起こさないと約束し、ユンヌを封印するだけにとどめて欲しいとの意を進言した。
後にベオグとラグスが共存する国としてベグニオン王国を建国、種族の壁を越えて愛し合っていたエルランと結婚し、その4年後に彼との間に史上初のベオクとラグズの混血児（印付き）が生まれた。しかし、子どもが生まれるとエルランがラグズとしての化身能力と【呪歌謡い】としての能力を完全に失ったため、ラグスの親は混血児に能力を奪われてしまうことが発覚。ベオクとラグズの関係の悪化を危惧しエルランとデギンハンザーたちと協議した結果、エルランとは彼の事故死という形で別れることにし、ほとぼりが冷めた後に別のベオクの男性と結婚。エルランとの子はその男性の実子として育てた。
アイクと漆黒の騎士が持つ、女神の祝福を受けた神剣「ラグネル」「エタルド」その本来の所持者。アイクらは一本の片手剣として使用していたが、元来ラグネルとエタルドは双剣であり、彼女はこの大振りの剣を2刀流で扱っていた。彼女が使い終えた後に2つの剣はベグニオン帝国の至宝として大神殿マナイルに保管されていたが、その後セフェランにより持ち去られ、その両方を彼の部下である漆黒の騎士が所持する。そしてラグネルはグレイルとの決闘の際に、漆黒の騎士がグレイルに投げ渡したことをきっかけに、紆余曲折を経てアイクの手へ渡る。
本編では伝説中の人物として語られるのみであるが、終盤のユンヌによる昔語りにおいてその姿を見ることができる。

#### 元老院
女神崇拝の聖職者を主とする貴族たちにより構成され、ベグニオン帝国の政治を司る合議体。一部は汚職などで腐敗している。国中枢の中でも元老院議員の大部分と聖竜騎士団は「元老院派」、神使サナキや聖天馬騎士団などは「神使派」と二分されており、対立関係にある。
大陸にベグニオンとゴルドアしか王国がなかった時代に、力に優れているラグズを王とすることを不服として、ラグズを追放したこともある。

##### 有力七議員
『暁』では有力七議員のうち六人が登場。
セフェラン
声：石井一貴
外見年齢28歳。クラスは『蒼炎』では司祭。『暁』では宰相（チャンセラー）。属性は光。
ペルシス公爵。穏やかで物静かな人物であるが、熟練の策略家という面も有し、元老院の中では最年少でありながら帝国元老院の議長にしてベグニオン帝国の宰相を務め、帝国内でも絶大な権力を持つ。また、大陸一の魔道の大家としても広く知れ渡っている。
優しい人柄と女性のように美しい容姿で、常に民のことを思った政治を行なってきた善良な元老院であるため、民衆や忠臣からの支持とサナキからの信頼は絶大。彼が宰相の地位に就けたのは、元老院の都合で神使に就任したものの、母親から引き離されたことで癇癪を起こした幼いサナキが唯一彼に懐き、これを利用しようとした元老院によって宰相の地位に就かされたためである。しかし、彼も彼の影響を受けたサナキも元老院の傀儡にはならず、民を思い公正な政治を行ってきたため、腐敗した人間が多い元老院の中でも敵が多く、特に副議長のルカンには目の敵にされている。
『蒼炎』ではアイク達に協力的な姿勢を見せ、クリミアに兵を貸すのを渋っていた元老院を戻った直後に瞬く間に説き伏せ、ゼルギウス率いる元老院軍をデインに派遣した。また、漆黒の騎士とは旧知の模様で、アイクたちを守るために無謀にも漆黒の騎士の相手をしていたライを庇い、漆黒の騎士に船で逃げたアイクたちを追わずに引き上げるように言い、漆黒の騎士も逆らわずに兵を引き上げた。『暁』では元老院により投獄されてしまうが、後にゼルギウスの手により救出され民衆とともに元老院に反旗を翻した。
その正体は太古の昔「三雄」とともに正の女神に与したセリノスの黒鷺エルランであり、『蒼炎』『暁』の時代のテリウス大陸に大戦を引き起こさせた真の黒幕。『蒼炎』に登場した際、「女神の加護」を所持していたのはこの伏線と思われる。ミカヤとサナキの先祖にあたり、またセリノスの鷺の民達の祖先でもある。女神達が眠りについた後、オルティナと結婚するもベオクとの間に子が生まれたことで鷺の民としての能力を失い、事実の隠蔽のためにオルティナと別れ、ゴルドアのデギンハンザーのもとで暮らしながら歴史から隠れるように生きていた。800年以上前にアスタルテと交わした約束（ベオクとラグズは1000年間大きな争いを起こさないというもの）を果たせず、それどころか「セリノスの大虐殺」で多くの同胞を失い、人々の醜い一面を目の当たりにしてしまったことで歪み、人に絶望してしまった。そして女神アスタルテに人に対する裁きを下させるために、世界に大きな改革を求めるアシュナードへ「メダリオン」とセリノスの第二王女リーリアを引き渡し、彼に「邪神」の復活を仄めかして大陸規模の戦乱を引き起こさせ、彼の死後は元老院を利用して再びテリウス大陸に大戦を引き起こした。後にそのことが判明し、第四部の終盤で対峙することになる。
密かにゼルギウス同様、幼い頃のアイクやミストとは面識がある。アシュナードから離れたメダリオンの回収に向かうも既に遅く、父が母エルナを殺害してしまった現場を目の当たりにして心が壊れかけたアイクの記憶を封印し、時が来るまで母親同様【正】の気が強いミストにメダリオンを授けることにした。
第36代ベグニオン帝国神使ミサハの元々の後継者はミカヤであることを知っていたが、敵として対峙するまで彼女が存命していたことを知らなかったらしく、ゼルギウスからデイン王国でミカヤが生存していることの報告は無かった模様（あるいはゼルギウスが次期神使の後継者であることを知らなかったためと思われる）。
生存した場合は女神との戦いの後ロライゼの強い希望により、セリノスの森の奥深い場所に隠遁する。それから約400年後、復活した女神アスタテューヌのもとに舞い戻る。そして彼女のもとで共に歌い、共に世界を見守って行くことを誓う。
ルカン
48歳→51歳。ベオク。『蒼炎』および『暁』に登場。クラスは聖者（セイント）。
ガドゥス公爵。帝国元老院の副議長。猜疑心と権力欲が強く、神使であるサナキ、帝国宰相であるセフェランを嫌い、敵対している。
現クリミア王宮騎士ステラの許婚であったが、ステラは彼との結婚を嫌がって家を飛び出している。また、オリヴァーもルカンを『蒼炎』時代から快く思ってはいないらしく、「醜き男」と見ている。『蒼炎』ではヘッツェルらとともに端役として登場した。
『暁』ではサナキとセフェランを幽閉し、帝国を我がものとしそれに邪魔なラグズ連合を倒すために、デイン国王となったペレアスを陥れ「血の誓約」を結ぶ。
「自分に逆らうは、女神に逆らうのと同じ」と異常なほどに豪語していたが、最終的には倒される。真相の一欠片さえ知らず、最期まで自分が石化から蘇ったのは女神に選ばれたからだと思い込んでいたが、アスタルテにとっては彼も駒の一つに過ぎなかった。
ルカン率いる元老院らは、ベオグとラグスの共存を望み、神使が「印付き」であることを公表しようとした先代神使ミサハおよび次代を担う孫娘（ミカヤ）を暗殺した張本人（実際にはミカヤは逃れていたが）。また、その罪を神使と全く同じ能力を持ち、その件で神使の正体が世間に露見してしまう可能性を持っていた鷺の民に着せて、民衆を煽って「セリノスの大虐殺」を引き起こさせた元凶でもあり、エルランに世界を滅ぼさせる決意をさせてしまった誘因そのものである。
なお、ネサラからは血の誓約がらみで、ミカヤらデイン関係者からは駐屯軍による弾圧に加えて誓約による恫喝と使い捨て扱いで、ティバーンら他の鳥翼族からはセリノス絡みの真犯人として、サナキら神使派からは帝位簒奪のクーデターの張本人として、恨みを買っている相手が非常に多く、それに比例して戦闘会話も非常に多い。
バルテロメ
ベオク。『暁』に登場。クラスは司祭（ビショップ）。
クルベア公爵。ルカンと共に元老院を牛耳る男。
病的なまでのナルシストであり、女性のような容姿造りと笑い方が特徴。常に人を上から見下すような態度をとっているが、余裕が無くなると口調が大変横暴になる。腕のあるゼルギウスを気に入っており、事あるごとに自分の思い通りにさせようとする。
ラグズ連合を追撃し一網打尽にするために、ゼルギウスに代わるベグニオン軍総司令官として元老院より派遣された。ラグズ連合がガリア王国へ逃れたことを期に隣国クリミアへ領内の物資・兵糧の徴収を要請したが、女王エリンシアに拒否される。にもかかわらず、クリミアをたかが属国と驕り高慢な態度でこれを強行。略奪に等しい行いであったために、徴収部隊をクリミア王宮騎士団により撃退される。これを良しとしないバルテロメは再度エリンシアに半ば脅しとも言えるような協力要請をするも拒否され、憤慨。その後もベグニオン帝国中央軍対ラグズ連合がクリミア領内で睨み合うなか、帝国軍側に助力するように命令していたエリンシアは武器も持たず両軍に撤退を申し付け、それをゼルギウスが受け入れ、上官である自身の意見を無視して撤退。続いて単騎のエリンシアを狙って私兵を使い奇襲をするも、王宮騎士団とラグズ連合の一部およびグレイル傭兵団にこれを阻止され惨敗する。そして命令に反したゼルギウスを強引に処刑しようとするも、突如現れた神使サナキおよび神使親衛隊に阻止され、それどころかセフェランを侮辱したことによりゼルギウスに首を絞められるなどして尊厳を何もかも失う。ゆえにゼルギウス、エリンシアの2人を執拗に憎むようになる。
その後しばらく足取りが途絶えていたが、「裁きの光」の後、他の元老院たち同様に手駒として容易に動かせるとの判断でアスタルテに石化を解かれ、ゼルギウスに対する恨みを抱きながら憎きエリンシアのいるティバーン隊の前に立ちはだかり、そして最期までゼルギウスへの恨みを抱きながら倒れた。
自分自身が戦場に立つことを嫌う他の元老院議員とは違ってかなり好戦的であり、いったん頭に血が上ると自ら出撃することも厭わない。
ヘッツェル
ベオク。『蒼炎』および『暁』に登場。クラスは聖者（セイント）。
アニムス公爵。
セフェランを除く、欲にまみれた他の元老院議員とは違い穏健な性格のため、ベクニオン神使のサナキや神使派からは一応信頼を得ている。しかしかなりの小心者であり、気が弱いとみられる部分が多い。ほかの貴族に売り飛ばされそうになったラフィエルを一時の哀れみから私財を投げ売って救ったらしく、ラフィエルにとっては“命の恩人”である。
彼もルカン達とともに神使派に抵抗する1人。自分達の愚かさを心得ているものの、ルカンに逆らえず結果的にいままで鷺の民や先代神使を見殺しにしてしまった。そのため、ラフィエルにとっては命の恩人であるが、同時に仇でもある。一見温厚にも思えるがその性根は強い者に従う自らの保身で精一杯であり、最終的には「導きの塔」へと進軍してきたアイク達に敗れる。自分の罪深さを自覚し、正の女神アスタルテが自分たち元老院の石化を解いたのは決してルカンが言うような理由ではないと気付いていたが、結局はルカンやアスタルテに従い続けることしかできず、サナキに断罪され、最期は女神に救いを求めて息絶える。
ルカンの配下でもあるかのように服従的姿勢を続けるが、一方で自分より席次の低いオリヴァーを従えて戦闘の指示を出す場面も。
敵の中では数少ない最上級クラスのユニットだが、装備が杖のみであるうえ、元々の使用回数が少ないために無抵抗で倒されることがほとんどである。多くのものからはルカンと同類、ないし黙って付き従うひも付きとみなされていることから、ルカンに比べれば少ないが戦闘会話は非常に多い。
オリヴァー
声：杉田智和（ヒーローズ）
40歳→43歳。ベオク。『蒼炎』および『暁』に登場。クラスは『蒼炎』では司祭。『暁』では聖者（セイント）。属性は炎。
タナス公爵。帝国元老院の有力七議員の1人だった。元老院末席だが多くの私兵を養っており、騎士や魔道士が多い。腐敗貴族そのもので、肥満体。美の庇護者を自称しており、美しいものを心から愛する。自己陶酔者で自らを「美の結晶」「至宝」などと称するほか、館には多数の装飾品があるが、セネリオ曰く「悪趣味」で美的センスはやや怪しい。美術品蒐集の面ではルカンに対抗意識を燃やす。
『蒼炎』の戦いではラグズ解放令の裏で密かに白鷺を捜索させていた。その後ネサラから高額でリュシオンを買い取っていたことが発覚し逃亡、セリノスの森での戦いでアイクらに討たれ戦死したと思われていたが、元老院に匿われ別邸で密かに生きていた。
『暁』でも美しいものには目がないのは相変わらずで、作中では鷺の民以外にはセフェランやビーゼ、ルベール（曰く「素材は悪くない」）も気に入っており、美しければ男も女も種族も関係ないらしい。その一方で、醜いものおよび獣牙族に関しては全く眼中になく、ましてやかつてただ働きさせていたダラハウ（ウハラダ）に関しては顔すら思い出せない模様。さらに、獣牙族に関しては半獣呼ばわりしているうえにやたらと恐れている。獣牙族のラグズと対峙した際は何を血迷ったのか「可憐でほどよい」「まろやかでほどよい」「しっとりほどよい」などと意味不明に自身を形容した上で必死に助けを呼び、終章にてルベールと対峙した際は「はんなりほどよい」と表現している。ニケ曰く「奇怪な生物」「ベオクの珍種」。
『暁』では最初は女神と元老院への恩義に従う敵将であったが、己の美意識を何よりも最優先にする性格で、ラフィエルを見て美しい者は自分が守らなくてはならないという美意識から、元老院を裏切って一方的に味方に加わる。彼によれば小鳥（鷺の民）の敵は自分の敵らしく、かつて自分の命を救い匿った元老院を「醜い者」呼ばわりして何の躊躇いもなく攻撃している。また、仲間になったあとはアイクとも話せるが、アイクは彼が敵でいてほしかったらしい。彼は啓示を受けてないらしく、ルカンやセフェランも彼がいることを疑問視していた。
エンディングでは多くの芸術家たちの後援者となり、特に自身を題材とした作品を好んだという。
ヌミダ
ベオク。『暁』に登場。クラスは司祭（ビショップ）。
デイン駐屯軍の総司令で、デインでの悪政の張本人。
私利私欲を満たすため、デイン国内で無法の数々を行ってきた。壷を集めるのが趣味。典型的な小悪党で、第一部ではルカンの助言から駐屯軍すべてを切り捨て、手際良くデイン王国を脱出し、デインで無法の数々を行ってきた責任すべてをジェルド将軍に責任転嫁した（最もジェルド将軍も悪行を重ねてきたため、同情する余地などはない）。
第四部ではグラーヌ砂漠でミカヤ達を討ち取るため現れるが、漆黒の騎士の登場により劣勢と見るや早々に退いたルカンに見捨てられた形となった。戦闘前にはルカンに調子のいいことを言うものの、実際に敵が目の前まで迫ってくると強そうな者には恐縮するが、か弱そうな女性には一転して強気になるなど、底の浅さが目に見えるほどに小物である。
デインの統治を完全にジェルドに任せきりにし、結果として起こった問題の後処理もルカンに丸投げしてしまうなど、面倒なことはとにかく自分では片付けない姿勢を貫く。ルカンとは懇意にしていると語っており、曰く、困ったことは彼に頼めば「全てなんとかして下さる」。想定外のことが起こると自力ではどうしていいのか分からなくなってしまうこともしばしばであり、部下にまで自分のためにすべきことを尋ね始める始末。
デインで自分のやってきたことを「済んだこと」と悪びれもせず、サナキを偽神使として討ち取ろうとしたが倒される。厄介なことは常に誰かに押しつけて逃げてきた彼だったが、死の間際まで逆に見捨てられたことに気付ていなかった。

#### 帝国軍（神使派）

##### 聖天馬騎士団・神使親衛隊
聖天馬騎士団は女性だけで構成され、神使親衛隊は特にその中から選ばれた、歴代帝国神使に仕える部隊。神使親衛隊は貴族の出身であることが必須で、なおかつ実力のある者が就く。その関係で聖天馬騎士団は「神使派」とも呼ばれている。マーシャについてはクリミア王宮騎士団の項目を参照。
シグルーン
声 - 荒川美穂（ヒーローズ）
ベオク。『蒼炎』および『暁』に登場。クラスは聖天馬騎士（ファルコンナイト）→神天馬騎士（エンリルナイト）。属性は水。
聖天馬騎士団長を兼任する神使親衛隊隊長。サナキへの信頼と忠誠は絶対であり、幼い頃から彼女に付き添い、妹のようにその身を常に案じている。
美貌と実力を兼ね備えており、非常に穏やかで優しい性格。貴族出身だがラグズに対しても偏見を持っておらず、迫害されていることに心を痛めている。副団長のタニスとは対照的にあまり怒ることはないらしく、部下たちからも慕われているが、主であるサナキを侮辱する者に対しては激しい怒りを露にする。ハールとは彼がベグニオンにいた頃からの旧知であり、『暁』では『蒼炎』で彼が連れてきたシハラムの部隊の生き残りとその家族を、ベグニオンで暮らせるように手配した人物であったことが判明している。
（※）タニス
声 - 中恵光城（ヒーローズ）
24歳→27歳。ベオク。『蒼炎』および『暁』に登場。クラスは『蒼炎』ではファルコンナイト。『暁』では聖天馬騎士（ファルコンナイト）→神天馬騎士（エンリルナイト）。属性は地。
神使親衛隊副長。決して他者に媚びない実直な騎士といったところだが、自分にも他者にも厳しい性格ゆえか、『蒼炎』でのサナキの危険な悪ふざけへの対応に不満を漏らしたり、また実直過ぎるせいかサナキの過去を話している最中にいらぬ注釈（失敗談）を付け加えてしまったりと、色々不器用な女性。
サナキや隊長であるシグルーンへの忠義は絶対。優しいシグルーンとは対照的に部下にはとことん厳しいらしく、それゆえに部下からは「鬼教官」とよばれ恐れられている。恐らく優しいシグルーンとの飴と鞭で均衡を保っているものと思われる。貴族育ちだけあってか料理が下手で卵の殻すらまともに割ることができず、彼女の料理もまた部下達から非常に恐れられている（野営地で一度だけ料理した際は部下に「玉子を食べさせたいのか、殻を食べさせたいのか、どっちか」と聞かれたほど）。『蒼炎』では、オスカーと会うまでは傭兵を「野卑で低俗で下劣な男ばかり」と決めつけていたらしいが、オスカーの手腕には一目置いており、「できることならベグニオンに連れ帰りたいほど」と非常に高く評価し、また料理を教わっている。

#### 帝国軍（元老院派）

##### 元老院派の諸貴族の軍
ゼルギウス
声：間島淳司
26歳→29歳。『蒼炎』および『暁』に登場。クラスは将帥（マーシャル）。
カドール伯爵にして、帝国中央軍総司令官を務める将軍。比類なき実力を誇る剣の使い手。
『蒼炎』ではクリミア王国軍への援軍の長として遣わされ、デインで残党処理を任せられていた。『蒼炎』ではタニスが撤退している場合のみ、エピローグにてタニスの代わりに登場する。
『暁』では元老院の命により、対ラグズ連合軍との戦いでの総司令官として戦場へ赴く。鷹王ティバーンと互角に渡り合い、陽動作戦でティバーン率いるフェニキス軍を撤退させ、ガリアのスクリミル将軍を一騎討ちで斬り伏せラグズ連合軍の進行を抑えるなど、戦略に関しても一流のものを持っている。
漆黒の騎士の正体である。元来【印付き】であるために一族からの目は冷たく、それから逃れるためデイン王国軍へ仕官する道を選ぶ。軍では当時【四駿】に席を置いていた【神騎将】ガウェインを師と仰いで剣技を学び、生き甲斐を見出していた。しかしベオクに比べ長命な印付きである故に成長の遅れから正体の露見も危うく、常に鎧で全身を隠していたものの、結局は師を越えるという願い叶わぬまま軍の除隊を余儀なくされた。だが軍を離れる前に当時賢者と噂されていたセフェランと出会い、自分とよく似た境遇の彼に心を開き、新たな目的を得る。後に彼へ仕え、ベグニオンの英雄ゼルギウスという表の顔と、デインの【四駿】漆黒の騎士として暗躍する裏の顔を使い分けていた。このことから、漆黒の騎士が女神の加護を受けた剣や鎧、体力を消費する代わりに他所へ自由自在にワープできる「転移の粉」を所有していた理由が窺える。
『暁』ではセフェランの命令もあって自らと同じ運命を背負っていたミカヤを助け、以後彼女の身を常に案じていた。
彼自身の主目的は剣で師ガウェインを超えることにあり、『蒼炎』前半に対し戦うも、肝心のガウェインは名をグレイルと改め剣を捨てていた上、利き腕を自傷しており全盛期の実力には遠く及ばないということを知らずに討ち倒し、呆気無い結果に呆然とする。後にそれを息子であるアイクと戦う際に彼から伝えられ、以降ガウェインの剣技を受け継いだアイクとの再戦に執着していく。
最後は待ち望んだアイクとの一騎打ちで思う存分に鎬を削り、敗れる。今際の際にはアイクを通してかつての師と戦えたことに感謝し、彼にもまた仇であると同時に師だと誇られて、「我が人生には闇が多かった。しかし無意味ではなかった」と満たされて逝った。
漆黒の将 ゼルギウス
ルベール
ベオク。『暁』に登場。クラスは聖槍使い（ホーリーランサー）。
ガドゥス公爵軍の将軍。
欲のために好き勝手に戦う公爵軍の中において、戦況を見極め苦言を呈した見識ある将軍。しかし、爵位が低いという理由で意見が通らなかった。抵抗する力が無いものを手にかけない騎士道精神の持ち主で、腐敗した帝国軍においては貴重な人材。中央軍と合流後、ゼルギウスの片腕となる。
若いながらもある程度は勇名を馳せてはいるのか、サナキや神使親衛隊にも名前を知られているうえ、ステラとも面識があり、幼い頃の憧れの存在はハールだったらしい。オリヴァーには「そなたも素材は悪くない。私を手本としてもよいのだぞ！？」と言われたが、「謹んでお断り申し上げます。」と提案を退けた。
第四部終章にて正の女神の軍勢として登場するが、彼が仕えているのはあくまでもゼルギウスその人である（この時点でかつての主であるルカンの事は見限っている）。敵対しているとはいえ、帝国、ひいてはサナキへの忠誠を失っているわけではなく、ゼルギウスへの忠義心を何よりも優先していただけに過ぎない。ゼルギウスとアイクの戦いを邪魔させないために奮闘するもミカヤ達に敗れ、最後までゼルギウスへの忠義を貫いて戦死した（ゲーム仕様上はゼルギウスの撃破が勝利条件なので生き延びる場合があるが、物語上の変化はない）。
キマーシ
ベオク。『蒼炎』に登場。クラスはジェネラル。
タナス公オリヴァーに雇われた私兵の長。オリヴァーの命でアイクたちを倒そうとする。オリヴァーの行為を悪であると知りながら加担し、サギの民の捜索をさせていた。散り際にはそのことを後悔するような台詞を残していく。
ゼフレン
ベオク。『暁』に登場。クラスは聖竜騎士（ドラゴンマスター）。
ベグニオン帝国軍の聖竜騎士団の部隊長。第二部序章で定期哨戒を称して、偶然出くわした鷺の姫リアーネを捕まえて貴族に売り払おうとし、クリミア領空侵犯を平然と行うなど、自分たちの利益しか考えていない横暴な部隊長。
ハールとは旧知の間柄のようで、ハールを「裏切り者のシハラムについて国を捨てた聖竜騎士団の恥さらし」と罵り、さらにエリンシアを「ベグニオン帝国に頼って国を得ただけの女」と発言するなど他国のことを見下していたが、逆にエリンシアたちに討ち堕とされる。
ノーズ
ベオク。『暁』に登場。クラスは槍武将（グローリードゥクス）。
ベグニオン帝国の将軍でガリア国境にあるフラゲル砦の守備をしていた。
極度のラグズ恐怖症であり、臆病でネガティブな思考の持ち主。グレイル傭兵団を伴ったラグズ連合が侵攻してくると、任務を放棄し真っ先に逃亡してしまった。ただ、早々に逃亡したことはラグズ連合の進行を知らせる引き金になり、結果としてムギルを籠城させ、ラグズ部隊の進撃を妨げることとなった。このためか、事実はどうあれセネリオから引き際だけは素晴らしくよかったと評価されている。
もっとも逃亡したことには変わらないため責任を取らされ、後に辺境の溶岩窟への追撃を命じられることになった。
シジオウ
ベオク。『暁』に登場。クラスは狙撃手（スナイパー）。
ノーズの副官でフラゲル砦の守備をしていたが、上官ノーズがグレイル傭兵団を伴ったラグズ連合が侵攻してきたとき、彼が任務を放棄し真っ先に逃亡してしまったので急遽指揮官をすることになった。毎夜毎晩ラグズが攻めてくると言い続け、さらに戦闘中に「これはもうダメだ」「我が軍は負ける」などと士気を落とす発言までするノーズには内心呆れている様子。
ロミタナ
ベオク。『暁』に登場。クラスは槍闘士（ハルバーディア）。
ムギル砦の守備に当たっていたが、セネリオの作戦によりミスト達が持ってきた睡眠薬入りの酒や食料を、部下の一部が「バトラー殿の差し入れ」と解釈して勝手に警備を切り上げて寝てしまったために篭城を破られ攻め込まれてしまい、その際に何とか城門だけは護ろうと急遽出陣したが、あっさり破られる。
イトッツ
ベオク。『暁』に登場。クラスは聖竜騎士（ドラゴンマスター）。
ベグニオン帝国軍の貴族連合軍の指揮官の一人。自称・セリオラ公爵軍随一の将軍。前作の戦争の英雄アイクを知らなかった。
勝利に対する戦略よりも戦後の褒章にしか興味がない愚かな指揮官で、敵軍の侵攻を知るも手柄を独占しようと回りの部隊に伝えずそのまま討ち破られる。死に際まで褒章を気にしていた。
ベヨナ
ベオク。『暁』に登場。クラスは呪術師（ドルイド）。
ベグニオン帝国軍の呪術師。ゼルギウスの命により、元老院議員が駐屯する野営地で物資を守っていた。ガリア軍の元老院議員軍の内情を見抜いた策をラグズのものでないと見抜く。
元老院とその行いをあまり快く思っておらず、陰で「俗物め」と罵っているうえ、物資への攻撃にあった際には「いい気味」「痛い目を見たほうが世のため」とも発言している。
カジーザ
ベオク。『暁』に登場。クラスは剣武将（ブレイドドゥクス）。
帝国中央軍の武将。ソゼ峠にてガリア兵と戦っていた。
ゼルギウスの命令により、スクリミルとゼルギウスの一騎討ちを妨害されないよう峠を塞ぎアイク達を迎え撃った。中央軍の将であるだけに、騎士道もそれなりに持ち合わせている。
ロンブローゾ
ベオク。『暁』に登場。クラスは斧騎将（グレートナイト）。
元老院の手先でコーエン家次期公爵。ゼルギウスの意向を面白く思わない元老院議員の期待を「ゼルギウスの命令など無視してしまえば良いのです」という単純すぎる考えで自分に向けさせ、彼らを喜ばせて自分の地位安泰のために大軍を率いてラグズ連合と別れて兵力が減ったタイミングを狙い、アイク達の首を刎ねに行く。
戦で重要なのは強さではなく数であると豪語し、その言葉どおり大量の兵士で砦を攻める。グレイル傭兵団を少数の兵と侮っており、死の瞬間までその考えを曲げなかった。
倒すことができなかった場合は、ルベールが戦闘の中止を進言しにくる。爵位の低いルベールの指示に従おうとしなかったが、ゼルギウスの腹心（つまり帝国中央軍No.2）の命令を無視するわけにもいかず、やむなく撤退する。
ラオ
ベオク。『暁』に登場。クラスは槍闘士（ハルバーディア）。
バルテロメの部下。ベグニオン帝国軍のガリア進攻の際、クリミア王国領の村々へ無許可で侵入、徴収と称した略奪を指揮していた。ジョフレ率いる王宮騎士団に討伐される。クリミアを属国と称して見下し、殺し（後が面倒だから）をしなければ何をしてもいいと言い放ち、村の家々を焼くことに躊躇いもせず、それよりもバルテロメの機嫌を損ねるのを懸念するなど、碌な人物ではない。
帝国軍だが、なぜか鎧の色が灰色である。
セルゲイ
ベオク。『暁』に登場。クラスは弓騎将（アローナイト）。
元老院の手先でクルベア公爵バルテロメの腹心。騎士としての誇りより主君の命を絶対としている。バルテロメの命によりクリミア女王エリンシアの和議を無視して、武装解除したエリンシアを討ち取りクリミアを滅ぼそうとしたが、クリミア軍およびグレイル傭兵団の反撃に劣勢と見たバルテロメに見捨てられる。

##### デイン駐屯軍
『蒼炎』における敗戦で独立を失ったデインに、宗主国ベグニオンが派遣した駐屯軍で、『暁』第一部に登場。ベグニオン元老院議員ヌミダの名の下、デインの民を搾取し悪行を働いていた。
ジェルド
声 - 清水秀光（ヒーローズ）
ベオク。『暁』に登場。クラスは槍闘士（ハルバーディア）。
帝国の駐屯軍所属の将軍。元々はヌミダ公爵軍の私兵。地方貴族の出身で、家柄が重視される帝国社会で自らの手腕で将軍職を得た実力者。
『上官の命令は全て「すみやか」に「確実」に遂行』が口癖。冷徹非情な性格で、邪魔な市民はおろか無能な部下をも平気で手を下す。
『暁』第一部の最後の敵将。ペレアス王子を「まがい物の石くれ」、ミカヤこそ「民を惹きつけてやまぬ輝く宝石」と見るなど、彼なりの見識眼を有する。
ミカヤ達の活躍が大規模になり追いつめられたことにより、闇討ちをかけてミカヤを始末することで解放軍を潰そうとするも、漆黒の騎士が現れて失敗。一度はミカヤに助けられたにもかかわらず、元老院議員ヌミダに完全に見捨てられたことで、賊に身をやつして生き残るより帝国兵士として死ぬ道を選ぶ。ミカヤ達解放軍を道連れにするため、権限剥奪後も帝国の使者を処刑し、王都で投石器などを使って罪の無いデインの市民や家屋に最後の最後まで被害を与えてデイン軍を挑発、最終的にはデイン王城で対決し、敗れて戦死。
アルダー
ベオク。『暁』に登場。
ジェルドの副官。重装兵系のようだが、ユニットとしては登場せず戦闘シーンもない。忠誠心は強いが、小心者のヌミダのことはあまり信用していない。
悪逆非道な上司ではあったが、ジェルドを慕う者の1人だった。彼が漆黒の騎士にとどめを刺されるときに現れ、自らの体を盾として散る。
イサイヤ
ベオク。『暁』に登場。クラスは剣士（ブレイド）。
帝国の駐屯軍所属でネヴァサ警備隊長の傭兵。
ネヴァサを脱出するミカヤ達を捕らえるため路地に網を張って待ち伏せしていた。あえて警備を薄くすることでミカヤ達が通るように仕向けたが、あえなく突破される。
ザイタン
ベオク。『暁』に登場。クラスは槍重歩兵（ランスアーマー）。
帝国の駐屯軍所属で、デイン王都ネヴァサ郊外にあるキスカの街の領主館を占拠していた。
デイン市民から不当に奪った薬や金目のものを、ベグニオン本国へ持ち帰ろうとしていた。
ボナード
ベオク。『暁』に登場。クラスは剣騎士（ソードナイト）。
帝国の駐屯軍所属で、グライブ監獄の看守。
ワゼカカ
ベオク。『暁』に登場。クラスは炎魔道士（ファイアマージ）。
帝国の駐屯軍所属の魔道士。
死の砂漠入口近くの砦でペレアス、タウロニオらデイン解放軍と戦っていた。
ラベルトン
ベオク。『暁』に登場。クラスは槍騎士（ランスナイト）。
帝国の駐屯軍所属ならびにテュリン駐屯部隊の部隊長で、マラド領主のフリーダの監視役も兼任していた。
解放軍の進軍に騎馬隊の増援部隊を繰り出すも、追い詰められマラド市民を人質にするが、フリーダおよびマラド兵の寝返りにより作戦は失敗し、敗れ去る。
ズール
ベオク。『暁』に登場。クラスは剣重歩兵（ソードアーマー）。
帝国の駐屯軍所属で、ウムノ捕虜収容所の看守。
戦争で敗れたデイン軍の捕虜を同収容所に捕らえていた。デインの民を「豚」と称し、家畜同然に扱っている。
ラドミム
ベオク。『暁』に登場。クラスは雷の賢者（サンダーセイジ）。
帝国の駐屯軍所属の指揮官。
解放軍の快進撃を止めるために、底なし沼で捕虜の処刑を囮にした罠を仕掛けてミカヤ達を待ち構えていた。
ミカヤを危険因子と認識している。

##### 正の使徒
『暁』第四部で、【正の女神】アスタルテに手駒として利用できると判断され石化を解かれた兵士達。元老院派の軍の生き残りで構成されている。鎧の色は金色。一度石化を解かれた事で自分達はアスタルテに選ばれたと思いこんでおり（または洗脳の類によるものか）、死を全く恐れずアスタルテに敵対する者を滅ぼそうと盲目的に襲いかかってくる。
シグルーンによると、兵士自体の階級はよくて隊長クラス程度（レベルを見る限りは第三部後半のベグニオン軍やデイン軍より下である）だったようだが、鎧や武具にはアスタルテの加護がなされているため、上級職でありながら能力や武器レベルの上限、必殺ボーナスが最上級職と同じになっており、レベル以上に強力。ルカンをはじめ、彼らのほとんどは自分たちのことを女神に選ばれた存在だと思っているが、アスタルテにとっては彼らも負の使徒や他の人々と等しく不完全な存在で存在価値がないと見られており、駒として使うためだけに石化を一時的に解かれただけで駒の必要がなくなった時点で再び石化される。
ユーマ
ベオク。『暁』に登場。クラスは剣騎将（ブレイドナイト）。
正の女神アスタルテに選ばれた正の使徒の1人。邪神（厳密に言えば負の女神ユンヌ）のしもべに制裁を加えるべく出撃。サナキを偽りの神使として抹消せんと立ちはだかった。
カヒタリーノ
ベオク。『暁』に登場。クラスは聖天馬騎士（ファルコンナイト）。
正の女神アスタルテに選ばれた正の使徒の1人。闇討ちにより邪神に付き従うアイクらに制裁を与えようとした。まるで狂ったかのように「死を！」と連呼し、息絶えるその瞬間まで言い続けていた。

#### グラーヌ砂漠

##### ラグズ奴隷解放軍
腐敗した貴族によって奴隷として売買されたラグズを救う活動をしている民兵組織。グラーヌ砂漠を拠点としている。
（※）トパック
声 - 内田真礼（ヒーローズ）
13歳→16歳。ベオク。『蒼炎』および『暁』に登場。クラスは『蒼炎』では魔道士→賢者。『暁』では炎の賢者（ファイアーセイジ）→大賢者（アークセイジ）。属性は炎。
ラグズ奴隷解放軍の首領。元々は裕福な家庭の出身だが、ラグズ奴隷に疑問を持ち、自分の家で奴隷になっていたムワリムとともに出奔しラグズ奴隷解放軍を結成した。ムワリムとは家族同然の絆で結ばれている。アイク達と出会ったことで、現在では神使の正式な助成のもとに活動している。魔道士としてはカリルの弟子であるが、才に優れているわけでないと指摘されている。
『暁』では第一部の途中で、神使の命によりサザ達と合流。『蒼炎』から身長はあまり伸びていないのがコンプレックスになっており、『暁』でかなり背が伸び体格がよくなったサザやアイクを羨ましがっている。
（※）ムワリム
声 - 櫻井トオル（ヒーローズ）
外見年齢27歳。ラグズ。『蒼炎』および『暁』に登場。クラスは獣牙族/虎（ビーストトライブ/タイガー）。属性は雷。
ラグズ奴隷解放軍の副首領であり、トパックの親代わりともいえる存在。トパックのことを「坊ちゃん」とよび、彼のためならわが身を犠牲にしてでも守り抜くという精神を持っている。元老院の奴隷にされていた過去を持つ。そのため、ラグズでは珍しくベオク流の礼儀作法や敬語に通じている。
『暁』ではトパック、ビーゼらとともに神使の命によりサザたちデイン解放戦線と合流する。イズカにより「なりそこない」の薬を飲まされ精神を破壊されそうになってしまうが、ラフィエルが”再生”の呪歌を謳ったことにより辛うじて元に戻っている。印付きに対する偏見はなく、ミカヤが何気なく「サザのことは彼が小さい頃から面倒をみていた」と言ったことで彼女の正体に気付くも、他人の前での発言には気をつけるようにと忠告し、周囲には黙っていた。
ビーゼ
声 - 矢作紗友里（ヒーローズ）
外見年齢17歳。ラグズ。『暁』に登場。クラスは鳥翼族/鴉（バードトライブ/クロウ）。属性は風。
ラグズ奴隷解放軍の女性。元ラグズ奴隷で、トパックたちに救われた過去を持つ。トパック、ムワリムとともにデイン解放の戦いに加わる。マイペースでぼーっとしてるように見えるが、心の優しい女性である。ミカヤに本能的に苦手意識を持っていたが（本人は奴隷だったためベオクに苦手意識を持っていると解釈したが、ミカヤが印付きであることを本能で感じたためかもしれない）、無視される辛さを知っているため、忘れて仲良くして欲しいと願い、友好を交わした。オリヴァーの目に留まるほどその容姿は美しい。

##### 印付きの隠れ里
（※）ソーンバルケ
26歳→29歳。『蒼炎』および『暁』に登場。クラスは『蒼炎』ではソードマスター。『暁』では剣聖（ソードエスカトス）。属性は天。
グラーヌ砂漠にある「印付き」たちの隠れ里に暮らし、『蒼炎』では戯れにクリミア側について戦っていた。
名剣「ヴァーグ・カティ」を使う剣の達人で、アイクが修行半ばで師（父）を失ったことをあっさりと見抜くほど。砂漠のとある地点にあるキャラを待機させると仲間になる。
彼はベオクとラグズの血を引く「印付き」であり、左のこめかみにその印がある。その生まれからベオク、ラグズの両方を嫌悪しており、とりわけ「親無し」と自分達混血の存在そのものを否定するラグズを憎んでいた。自らの印が与える力で蔑む者達を滅そうと考えたこともあるという。だがモゥディとは打ち解け、友情を育んだ。
「三雄」の1人、ソーンの子孫である。名前の由来も先祖からとったものである。砂漠の奥で印付きの人々が平和に住める国を作っており、『蒼炎』では同じ境遇であるセネリオを国に誘った。
『暁』では印付きである“同胞”ミカヤに協力するために同行。負の女神ユンヌに印付きについて問い質すも、そもそも「印付き」は女神には認知されておらず、印付きは女神が決めた禁句を侵した証であるということが全くのでたらめだったと解り、何百年もの間そのでたらめで自分たちが迫害され続けたことを皮肉り嘲笑った。

## ラグズ諸国

### ガリア王国
ラグズの獣牙族（猫、虎、獅子）を主な住民とする王国。ベグニオン暦355年に獅子の民ソルハウトが大陸西部の樹海に建国した。熱帯で湿潤な気候。地の利を活かしたゲリラ戦を得意とし、獣牙族の仲間内だけが知る『抜け道』を利用して大国ベグニオン相手に渡り合ってきた。他のラグズ諸国同様、国王は世襲ではなく強さによって認められる。
カイネギス
声：白熊寛嗣（ヒーローズ）
外見年齢45歳。ラグズ。『蒼炎』および『暁』に登場。クラスは獅子王（キングライオン）。属性は地。
ガリア王国の王。穏和で思慮深く、絶大な戦闘能力を備えると同時に国内外への政治的配慮にも満ちた名君だが、若い頃は甥のスクリミル同様血気盛んな性格だったという。
ベオクとの共存を強く望んでおり、アシュナードに殺害されたクリミア先王ラモンと協力して両国の間に同盟を結んだ。アイクの父グレイルとは過去に傭兵として雇った間柄で、傭兵団のティアマトも過去にガリア・クリミア両国の交換武官でガリア王宮に駐在していた関係から、ベオクの女性の中では別格に信頼している。
『蒼炎』ではクリミアから逃れてきたエリンシアらを保護し、祖国復興の手段としてベグニオンへ向かう支援を行い、またクリミア解放軍にガリア兵を貸し与えるなどできる限りの助力をした。
『暁』の後日談ではスクリミルが生存している場合、王位を退位し王城から去っていくが、スクリミルが死亡していた場合は引き続きスクリミルに代わる後継者が決まるまでの間、獅子王としてガリアを治めることになる。
（※）ジフカ
外見年齢46歳。ラグズ。『蒼炎』および『暁』に登場。クラスは獣牙族/獅子（ビーストトライブ/ライオン）。属性は闇。
漆黒の姿と、表に出ず獅子王を影から補佐する生き方から“獅子王の影”の異名を持つ。化身した姿も影の名の通り黒い。王がまだ若く血気盛んな時代から長きに渡って補佐してきた。
スクリミル

外見年齢25歳。ラグズ。『暁』に登場。クラスは獣牙族/獅子（ビーストトライブ/ライオン）。属性は炎。
現国王カイネギスの甥。世襲ではなく実力で次期ガリア国王と目される。
獣牙族最強である獅子としての誇りと力を過信し、ベオクの知恵や魔道を軽視している。良くも悪くも猪突猛進な性格で先を見ないところも多いが、次期ガリア国王としての実力と器はある。上記の通り、カイネギスも若い頃はスクリミルのようであったという。
暁でガリア軍の大将として登場し、始めはベオクの策略を卑怯と蔑み軍議にも真面目に参加せず、ライを困らせセネリオからは呆れられていた。だがセネリオの策により進撃率が遥かに上昇したことから、ベオクの知恵を甘く見すぎていたと考えを改め、参謀としてセネリオの実力を高く評価し、気に入っていた。
ゼルギウスとの一騎討ちに破れガリアに帰還した際には、自分だけでは何もできなかったと自らを省みるなど、カイネギス王の目論見は功を成し、物語の中で精神面が大きく成長した。
（※）ライ
声：鈴木達央
外見年齢23歳。ラグズ。『蒼炎』および『暁』に登場。クラスは獣牙族/猫（ビーストトライブ/キャット）。属性は風。
明るく人懐こい性格からベオクとの交渉事も任されることが多いガリア軍の忠臣。お調子者だが、基本的に真面目で職務には忠実。頭も切れる方。グレイル傭兵団のアイクとは親交が深い。自身を巡ってリィレとキサが争っていることに頭を悩ませている。
ミストほどではないが、ラグズの中でも特に【正】の気が強く、負の気が多い場所の付近や戦場では体調を崩したりもする。左右の目の色が違うオッドアイ。
『蒼炎』では国境警備中に亡命してきたエリンシア王女の要請で、ラグズ国境付近のメリネテ砦で戦っていたグレイル傭兵団の救援に向かったことが縁でアイクと知り合う。後にクリミア解放軍に参陣した際には、しばしば無謀な強行突破を繰り返すアイクとその策を講じるセネリオに呆れるなど、以降会話の端々でツッコミ役を担う。
『暁』では猪突猛進型のスクリミルを諫める補佐役兼、軍の副官として活躍する。相変わらずのアイク達の無謀ぶりや戦局、情勢など様々な面で気苦労が絶えなかった。
漆黒の騎士とは浅はかならぬ縁があり、『蒼炎』『暁』を通して幾度も相まみえる機会が多かったため、誰よりも早く漆黒の騎士の正体に気付き、アイクにその事実を伝えた。
『暁』の支援次第で彼はガリアに残らず、友と慕ったアイクと共にテリウスから離れる。
（※）レテ
声：大空直美（ヒーローズ）
外見年齢18歳。ラグズ。『蒼炎』および『暁』に登場。クラスは獣牙族/猫（ビーストトライブ/キャット）。属性は天。
誇り高い女戦士。好戦的だが、ライも評価するほどの冷静な判断力と強い勘の持ち主である。『蒼炎』ではベオクへの嫌悪を露わにしていたが、アイク達との出会いによってその心情にも変化が現れるようになった。『暁』ではクリミア、ガリア両国に協力しており、第二部ではモゥディとともにクリミア王宮に駐留していた。
口調はぶっきらぼうだが、仲間と妹に対する思いやりは強い。『暁』では、血気に逸る部下の獣牙族を抑える指揮官としての自覚を持ちつつ、無理に制止することで彼らの絆を失う可能性を避けるために無茶を承知でミカヤ率いるデイン軍との戦闘を許可するという行動にでたこともあった。
（※）モゥディ
声：江越彬紀（ヒーローズ）
外見年齢20歳。ラグズ。『蒼炎』および『暁』に登場。クラスは獣牙族/虎（ビーストトライブ/タイガー）。属性は水。
レテの部下。大柄で強面な外見だが、とても穏やかで心優しい性格。獣牙族の中にあって珍しく戦いを好まないが、怒ると理性を失う面もある。その性分から心内では戦争であっても命を奪うことを躊躇っている節があり、敵の痛がる様子を見たくないがために攻撃する際時々目を瞑る。
元々獣牙族内では言葉があまり必要なかった関係で、他種族との交流のために現代語を練習しているが上手く話せない。
『暁』でも未だ完璧には習得出来ていない模様。訛っているが（文中では片仮名混じりで表記される）、十分通じるレベルではある。発音が難しいらしく、ツイハークの名前を正確に言い表せない。
ベオクに友好的で、『蒼炎』の戦役後クリミア復興に手を尽くしたことから領民達の信頼を得ており、子供達にも慕われている。
リィレ
声：田村ゆかり（ヒーローズ）
外見年齢18歳。ラグズ。『暁』に登場。クラスは獣牙族/猫（ビーストトライブ/キャット）。属性は雷。
ライとキサの部下で、レテの双子の妹。『蒼炎』でもキサと共にレテとライの支援会話中にて名前だけ登場している。
双子でありながら姉とは違い甘えん坊で子供っぽい性格。あまり戦いを好む性格では無いが、大好きな姉のレテと居たい一心でガリア軍の戦士になった。しかし戦いには不真面目らしく、ライによれば戦場でも隙あらば毛づくろいをしたり爪を磨いたりしているらしい。
上官のライに恋しており、キサとはその関係でいつも争っている。ラグズを毛嫌いしているシノンとは犬猿の仲だが、ガトリーに一目惚れされる。
キサ
声：島﨑信長（ヒーローズ）
外見年齢19歳。ラグズ。『暁』に登場。クラスは獣牙族/虎（ビーストトライブ/タイガー）。属性は光。
ライの有能な部下で、リィレの上官。
ベオクの前では丁寧な口調で話し、毅然とした態度をとるが、親しい者の前では本来の姿が出る。
シリーズではおそらく初のオカマキャラ。普段は真面目に職務をこなし、ベオクに対しても礼節を重んじている。男か女かよく分からない存在。
ライを上官として尊敬する以上に愛している。リィレとはライのことでよく言い合いになっている。
ケジダ
ラグズ。『暁』に登場。クラスは獣牙族/猫（ビーストトライブ/キャット）。属性は雷。
ガリア軍部隊長、隻眼の黒猫。ベグニオン帝国領リバン河畔にてデイン軍に待ち伏せされ、強行突破を掛けた。
レテが死亡または特定の章以前で撤退している場合のみ、彼女に代わり指揮官として登場する代役。ある意味隠しキャラと言える。

### フェニキス王国
誇り高く、力強い鳥翼族・鷹の民が住む王国。ベグニオン帝国の（主に貴族の）船を中心に狙って襲う、「船を持たぬ海賊」の名で帝国軍には広く知られている。ベグニオン暦385年のとき、ベグニオン帝国から離脱した鳥翼族が南海の島につくった国。初代国王は鷹の民ホルス。元は鳥翼族全体で1つの国だったが、生き方の違いから次々に民が離れていき、現在の鷹の民のみの国家となった。
（※）ティバーン
声：鈴木達央
外見年齢30歳。ラグズ。『蒼炎』および『暁』に登場。クラスは鷹王（キングホーク）。属性は天。
フェニキス王国の王。頬にある十文字の傷が特徴。『暁』での台詞から、ラフィエル同様にリュシオンやネサラよりもかなり年上である様子。自国民や鷺の民への想いやりは半端ではなく、それに伴って民からの信頼も厚い。鳥翼族としては非常に大柄で、鷹の民中群を抜いて体格が良く、実力も大陸屈指。言葉使いは乱暴で、女好きと見られるところもあり、身なりも王に相応しくないように思えるが、実力、人望ともに高く、面倒見も良く情に厚い面を持つ親分肌。また、本来ラグズは武器を使えないはずだが、短剣を腰に携えている。
鷺の民とは昔から親交があり、その影響で古代語が漠然と解る。特にリュシオンとは彼が幼い頃から親しく、「セリノスの虐殺」の一件ではリュシオンとロライゼを救出し、一族を失ったリュシオンの後見人となる。「セリノスの虐殺」以来ベクニオンへの遺恨は根深く、鷹の民の海賊活動の対象がベグニオンの船だけなのも、それが理由である。同じようにベオクに対する不信感は強かったが、アイク達がリアーネを守った一件で徐々にアイク達ベオクと打ち解けるようになる。アイク達に腹心を遣わしたり直々に戦闘に参加して援護するなど、仲間と認めた者に対しては協力を惜しまない。リュシオンに対してはやや過保護で、『蒼炎』ではクリミア軍に参戦することにしたリュシオンの護衛として側近のヤナフとウルキを遣わせ、『暁』では自分の意志でグレイル傭兵団に協力することにしたリュシオンを気遣って、傭兵団への助力という名目でのヤナフとウルキを送っている。
『蒼炎』では、最後の自軍ユニットの1人として参戦。技に優れそのほかの能力バランスも良い。『暁』第四部ではミカヤ、アイクと並びリーダーユニットを務める。
『暁』では、自軍フェイズで攻撃シーンに移行すると専用の戦闘BGMが流れる。化身前に戦闘すると、他の鳥翼族は蹴りで反撃する（鷺は反撃できない）が、彼のみ拳で反撃する。
『暁』後日談では、統一鳥翼族国家の初代国王に就任する。
（※）ウルキ
外見年齢30歳（実年齢ではヤナフより5歳年下。）。ラグズ。『蒼炎』および『暁』に登場。クラスは鳥翼族/鷹（バードトライブ/ホーク）。属性は水。
三千里先の音まで聞き逃さないという「順風耳」の持ち主。寡黙な性格で必要なときしか喋らず、鋭い眼つきのため誤解されがちだが、おとなしく優しい性格をしている。鷹王からの信頼は厚く、生まれて間もない頃よりその側で仕えているという。
なお、彼の体格は痩せ型で鷹の民では最も平均的らしい。
（※）ヤナフ
外見年齢30歳（劇中では本人曰く、実年齢は『蒼炎』で110と少し）。ラグズ。『蒼炎』および『暁』に登場。クラスは鳥翼族/鷹（バードトライブ/ホーク）。属性は雷。
三千里先まで見渡せる「千里眼」を持つ。頬にある1本の傷と緑のスカーフが特徴。ウルキとは対照的に馴れ馴れしさすら感じるほど話し好きで明るい性格。
ティバーン、ウルキとは生まれた時からの付き合い。とはいえ現在は王ティバーンへの言葉遣いは主従のそれだが、口喧嘩になると呼び捨てしタメ口をきく。
彼の一族は元々鷹の民の中でも小柄なために外見は幼く見えるらしく、容姿はまだ幼さが残っているが、実際はティバーンやウルキよりも年上（鷹の民の中では同じ年と言える程度の差）で、何十も年下であるベオク相手に対しては若造呼ばわりする。ウルキにはいつも年寄り扱いされる。
ロッツ
ラグズ。『蒼炎』に登場。
ティバーンの部下。諸用でフェニキス王城を離れることになったティバーンに代わりリアーネを警護するも、「転移の粉」により突如現れた漆黒の騎士に襲撃されリアーネを奪われた。城に戻ったティバーンにそのことを伝え、息を引き取った。

### キルヴァス王国
戦う術を持たない船でも無差別に容赦なく襲う、フェニキスと同じく「船をもたぬ海賊」として恐れられる鳥翼族・鴉の民が住む王国。そのためベオクには忌み嫌われ、同じ鳥翼族や他のラグズとも交流がほとんどなく、騙しや裏切り行為を行うためひどく嫌われている。元々鴉の民はフェニキスで鷹の民らと共に暮らしていたが、ベグニオン暦420年のときに気質の違いから袂を分かち、独自の国家をつくった。
（※）ネサラ
声：興津和幸（ヒーローズ）
外見年齢25歳。ラグズ。『蒼炎』および『暁』に登場。クラスは鴉王（キングクロウ）。属性は闇。
キルヴァス王国の王。キルヴァスという国を代表するような性格で、掴み所がなさそうな話し方をするが、狡猾で抜け目も隙もない。キルヴァスを強国にする野心を持っているが、国土が貧しいためか、金銭次第でラグズでありながら毛嫌いするベオクと手を組む仕事も請け負う。民を思いやりながらも、国益のためとあらば同種族や仲間を裏切ることもしばしば。そのため、フェニキスの民からは「裏切るのはキルヴァスの特権みたいなもの」とまで言われることもあった。一方で国や民を思う気持ちは強く（本人曰く「俺は俺の民にとって良い王であれば他の奴にどう思われても構わない」）、自国の民からの信頼は厚い。民からの信頼の点においては、キルヴァスの隠された事情を知るサナキから高い評価を受けている。
鷺の王族であるリュシオン、リアーネとは幼馴染み。その影響でリアーネの話す古代語も理解できる。ある事情からリュシオンらを裏切らざるを得なくなるときもあるが、基本的には幼馴染の彼らには頭が上がらず、ティバーンからは「お前のセリノスびいきは俺の上をいく」とまで言われている。本人も内心では二人を大切に思っており、特にリアーネに対しては特別な感情を抱いている。
初代キルヴァス国王がかつて、ベグニオン帝国に降伏した際にベグニオン元老院と「血の誓約」を交わしていたことが『暁』にて判明。その誓約が未だに解かれていないことから彼にも誓約の証があり、そのためルカンに従わなければならず、それがほかのラグズへの裏切り、背信行為へと繋がっていた。しかし、この契約は「ベグニオン元老院」ではなく「ベグニオン帝国」との契約であったことがわかり、事情を知った皇帝サナキに従うことで元老院から解放された。
『暁』後日談では統一鳥翼族国家の外交官となり、支援次第ではリアーネと結婚し、二人の子を儲けている。
『蒼炎』19章では敵ユニットとして登場するが、ほかの鳥翼族ユニットで説得をすると敵対関係を解き、その際彼の私兵を全員生存させていればほかでは手に入らない「ナイトリング」を貰うことができる。後に最終章では終盤の自軍ユニットとして登場。速さと回避が非常に優れ、ラグズ内では唯一「疾風の刃」の奥義スキルにより風魔法と同性能の間接攻撃が可能。『暁』でもやはり速さが全ユニット中最も高く、間接攻撃が使用不可になった代わりに間接攻撃に対して反撃するスキルを持っている。
なお、『暁』では専用戦闘BGMが用意されており、自軍フェイズでの戦闘シーンで聴くことができる。
ニアルチ
外見年齢76歳。ラグズ。『蒼炎』および『暁』に登場。クラスは鳥翼族/鴉（バードトライブ/クロウ）。属性は炎。
鳥翼族の中では最年長。裏切りで名高い鴉の民の中では珍しく温厚な性格で、ティバーンをはじめとするほかのラグズからの信頼を得ている。また、古代語も理解できる。
ネサラが生まれた時からずっと面倒を見てきたため、爺やとしてネサラを溺愛している。そのため、ネサラが王となってからも彼を頑なに「坊ちゃん」とよんでおり、そのことをネサラは鬱陶しく感じ、もうろくジジイ呼ばわりしているが内心では大事に思っている。
『暁』ではガリアに古代語がわかる者がいなかったため、ネサラがリアーネを気遣ってお付きとしてニアルチを遣わせていた。
『蒼炎』では戦闘ユニットとしては登場しないが、後の『暁』で参戦する。
シーカー
ラグズ。『蒼炎』に登場。クラスは鳥翼族（カラス）。
キルヴァス王国の海賊。ゴルドア、フェニキス海域を根城にし、ネサラの指示の下略奪行為を行っていた。
アイク達の乗る船を座礁させ、物資を奪おうとしたが討たれて散る。レテには『ラグズの面汚し』と罵られた。
初代キルヴァス国王
ラグズ。
『蒼炎』時代より225年前、鳥翼族の種としての生き方の違いからフェニキスより鴉の民が離脱した際、鴉の民をまとめ上げキルヴァス王国を建国した鴉王。
かつてベグニオン帝国と交戦し、降伏した際にベグニオン帝国の元老院と「血の誓約」を交わす。しかし、直後に誓約に背き、帝国に対しテリウス戦国時代にほかのラグズ勢とともに干渉したため、誓約を破った呪いによりおよそ100日間もの間、元老院に呪いを解かれるまでに多くの民と側近の半数、そして妻と子までも失ってしまった。それ以後、キルヴァスは代々元老院に付き従うことになってしまう。

### 旧セリノス王国
大陸一の美しさを誇る鷺の民の王国。美しい彩りの森が国土の大半を占めていた。女神の名の下に戦火を広げるベグニオンに反発した鷺の民が、ベグニオン暦470年に建国した。ベオク・ラグズ含め、テリウスの諸国家のなかで最も遅くに建てられたが、『蒼炎』の物語開始から20年前、神使暗殺事件の濡れ衣を着せられてベグニオン帝国臣民によって滅ぼされてしまった（後に「セリノスの大虐殺」と呼ばれる凄惨な事件）。『暁』の物語が終わるまでは、旧領地はベグニオン帝国が治めていた。
鷺の民は【正】の気が強く、戦う術を持たない代わりに不思議な効果を与える美しい歌、呪歌（ガルドル）を謡うことができ、歌い手は呪歌謡い（ガルドラー）と呼称される。肉体は非常に弱くユニットとしても非常に打たれ弱い。また、相手の心を読む能力を持っている。食べ物は新鮮な木の実しか受け付けられず、例にリュシオンが以前ティバーンの好物である肉や魚や酒を口にした際には生死の境目をさ迷ったとされる。
ラフィエル
声：関智一（ヒーローズ）
外見年齢24歳。ラグズ。『暁』に登場。クラスは白鷺王子（プリンスイーグレット）。属性は天。
帝国に滅ぼされたセリノス王国の第一王子。リュシオンとリアーネの兄。
外観通り非常に繊細で物静かな性格をしており、他人の思いやりなどを見るとすぐ涙してしまう一面もある（これは本来の鷺の性質らしい）。ニケやティバーン曰く、鷺の本来の理想の性格はラフィエルのような性格だとされている。
「セリノスの大虐殺」より半年前に森の外れでベオクの奴隷狩りに捕まるが、彼を哀れに思った元老院のヘッツェルに買い取られたことで救われる。しかし、その後ストレスで体調を崩してしまい、神殿に運ばれて看病されたことで一命を取り留めるも、病の影響で飛ぶことがかなわなくなってしまった。ヘッツェルは森に帰してくれることを約束していたが、その後「セリノスの大虐殺」が起きてしまい、朦朧とした意識の中死してゆく一族のもとへ行きたいと無我夢中の思いで飛べぬはずの翼を開き神殿を飛び出す。しかし、森へ行くはずがまったく逆方向（ベグニオンの西部にあるセリノスではなく、東部のデイン方面）へ飛んでいってしまい、デインより東の死の砂漠で行き倒れていたところをニケにより助けられ、その伴侶となり以後ハタリに住むようになった。
ニケ達とともに砂漠を越えて大陸へ行く道中、ユンヌの声に導かれてミカヤとサザに出会い、サザの話により自分以外滅びたと思っていた鷺の民、それも父ロライゼ、リュシオン、リアーネが生きていることを知る。デインの解放戦争が終った後はガリアへ向かい、リュシオン達兄妹と再会を果たすが、彼が話した「セリノスの大虐殺」の真実がラグズと帝国の戦争へと発展していく。
後日談ではニケらとともにハタリへ戻っていくが、ニケが生存していない場合はセリノスに残り、家族とともに暮らしていく。
呪歌謡いとしての能力はかなり高いらしく、リュシオンはレニングを元に戻す際に、元々「なりそこない」の薬の効果の薄いベオクに対して正の気が高まった状態で魔法陣を用いてようやく成功させたが、ラフィエルは簡易的な【再生】の呪歌でムワリムを元に戻すことに成功しており、下記のとおり呪歌の効果は3兄弟でもっとも有効範囲が広い。
20年前に負った病のため、翼を持ちながら飛ぶことができない。
（※）リュシオン
声：石田彰（ヒーローズ）
外見年齢22歳。ラグズ。『蒼炎』および『暁』に登場。クラスは白鷺王子（プリンスイーグレット）。属性は炎。
帝国に滅ぼされたセリノス王国の第三王子。ラフィエルの弟で、リアーネの兄。
「セリノスの大虐殺」が起きたとき、彼は父ロライゼと共にティバーン率いる鷹の民に救出されて虐殺を逃れることができた。それから20年以上もの間フェニキスに滞在しているため、鷹の民の者とは兄弟同然に親しい。しかし、そのせいか理想の鷺の民の性格とはかけ離れ、鷹の民の性質である力強さと誇り高さが出ており、見た目に反して気が強く、積極的で激しい性格になった。本人もティバーンのようになりたいらしく、軟弱な体に嫌気が差している。ティバーンの好物を片っ端から食べて死にかけたり、本来人を攻撃することのできない鷺の民にもかかわらずタナス公の顔面を殴り、逆に自分の手の骨の方にひびを入れたりと、アイクからは漢らしいと称される。
今でこそ現代語を流暢に話すが、フェニキスに来た当初は古代語しか話せなかったらしい。
「セリノスの大虐殺」以降ベオクを警戒し、一時は“禁呪”を使おうとするまでに憎んでいたが、リアーネとの再会や『蒼炎』でのクリミア解放戦争を通じて次第にベオクに心を開くようになる。キルヴァスの王ネサラとは幼馴染。『暁』後日談では新国家の重鎮となり、気の強い性格を生かして精力的に活動したという。
リアーネ
声：鈴木絵理（ヒーローズ）
外見年齢18歳。ラグズ。『蒼炎』および『暁』に登場。クラスは白鷺姫（プリンセスイーグレット）。属性は水（『蒼炎』では風）。
帝国に滅ぼされたセリノス王国の第四王女。王族の中では最年少。
「セリノスの大虐殺」で亡くなったと思われていたが、事件が起きた際に姉達によって眠りにつかされたことで虐殺を逃れていた。20年後に眠りから目覚め、枯れ果てた森をさ迷っていたところをリュシオンを追ってきたアイク達に遭遇し、その後兄との再会を果たす。森で起きた惨事を知りつつも神使サナキの謝罪を受け入れ、リュシオンにもサナキの謝罪を受け入れるように進言した。
20年間眠っていたために見た目に対して精神年齢が若干幼く、とても無邪気な性格。セリノスでの出来事のあとフェニキスに身を寄せる。その後漆黒の騎士に拉致されるものの、大事になるまえにネサラらに救助される。最後の戦いの後、リュシオンと共にラジャイオンを元に戻すことに貢献した。このような経緯があるため、『蒼炎』ではユニットとしての参戦はない。
『蒼炎』の戦いの後の3年間はガリア王宮に住んでいたが、その間に兄リュシオンの芯の強い性格が多少なり伝染ってしまった模様で、これと決めたことは絶対に曲げない。普段は古代語を話し、現代語は勉強中で途切れ途切れながらも少しは話せる。
『暁』では、ラフィエルがもたらした「セリノスの大虐殺」の真実によってラグズ連合とベグニオン帝国の戦争が勃発することを知り、アイクに助けを求めるために護衛のニアルチとともにクリミアに向かった。しかし、戦争のことはこの時点では機密事項であり、悪意がないとはいえ情報漏洩を犯しかけた（古代語で訴えたため古代語がわからないアイクには通じていなかったので、本当に漏れることはなかったが）ため、後日傭兵団に正式に依頼を行ったライはこのことを知って呆れていた。その後の皇帝軍結成に伴い、負の気による体調悪化でティバーンに強制退場させられたリュシオンに代わってセリノス代表として参戦する。
幼馴染であるネサラを兄のように慕っており、周りの反感を買いやすい彼を庇うこともある。なお、支援次第では、『暁』後日談にてネサラと結婚し、その後黒翼の男児と白翼の女児を儲け幸せに暮らす。
兄2人と違い、化身の可否にかかわらず周囲2マスにしか呪歌効果を与えることができない。
ロライゼ
ラグズ。『蒼炎』および『暁』に登場。
亡国セリノスの王。ラフィエル、リーリア、リュシオン、リアーネの実父。
「セリノスの大虐殺」が起きたとき、ティバーンによってリュシオンとともに助け出されるも、心痛のため昏倒。20年以上の間、眠ったままの状態でいる。
『蒼炎』『暁』共に名前のみの登場。後日談にてリュシオンらの呪歌により目を覚ます。
リーリア
ラグズ。
セリノスの第三王女だった鷺の民。故人。リュシオン、リアーネの姉。
『蒼炎』時代から20年前、「セリノスの大虐殺」が起きたときにほかの王女たちと共にリアーネを眠りにつかせたが、その後セフェランの陰謀によってメダリオンとともに捕獲されてしまい、デイン国王アシュナードに引き渡され以後パルメニー神殿に監禁、邪神の復活を強要されていた。監禁されていた際に自分の世話役で、後にアイクとミストの母親となるエルナに出会い、ベオクでありながら強い【正】の気と清らかな心を持つ彼女に心を開き、メダリオンと「解放」の呪歌を託した。エルナがリーリアの思いを遂げるためにデインから逃げた後、長い監禁生活が祟って病死する。
監禁された部屋の壁に大量の古代語を書き残しており、20年の時を経て、弟リュシオン、そしてエルナの子供たちであるアイクとミストに伝わった。これにより、大虐殺の真実の一部が紐解かれた。ただし、この時点では本来の元凶である帝国元老院の関与を疑わせる証拠はなかったこともあり、アシュナードが首謀者とされる解釈の誤りが起きた。この解消には、3年後の兄ラフィエルの証言を待つこととなる。
エルラン
ラグズ。
黒い羽を持つ鷺の民（黒鷺）で、「エルランのメダリオン」本来の持ち主。セリノスの民の祖先にあたり、テリウス大陸では太古の昔に「三雄」とともに【正の女神】アスタルテに与し、邪神をメダリオンに封印したと永らく伝えられていた。
人が犯し続ける過ちのせいで【暁の女神】アスタテューヌが大洪水を引き起こしてしまったことに罪悪感を抱き、女神が正負に分たれた後は半身である【負の女神】ユンヌを消さんとする【正の女神】アスタルテに、戦乱を起こしてしまったユンヌを封印するだけにとどめて欲しいと三雄達と共に懇願し、「種族の共存」と「アスタルテとユンヌが封印されてから1000年間は大陸規模の戦乱を起こさない」と誓い（もしその誓いが果たされなかった場合は、アスタルテが全ての“人”に裁きを下すことになった）、ユンヌを青銅のメダリオンに封印した。
その後、初代ベグニオン皇帝となったオルティナと結ばれ、史上初の印付きの子をもうけるものの、ベオクとの間に子が生まれたことでラグズとしての能力（化身と呪歌謡いの力）を失ってしまい、女神達を目覚めさせることができなくなり、一時は自殺を考えるまでに精神的に追い詰められた（テリウス大陸では、女神に与えられた自身の命を自らの手で奪うのは女神の教えに反するということで、自殺は禁忌となっている）。その後、事実隠蔽のためにオルティナと別れ、メダリオンをセリノス王国に預け三雄の一人であるゴルドア王デギンハンザーの下で歴史から姿を消し長い時を過してきた。しかし、長い時が経っても種族の共存は実現されず、そればかりかラグズとの共存を実現しようとした先代神使のミサハは暗殺され、セリノスの同胞達は彼女を暗殺したとする濡れ衣を着せられ、「セリノスの大虐殺」が発生。ほとんどの国民が殺められ、争いが絶えない人に絶望し、その野望は大陸規模の戦乱を引き起こしてユンヌと同時にアスタルテを目覚めさせ、アスタルテに裁きを下させるという歪んだ思いに繋がっていった。
現在はベグニオン帝国の元老院の議長であるペルシス公爵セフェランとして公に立ち、部下であるゼルギウスとともに野望実現のために暗躍している。ちなみに、ベグニオン帝国の皇帝家および神使はエルランの子孫にあたり、代々の神使は彼の能力を受け継いだ印付きである。

### ゴルドア王国
大陸最強と名高い竜鱗族が住む王国。竜鱗族はベオクはもちろん、ほかのラグズよりも特に長命であることで知られる。獣牙族や鳥翼族を下したベグニオンですらも強大な竜鱗族を隷属にすることは敵わず、建国以来独立を保ち続けている。国自体が閉鎖的で、ほかの国との交流はほとんどない。
デギンハンザー
声：西前忠久（ヒーローズ）
外見年齢50歳。ラグズ。『蒼炎』および『暁』に登場。クラスは黒竜王（キングブラックドラゴン）。属性は闇。
ゴルドア王国の【黒竜王】。クルトナーガ、ラジャイオン、アムリタの父。かつての女神の加護を受けて邪神を倒したとされる【三雄】の一人。
『蒼炎』ではゴルドア会議の場面でのみ登場。神に次ぐ力を持ちながら他国には干渉しない姿勢を貫き、いかなる戦争にも加わろうとしないため、ティバーンからは「化石親父」とよばれている。その理由は、「争いは行わない」（ひいては起こさせない）という正の女神アスタルテとの約束を守るため、そして自分達が介入することで戦火を大陸全土に広げてしまうことを危惧していたためである。そのため、息子ラジャイオンが「なりそこない」としてデイン王アシュナードの下にいることを知り、大陸全土の戦乱を望んでいたアシュナードがゴルドアを参戦させるためにラジャイオンのことを挑発しても、怒りを抑えて最後までゴルドアを介入させなかった（しかし、ナーシルには「アイクがアシュナードを討つのがもう少し遅ければゴルドアは戦争に参加した」のではないかと推量されていた）。また、かつてベオクとラグズの関係の悪化を危惧して真実を隠したために、後世の「印付き」たちが「女神の禁忌を犯した存在」として迫害や私刑を受けることになってしまったことへの後悔など、内心では計り知れない苦悩を抱え続けてきた。
『暁』第四部にてアスタルテが目覚めたとき、800年前の約束を守れなかったけじめとしてナーシル、ゴートを含めたほかの竜麟族諸共アスタルテ側に付き、裁きを受ける決心をする。そして、「導きの塔」の守護者として実の息子クルトナーガらと敵対することになった。当初はアスタルテとユンヌの目覚めは戦乱によるものと思っていたが、戦闘後にミカヤが友エルランの子孫である「神使」であったことに気付き、まだ希望は消えていなかったことを悟った。そして、アイクたちに敗れた後はユンヌと再会して和解し、生き残った者たちにクルトナーガたちに従うように命じ、アスタルテの下に向かう息子たちを後押しした後は、家族の幸せを願いながら亡き妻と息子ラジャイオンの下へと旅立った。
クルトナーガ
声：山下大輝（ヒーローズ）
外見年齢17歳。ラグズ。『蒼炎』および『暁』に登場。クラスは竜王子（プリンスドラゴン）。属性は水。
黒竜王デギンハンザーの実子。竜鱗族の中では最年少で見た目はまだ若者であるが、年齢は既に100を超えている。聡明で穏やかだが意思は強い。国自体は閉鎖的だが、彼自身は外の世界との友好を望んでいる。『蒼炎』では船をキルヴァス兵に座礁させられ往生していたアイクと出会い、彼らを助けた（彼はこのとき初めてベオクに出会った）。
『暁』第一部では国を出て「クルト」と名乗っており、ララベルとともになぜか牢獄に捕らえられていた。このときのクラスは放浪者（ピルグリム）となっており、種族表記もベオクになっている。
その後、第三部にてデインとラグズ連合との戦いの終盤に登場。争いを止めさせるためにやむを得ず自ら戦地に立つ。終章ではアスタルテに味方をした父デギンハンザーおよび父に従った竜鱗族と戦うことになる。父であるデギンハンザーの死後、彼の遺志を継ぎゴルドアの黒竜王となった。以降はラグズ王族同様「王者」のスキルを身に付け、常時化身が可能となる。
後日談ではゴルドア新王として他国との交流も盛んに行い、また争いの調停者として平和を保ち続けたという。
ラジャイオン
外見年齢23歳。ラグズ。『蒼炎』に登場。
ゴルドア国王デギンハンザーの息子であり、クルトナーガ、アムリタの兄。イナの許婚。
デギンハンザーに次ぐ実力を持っており、およそ20年前に外（他国）のことを知りたいと言い旅立った。しかし、デイン王アシュナードに、妹アムリタが生んだ生後間もない甥子（セネリオ）を盾にされ、罠に嵌められて「なりそこない」の薬を飲まされてしまい、姿を歪められてアシュナードの騎竜となる。
死の間際にリュシオン、リアーネの「再生」の呪歌によって人の姿を取り戻し、最期は許婚であるイナの胸の中で静かに息を引き取った。
（※）ナーシル
外見年齢32歳。ラグズ。『蒼炎』および『暁』に登場。クラスは竜鱗族/白鱗（ドラゴントライブ/ホワイト）。属性は光。
イナの祖父。ベオグとラグズの共存の方法を模索して国を出ていたが、国に残してきたはずのイナとの再会で彼女の許婚のラジャイオンが「なりそこない」としてデイン王アシュナードの騎竜になっていたことを知り、孫娘のためにデイン=クリミア戦役ではガリアとデインの二重諜報をしていた。ミストからメダリオンを奪うも、結局はアイクを気に入ってその行動を助けた。船の船長や、ガリアの遣いとさまざまな役目を持ち、ガリアの者とは特に交流が深い。イナに対する溺愛ぶりは相当なもので、ライから「ジジバカ」とまで言われている。
『暁』では国に戻り、デギンハンザーの苦悩を知って何も知らずに国を出たことを後悔し、それ以降は王に従うことを己に固く誓った。そのため、正の女神アスタルテが復活したときには王に付き従い、「導きの塔」でイナとクルトナーガ、そしてアイクたちと敵対する。戦闘後、倒されていなかった場合はデギンハンザーの指示でアイクたちに同行する。
後日談では新国王となったクルトナーガを側近として支えつつ、曾孫の成長を楽しみにしているという。
ゴート
外見年齢35歳。ラグズ。『蒼炎』および『暁』に登場。クラスは竜鱗族/赤鱗（ドラゴントライブ/レッド）。属性は雷。
国王デギンハンザーに仕える赤鱗の大男。クルトナーガの目付け役。『蒼炎』ではクルトナーガとともに登場するが、出番は少ない。デギンハンザーには忠実で、彼の命には一切逆らわない。『暁』ではデギンハンザーやナーシルと共に「導きの塔」の守護者として立ち塞がる。その戦闘で倒されていなかった場合は、ナーシルと共にアイク達に同行する。
（※）イナ
声：瀬戸麻沙美（ヒーローズ）
外見年齢17歳。ラグズ。『蒼炎』および『暁』に登場。クラスは竜鱗族/赤鱗（ドラゴントライブ/レッド）。属性は地。
ナーシルの孫娘。赤竜と白竜の混血。赤竜ではあるが、化身後の姿はピンクのような色になる。失踪した許婚ラジャイオンを捜すために国を出たが、「なりそこない」となったラジャイオンがアシュナードの騎竜になっていたことを知り、彼の側に居たいがためにデイン国王に従っていた。冷静沈着で分析眼に優れ、軍師としての才も持つ。『蒼炎』では初めはプラハの下で軍師として仕えており、その後デイン王都では指揮官としてアイク達クリミア軍に立ちはだかった。その後ナーシルに手引きによって逃亡、後に捕縛され漆黒の騎士に始末されようとしたところをアイクに救われる。敵の情報を正確に伝えるため、時に味方の士気を下げるような報告も平然とした顔で行う件についてライに突っ込まれている。
『蒼炎』で彼女が自軍ユニットになるのは、漆黒の騎士を撃破未遂（あるいは逃亡）に終わったときのみであった（ナーシルと二択）。
『暁』では、自身でも知らずに許婚の子を宿していることが判明。妊娠した状態のまま最後の戦いに同行していた。後日談で無事出産し、子には「ラジャイオン」と亡き夫と同じ名前を名付けた。

### 幻の王国ハタリ
大陸北東端、デイン王国外れの「死の砂漠」と呼ばれる砂漠のさらに向こうにある王国。800年の間、砂漠の「こちら」側と「あちら」側に行き来がなく、ハタリの者も砂漠の向こうに国があることを知らなかった。
公用語は古代語であり、「テリウス共通語」（所謂現代語）を話すようになったのは23年前にラフィエルによって現代語がもたらされてからである。
狼の獣牙族とベオク、そしてわずかながらもその混血（「印付き」）が助け合って暮らす王国。
ニケ
声：斎賀みつき（ヒーローズ）
外見年齢31歳。ラグズ。『暁』に登場。クラスは狼女王（クイーンウルフ）。属性は風。
ハタリの女王。女王の名に恥じぬ他者に媚びない強い気性とそれに見合った実力を兼ね備えている。危険を冒して砂漠を越え、約800年ぶりに他国の者達にまみえる。
デインにおけるラグズへの偏見を知っても過敏にならず、それどころか部下のオルグを他者にラグズとばれぬよう半化身状態を維持させたままでミカヤの護衛として残す際に、「犬として扱うといい」とミカヤに告げるなど、ラグズとベオクが共存する国の王ならではの余裕も感じさせるほど、外交については柔軟で友好的な考えを持っている。その一方で、皇帝軍とデイン軍の互いに望まぬ戦の際ですら（両者の事情を知っていながら）あくまで戦いを楽しもうとするなど、好戦的な面も持ち合わせている。
23年前、ラフィエルが砂漠で倒れているところを発見し、救出。それ以来ラフィエルを伴侶と認め、常に行動を共にする。
かなり美意識が高いらしく、ラフィエルが「ティバーンのようになりたい」という意向を示した時には、「やめてくれ。私の美意識が許さない。」と拒否した。
後日談ではラフィエル、オルグと共に祖国へ帰還する。いずれ国ごと大陸側への移住を試みるという。
オルグ
ラグズ。『暁』に登場。クラスは獣牙族/狼（ビーストトライブ/ウルフ）。属性は地。
ニケにつき従うハタリの獣牙戦士。寡黙、無口を通り越して無言が多い。半化身前、化身前はかなりの美形。普段は無愛想だが、これは現代語を話せず、また完全に理解しきれていないために他人との交流に消極的であることが原因。
作中では、ハタリでの公用語（古代語）を話すニケや、心の声を聴くことができるミカヤとは話すこともある。第四部では、彼なりに他人との交流や対話に対して努力している様子が見られる。
後日談では女王と共にハタリへと帰るが、このときにもなぜか彼は狼の姿のままだった（本人曰く「楽だから」）。

## 旅の行商隊
『蒼炎』および『暁』に登場。『蒼炎』の物語序盤、クリミア滞在中に戦争が始まり、ガリアのゲバル城に避難していたところ、アイクたちグレイル傭兵団と出会い、護衛してもらうことを条件に傭兵団の必要な武器や道具の調達、物資輸送を担う契約を結んだ。
『暁』の第一部ではデインに滞在していたが、ベグニオン駐屯軍にララベルとイレースが捕まる。その後、かつてクリミア解放戦争で一緒だったサザたちによって二人が救出され、それが縁でミカヤたち「暁の団」と行動を共にするようになった。第三部ではアイクに呼ばれてラグス連合軍と行動を共にしている。「女神の裁き」が起きた時は負の女神ユンヌが目覚めた建物の中にいたため、一般人ながら石化を逃れた。
ムストン
旅の商隊のメンバー。「武器屋」を営む。
隊の中ではリーダー格らしく、年齢相応の知識と心構えを持っている。『暁』の物語の終盤では最上級の魔道書をくれるなど気前のいい面も見受けられる。
ダニエル
商隊のメンバー。「練成屋」を営む。ジョージとは双子でありダニエルが兄に当る。髪の色は茶。
性格は穏やかで真面目。いつも血気盛んなジョージをよく窘めている。
ジョージ
声：渡辺紘（ヒーローズ）
商隊のメンバー。「古物屋（武器・道具を売れる）」を営む。双子兄弟のうちの一人でジョージは弟。髪の色は金。
性格は兄ダニエルとは逆で血の気が多く、女の子に声を掛ける軟派男。
ララベル
商隊のメンバー。「道具屋」を営む。
『蒼炎』12章にて命の危機に瀕したところをアイクに助けられ（たと思い込み）、以降アイクに惚れ込んであの手この手で積極的なアプローチを仕掛け続ける。商品を渡す際に手をやたらと握ったり、世界に一つしかない貴重なアイテムをプレゼントして気を引かせようとしたり、商品を無料にする代わりに自分を美しいと言わせ既成事実を作ろうとしたりと何度もアイクに近づく手段を講じるが、そのほとんどをセネリオに妨害され、また上手く利用されている。
『暁』では、デインで帝国兵に捕らえられグライブ監獄へと収容されていたが、ミカヤ達と出会ったことで共に脱獄し、物語に関わっていく。旅の商人なので所属国家はないが、祖国はクリミア王国。
『暗黒竜と光の剣』に登場する道具屋の女性ララベルとは名前も姿も同じだが、これはチュートリアルに登場する女性アンナと同じく過去作品とのリンクネタであり、あくまでも『暗黒竜』と『蒼炎』『暁』のララベルはそれぞれ別人である。
（※）イレース
声：後藤沙緒里（ヒーローズ）
16歳→19歳。ベオク。『蒼炎』及び『暁』に登場。クラスは『蒼炎』では魔道士→賢者。『暁』では雷魔道士（サンダーマージ）→雷の賢者（サンダーセイジ）→大賢者（アークセイジ）。属性は光。
商人として各地を売り歩く商人達とともに旅をする魔道使い。『蒼炎』の物語開始前(年数を逆算すれば4年前)に、家を出たものの行き倒れ状態となり、道端で倒れているところをムストン一行に助けられ（アイクには「結構豪快な人生」と評された）、以降『暁』の時代まで7年間という長い間、彼らと一緒に旅をしている。しかし商売を覚えている様子はなく、護衛として働いている感じもない。
『蒼炎』では行商隊とはぐれたところをデイン軍に発見され、クリミア側の人間でないことを証明するためアイクと出会う前まではデイン軍の一員として戦わされていた。
『暁』ではララベルと共に駐屯軍に捕らわれていたが、暁の団に救出され以後デイン解放まで暁の団と行動を共にする。
性格はおっとりしていて誰に対しても敬語だが、華奢な外見からは想像できないほどの大食らい。その食欲は想像を絶し、1回の食事で5人分の量だけでは全く足らず、ラグズ成人男性12人分相当の料理を平らげてもまだ「量が足りない」と漏らすほど。いつもお腹を空かしてふらついているが、そうと知らない人には体調不良と勘違いされることがしばしばある。駐屯兵に捕らえられた際には、不味いうえに少ししか食事を出さなかったことについて腹を立てていた。
物忘れが激しいが、食事を奢ってくれた人（ツイハーク、ガトリー、ルキノ、ヘザーなど）やグレイル傭兵団の人のことは大体覚えて（覚えるように努力している）おり、特にオスカーの食事は絶品だったと語る。珍しく初対面で食事を奢らなかったツイハークとは浅からぬ縁がある。
普段の言動や行動に反して、時として物事の本質を見抜き、そして現実主義者的な考えも持っている。それもあってか、ラグズに友好心を持ちながらデイン側に付き戦っていたツイハークにその矛盾を問いかけて迷いを晴らし、頑なにデインの将として振る舞い、ラグズ連合の行く手を遮るミカヤに対しては「憎み合ってない私たちが戦っていること自体がおかしいんです」とその不条理に疑問を投げ掛けた。ジルには「戦いはいつも、とても悲しいものですね」と無意味に争わねばならない現状を憂う台詞も述べる。ペレアスが自身の不甲斐なさがデインを窮地に陥れてしまったことを悔やみ、詫びる際には、「人なんてだいたいそんなものです」と彼女なりの気遣いを見せた。

## 山賊・海賊など
『蒼炎』『暁』両作で登場する、ならずものの集団。
ザワナー
ベオク。『蒼炎』に登場。クラスはバンデット。
カリワ村を襲った山賊団の一員。アイクの初陣の相手となった。
イカナウ
ベオク。『蒼炎』に登場。クラスはバンデット。
ザワナーの所属していた山賊団の一員であり、ザワナーを討ったティアマトに復讐をするためミストとヨファを拉致した。
ヒブッティ
ベオク。『蒼炎』に登場。クラスはバンデット。
港町タルマを占領していた海賊。「ブヒヒ…」といった豚の様な笑い声を発し、また容姿も豚の様である。兄マカロフを行方を訪ねてきたマーシャに兄の作った借金の肩代わりを迫った。
後に公式サイト・『ファイアーエムブレムワールド』の『ファイアーエムブレム 覚醒-BACKGROUND-』内の「アンナの攻略部屋」コーナーにて、開発チーム代弁者として出演した。
ネダタ
ベオク。『蒼炎』に登場。クラスはバンデット。
ガリア沿岸付近を荒らし回る海賊の首領。
自ら「海のならずもの～」と妙な歌を歌いつつ子分と共に周辺のラグズ住民の民家を襲撃する。登場の際には専用BGMが流れる。
ガシラマ
ベオク。『蒼炎』に登場。クラスはバーサーカー。
グラーヌ砂漠辺境の村を荒らす山賊行商団の長。なりそこないを操る。ラグズ奴隷の違法売買も行っており、この道25年のベテラン。多くのラグズを拉致しその者達を売り飛ばして生計を立てていたが、サナキの要請で向かったアイクたちに討伐される。
プーゴ
ベオク。『暁』に登場。クラスは戦士（ファイター）。
敗戦後のデインを荒らしていたならずものの長。
デイン国内の混乱に乗じてデイン王都ネヴァサで食料や物資を奪い、女子供らをも売りつけようとしたが、暁の団に討滅させられた。
デス
ラグズ。『暁』に登場。クラスは獣牙族/虎（ビーストトライブ/タイガー）。
死の砂漠にある古代遺跡を拠点としているラグズの盗賊団の首領の1人。化身後はやや緑がかった虎に化身する。
FEシリーズで定番になりつつある「砂漠に出てくる盗賊兄弟」である。
ヘル
ラグズ。『暁』に登場。クラスは獣牙族/虎（ビーストトライブ/タイガー）。
死の砂漠にある古代遺跡を拠点としているラグズの盗賊団の首領の1人。化身後はやや桃色がかった虎に化身する。
FEシリーズで定番になりつつある「砂漠に出てくる盗賊兄弟」である。

## 歴史上の人物たち
オルティナ
邪神と戦った三雄の1人であり、ベオクの女性。二刀流を得意とする。
ベグニオン王国（ベグニオン帝国の前身）の初代国王で、夫は鷺のラグズであるエルラン。ベグニオン王国の建国4年目、エルランとの間に子を儲ける。しかしこのことが、後の悲劇を生む原因となってしまう。
アイクと漆黒の騎士がそれぞれ所有する剣「ラグネル」と「エタルド」は、元々はオルティナが双剣として振るっていたものである。
ソーン
邪神と戦った三雄の1人であり、ラグズの獣牙族である獅子。
ベグニオン王国の二代目国王である。
エルラン声：石井一貴
邪神をメダリオンに封じた鷺の民（黒鷺）であり、オルティナの夫。リュシオン達の祖先に当たる。
ゆえに、一般に「メダリオン」（本作における「ファイアーエムブレム」）は、正式には「エルランのメダリオン」と呼ばれる。2周目以降、とある条件を満たすと最後の最後で仲間になる。クラスは宰相(チャンセラー)。属性は光。
デギンハンザー

邪神と戦った三雄の1人であり、ラグズの竜鱗族最強の黒竜。後にゴルドア王国を建国、国王となる。現在も存命であり、歴史の生き証人。
ヨーラム
オルティナとエルランの孫。
ベグニオン暦前95年に飢饉が起きる事を予言し、的中させた。
女神と対話できる『神使』としてベオク国民から崇められた。
バックグラウンドでは『メシュア』とされていたが設定資料集では『ヨーラム』に変更された。
トリメニ
ヨーラムの孫にして三代目『神使』。
三代続けて現れた『神使』として求心力を集め、彼女を擁する教団が発足する。その教団がのちの『元老院』となる。
メシュア
オルティナとエルランの末裔にして『神使』の一人。
当時ベグニオン王国を支配していたラグズ王に対し反乱を起こしたベオク勢力の旗印として担ぎ上げられ、反乱成功後は帝政に移行したベグニオン帝国の初代皇帝に即位した。
これに倣ってミサハの代まで神使が皇帝に就くのが通例化した（サナキも後々まで神使と偽られていた）。
バックグラウンドでは『ヨーラム』とされていたが設定資料集では『メシュア』に変更された。
キオフ
鴉族の長にして当時のベグニオン王。
内乱を起こしたベオクを鎮圧しようとしたが敗れ、処刑された。
ソウハルト
ガリア王国初代国王。
ベグニオン帝国で奴隷とされていた獣牙族を率いて大陸西方の森林地帯まで逃がれ、「ガリア王国」を建国した。
ホルス
フェニキス王国初代国王。
ベグニオン帝国で奴隷とされていた鳥翼族を率いて大陸西南に点在する島々に逃がれ、「フェニキス王国」を建国した。
カラドック
ベグニオン元老院有力議員の一人。
ラグズ協調派の代表で、有志を率いてベグニオン帝国から独立し「クリミア王国」を建国した。
クリミア王族との血縁は不明。
ヘンギスト
ベグニオン元老院議員の一人
反ラグズ派の代表で、有志とともにベグニオン帝国から独立し「デイン王国」を建国した。
デイン王族との血縁は不明。

## 女神
アスタルテ
声：佐久間紅美
【正の女神】。
『暁』の時代から800年以上前、大陸を水没させた「邪神」を封印させるために「三雄」と呼ばれるベオクの女性：オルティナ、獣牙戦士：ソーン、黒竜王：デギンハンザーらに祝福を与えた女神。オルティナには愛用していた双剣に、ソーン、デギンハンザーには自身の身体に祝福を与えた。
“邪神”こと【負の女神】ユンヌを封印した後、ベオクとラグズは自身の眠りから1000年間大きな争いごとを起こさない“千年の審判”という約束を「三雄」と交わし、半身であるユンヌが眠った影響により自らも眠りについた。
しかし人々は結局戦乱を起こしてしまい、第三部終盤にて1000年の眠りの予定を200年前倒しして目覚める。そして約束を破った裁きとして、大陸に生きるほぼ全てのベオクとラグズを石にしてしまった。しかし、一度目の裁きでは全ての者を石化することはできず、ある程度の強い力を持つ者と、彼女が知らない印付き、ユンヌが目覚めた建物の中に居た者達は石化を逃れていた。そこで自らを討たんとするユンヌの一行を殲滅させるべく、意のままに操れると判断した元老院議員など一部の者に関しては石化を解いたうえで自分の手足となるよう加護を与えて「正の使徒」とし、使徒たちを幾度となく討伐隊の元へ送り込む。
彼女は自らを完全・絶対と定義し、心を持つがゆえに争いを生む不完全な者達を滅ぼすことで罰しようとした（争いを自発的に起こさない鷺の民や、ベオクとラグズの混血児、ベオクとラグズの共存を実現しているハタリ王国の者達も含めた地上に生きる人々全て）。ユンヌはその理由を、封印されたメダリオンの中で鷺の民やエルナ、ミストの呪歌を聴いて癒されその心に触れていた自分と違い、アスタルテは永い間【正】その片方だけでい過ぎたために、心を失ってしまったからだと語っている。
『暁』における最後の敵であり、シリーズ初の人の形を成した神の最終ボスである。クラスは正の女神(ガデス)。属性は光。
威力50という脅威の武器「裁き」（光属性の魔法攻撃）を持ち、ターン開始時に全体攻撃や遠距離攻撃（物理か魔法のどちらか）、さらにハード＆マニアックモードでは全体にサイレス、もしくは麻痺攻撃まで行う恐ろしい力を持つ。
しかも周囲にオーラまで有り、それらを全て消さなければ本体に攻撃すらできず、またオーラには与えられたダメージを攻撃した者に返すスキルを有する。
そのうえ、デギンハンザーやセフェラン同様女神（ユンヌ）の加護を受けた武器しか攻撃を受け付けず、特定の条件下で倒さなければ何度も復活してしまう。
ユンヌ
声：佐久間紅美
【負の女神】。
800年以上前、広大だった大陸に大洪水を引き起こしたために、3人の勇者とエルランによってメダリオンに封印されたとされる「邪神」の正体。【負の女神】である彼女が「邪神」とよばれていたのは、ベオクとラグズの争いを起こさないというアスタルテとの約束を果たすのに、黒竜王デギンハンザーが血の気の多いラグズの王たちを戒めるためにそう偽ったため。そのため自身を「邪神」とよばれることを嫌っており、その名称で呼ばれると機嫌を悪くする。
元々は女神アスタテューヌとして存在したが、大洪水を起こした後にアスタルテとユンヌに分裂した。その後、ユンヌの軽率な行動が原因となる人々を巻き込んだ神と神との戦乱が勃発。結果としてアスタルテと彼女に付き従う勇者達に敗北し、メダリオンに封印される。以降封印されたメダリオンはセリノス王国に人知れず安置されていたが、紆余曲折を経てミカヤの「解放」の呪歌によって目覚める。ミカヤの体を借りなければ、ほかの人と対話できない。
本来、アスタルテとユンヌは一対の存在である。ユンヌは自身を「混沌・自由・変化・未来・謎」、アスタルテを「秩序・束縛・安定・過去・答」と表現する。
【正】の気を持つ人を好み、特に鷺の民やミストがお気に入りである。自らを混沌と名乗るように形式等に囚われることを嫌う。振る舞いは少女の様だが、時に女神らしい一面を見せるなど、雰囲気が極端に変わりやすい。
アスタルテを倒した後は存在が薄れゆく中でアイクをはじめとする人々の想いに触れ、最後の力で羽ばたきながら石となった人々を救い、消えていく。
エンディングでは本来の姿で現れ、蒼炎の体であった容姿ははっきりしていなかった。度々見せていた少女のような振る舞いと一致するように、公式イラストでは幼い少女の姿であり、髪と瞳の色はアスタルテ、アスタテューヌと同じく、暁のような茶髪に近いオレンジ色をしている。
アスタテューヌ
【暁の女神】。
かつて水しか存在しなかった世界に降り立ち、創世を成した唯一神。
初めは様々なものを創造することに夢中だったが、やがて何一つとして自分と同じ存在がいないことに気付き、孤独を悲しみ何千年という間泣き続けた。獣達は彼女を慰めようと、近い存在になろうと段々と姿を変え、後のベオクとラグズの祖先となる【マンナズ】が誕生した（ゆえにベオクやラグズ、「人」は唯一女神が創造しえなかった存在である）。彼らはアスタテューヌを“神”と讃え、その髪をまるで夜明けの光の様だと賞賛し【暁の女神】と呼ぶようになった。
女神は【マンナズ】を愛し、彼らのために数々の知識や思想を与えた。やがて【マンナズ】はその数を驚異的に増やし、多数の種族に分かれ、いつしかどの種族も己が種の優秀さを主張し争うようになる。争いは次第に苛烈さを増していき、同一とされることを厭う種族達の望むままに【ラグズ】【ベオク】という名を与えても、それもまた戦いの口実となった。
女神は争いを止めようとしたが、どのように諭そうとも戦いを止めぬ人達へ次第に怒りと哀しみが募り、押えきれずに暴走した感情は大嵐となり地を覆い、テリウスを除くほとんどの大陸が水底へと沈み、数え切れぬほどの命を自ら奪ってしまった。件を切っ掛けに罪の意識から女神の【正】の部分が自らの【負】を拒絶し、【暁の女神】アスタテューヌは、【正の女神】アスタルテと【負の女神】ユンヌに分たれた。アスタルテは同じ過ちを犯すまいと、人にとって自分は完全な存在になろうと“己の不完全な部分”とするユンヌを消そうとする。対するユンヌはもう一人の自分が人ばかりに構い、自らを消そうとするアスタルテに寂しさを感じ、（彼女にとって）些細な悪戯をしたことが2人の女神と多くの人を巻き込んだ戦乱の引き金となってしまった。
アイク達が【正の女神】と戦い、【正】と【負】の女神その両方が消滅した時より約400年後、本来のアスタテューヌとして復活し、「導きの塔」に再臨。世界には新たな戦乱の陰りが見え始めるも、人を生み出した者として恐れず、この世界を見守っていくことを決意する。